# 2019年8月5日香港三罷行動
2019年8月5日三罷行動，又稱「8‧5三罷」，是2019年8月5日香港市民反對修訂逃犯條例自發的集會及佔領街道運動。當中的「三罷」指「罷工」、「罷課」及「罷市」。當天的港鐵不合作運動是歷來最大規模，造成影響最大。共造成8條鐵路線路服務受阻，其中觀塘綫及荃灣綫全線、港島綫來往上環站至柴灣站列車服務一度暫停。
警方亦進行大規模清場行動，施發1,002枚催淚彈、170枚橡膠子彈及28發海綿彈驅散。而且拘捕148人，最年輕一人僅13歲。當中有76名示威者在天水圍警署門外聲援期間，被防暴警拘捕，有人受傷。

## 罷工情況

### 巴士公司
新巴有超過200名員工參與罷工，佔車長人數約20%。

### 迪士尼
約30名員工響應號召，發起罷工集會。迪士尼樂園職工會主席鄭麗兒表示希望以和平方式向政府表達訴求。

### 航空界

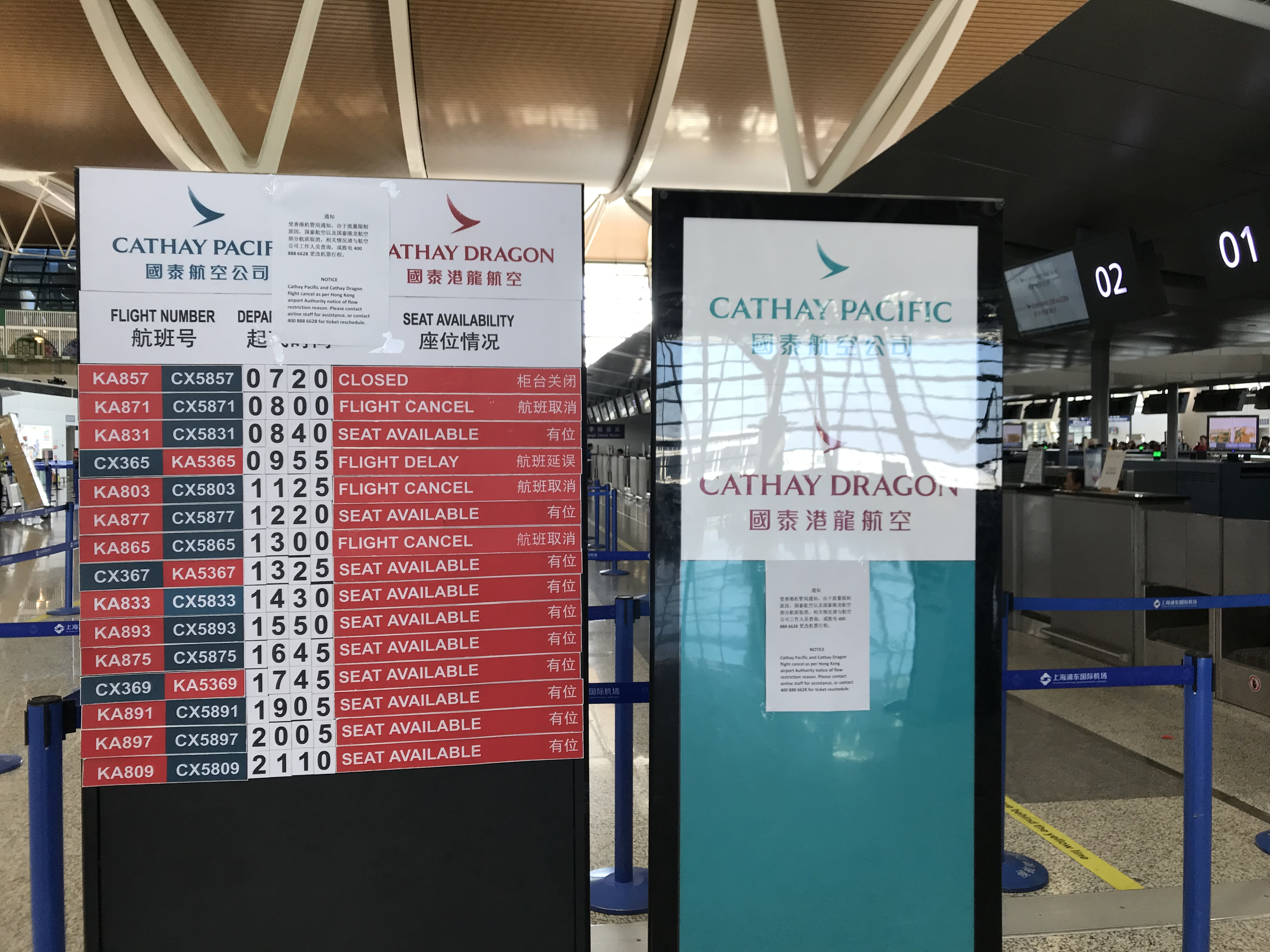
8月6日上海浦东国际机场国泰及港龙航空报到柜台的航班状态栏，显示部分来往香港航班因受到罢工影响而取消或延误

早前有航空公司工會響應罷工號召，令周一的航機受到很大影響。截至凌晨4時，已有170班來港及離港航班取消，取消比例頗高。航空交通受到影響。航空界響應8.5大罷工，估計逾3,000人參與，包括民航處空管人員、航空公司機組人員及機場地勤員工。截至下午5時，機管局網站顯示，逾250班航機取消，當中逾半屬於國泰或國泰港航旗下航班。

## 不合作運動

### 路面

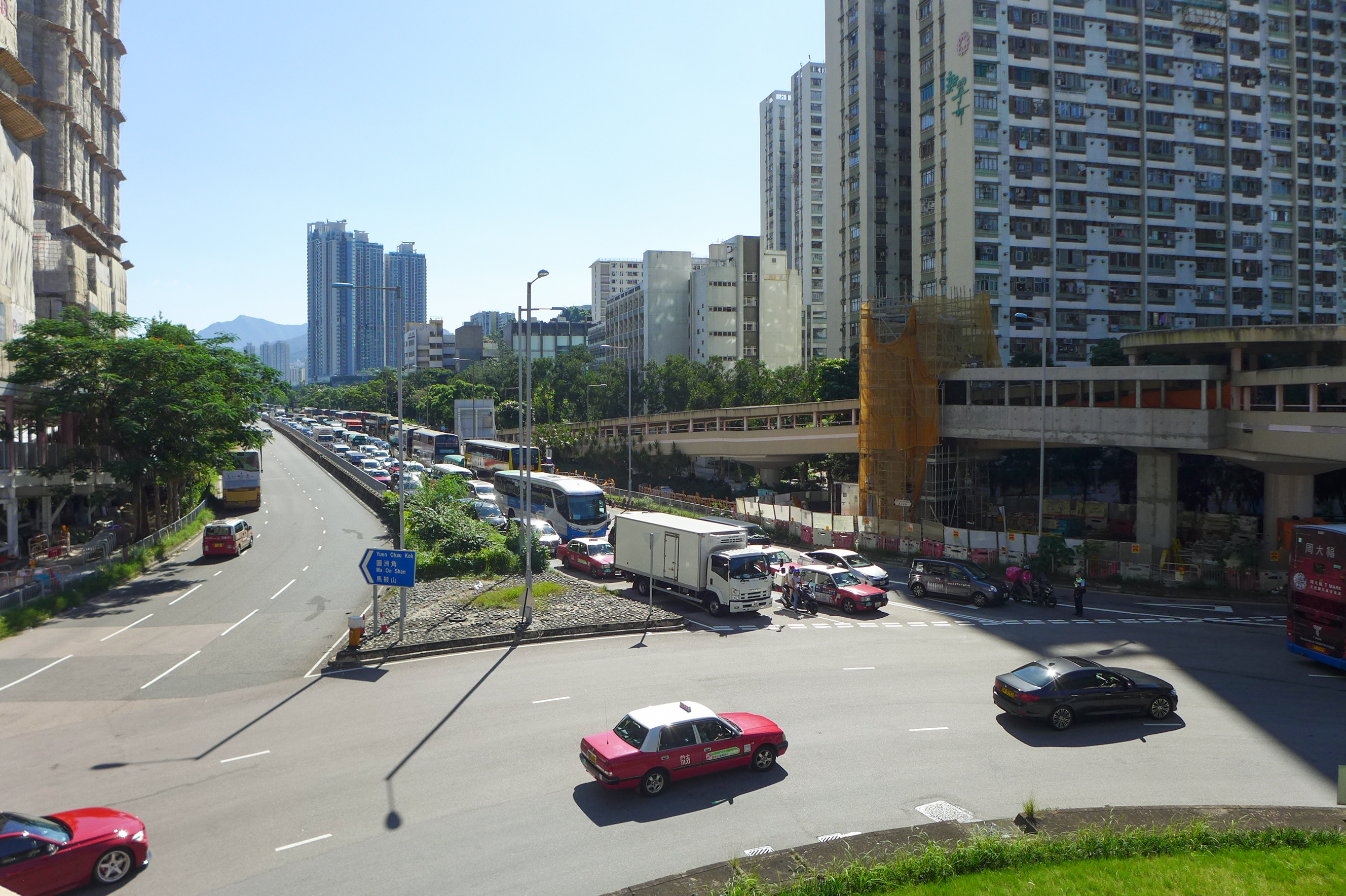
大圍車公廟路交通出現擠塞

8月5日凌晨1時左右，多名示威者在美孚對開往九龍方向葵涌道天橋、以及荔枝角道美孚巴士總站對開路面，以水馬、鐵欄、雪糕筒、垃圾筒等雜物架設路障，交通被堵塞，原本五條行車線只剩一條。當時荔枝角道最少有數百人留守，相信為罷工鋪路。附近美孚新邨居民疑對不合作運動不滿，不時投擲雜物發出巨響，一名女示威者被擊中腳部受輕傷，毋須送院。到凌晨約1時半，一名身穿西裝的男子男子被指在美孚站對開拍攝示威者，隨即被大批示威者包圍，並發現手機中有示威人士的照片，結果男子被打傷和頭破血流。但被示威者指他如醉酒人士企圖生事。隨後由救護員送院。
而警方在黃大仙搜捕示威者後，引起附近居民和街坊不滿引發衝突，其後示威者衝出龍翔道，警方一度驅散。但一直到凌晨3時，仍有示威者佔據龍翔道，直到早上6時35分。運輸署3時30分宣布，12條巴士及小巴線需要暫停；另19條巴士及小巴線需要改道。3時53分，多個港、九、新界區路段暫時封閉。
早上7時25分和早上11時，示威者在紅磡海底隧道九龍路口設置路障，現場交通一度擠塞。其中7時的快閃行動，有警員在數分鐘後到場趕走示威者和清理路障。而東區海底隧道收費廣場一度有示威者坐出馬路，並搬運水馬阻塞交通。
另外，有網民提出在迴旋處進行「駕駛練習」。從早上起，大埔廣福邨近吐露港、大圍車公廟路和元朗公路的博愛交匯處的迴旋處內有車輛不斷兜圈，交通均出現擠塞。有巴士乘客決定下車步行轉乘其他交通工具。早上期間，新巴、城巴、九巴多條巴士線路需要改道或暫停。

### 港鐵

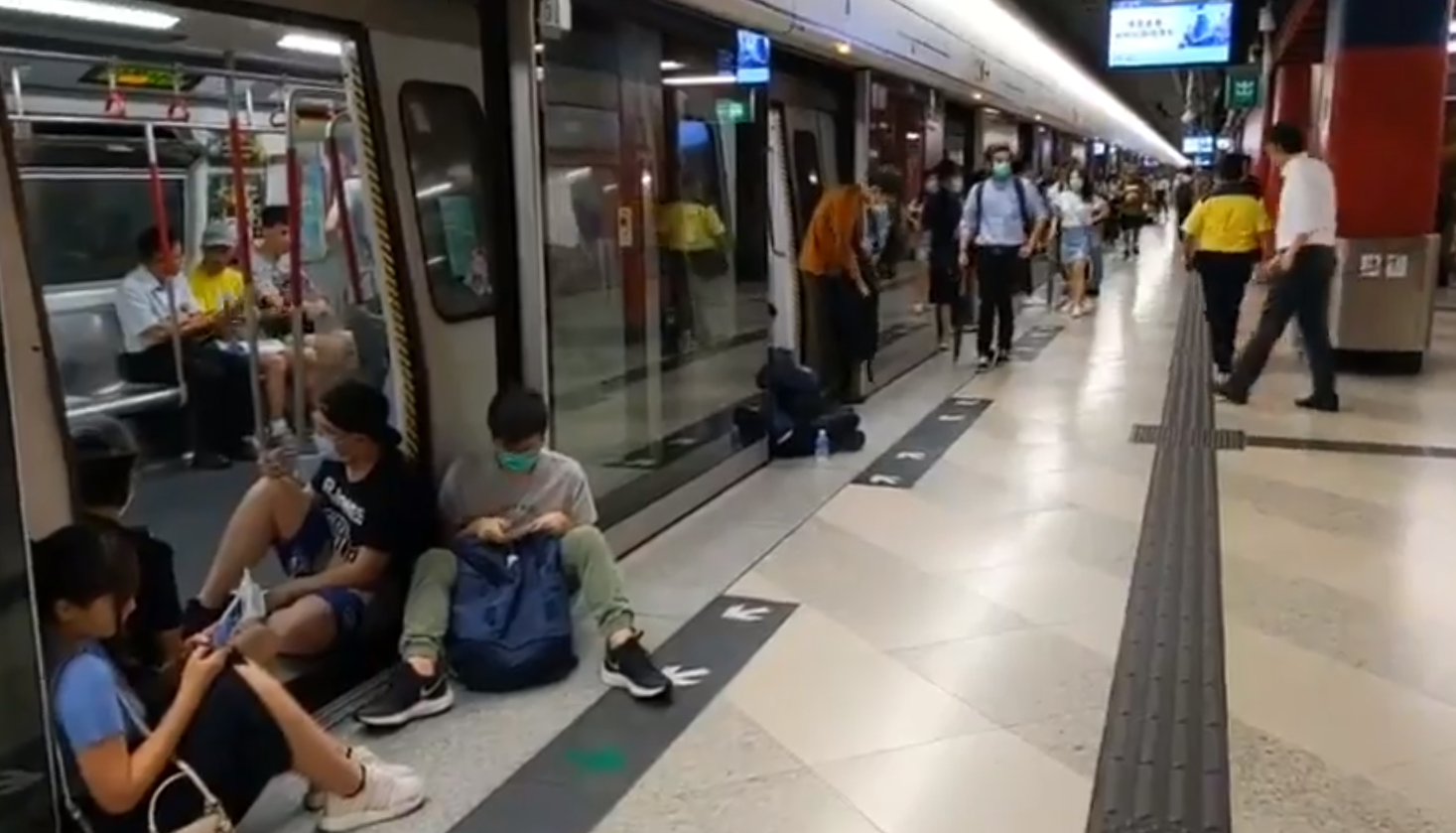
在荔景站，有人阻止車門關閉

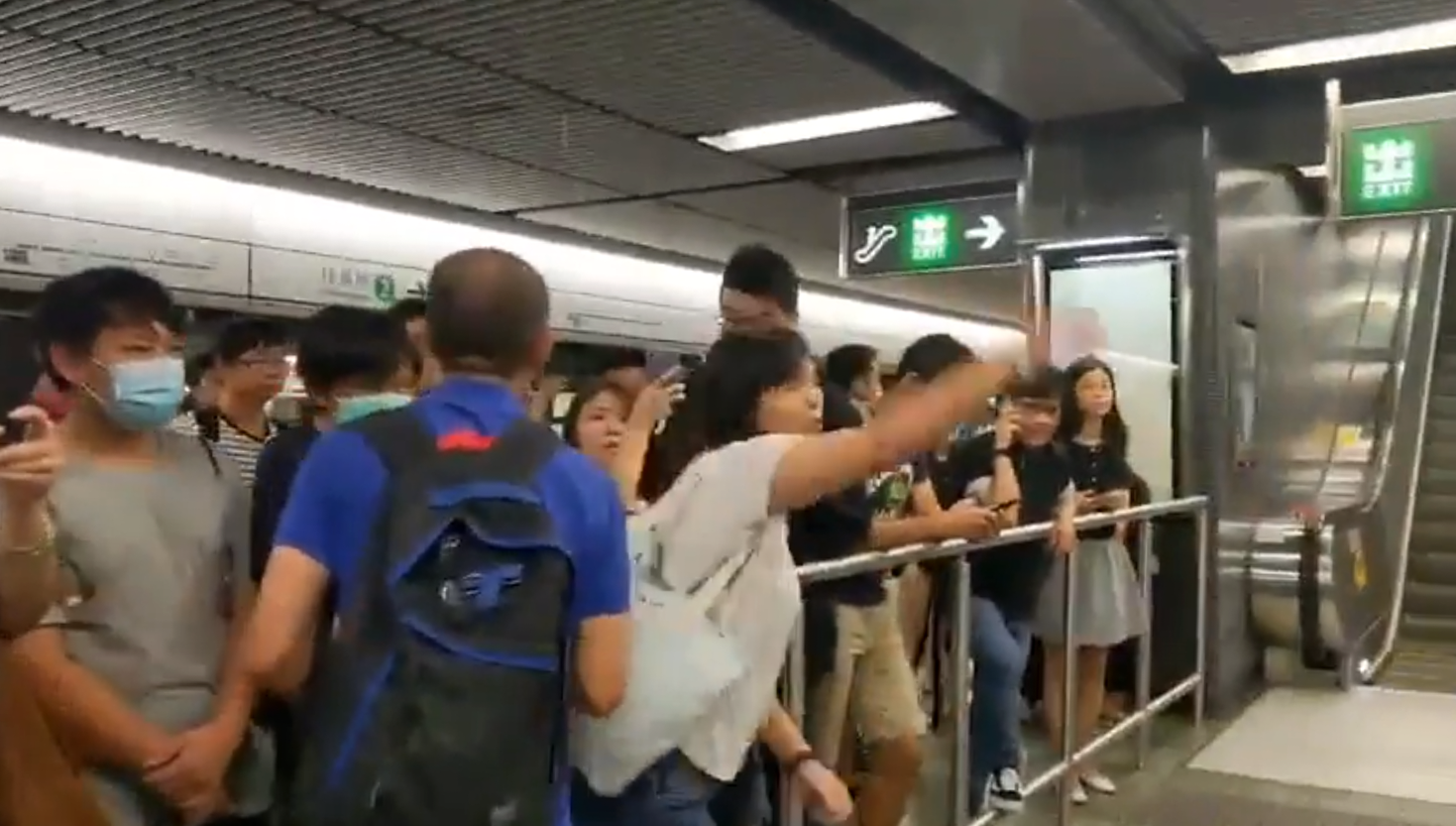
在鑽石山站，有乘客指罵市民阻礙列車服務，無法上班

早上7時，元朗站月台有數名身穿黑衣人士分散在月台不同位置，數名身穿黑衣的市民戴上口罩及頭盔，手持「只有暴政，沒有暴徒」、「睇唔到時間，返唔到工」的標語走過。一個小時內，港鐵炮台山站、鑽石山站、荔景站、大圍站和觀塘站等多個車站都有示威者出現，以阻塞車門、拉車廂及月台上按動緊急掣等方式阻止列車開出。
港鐵隨後宣布西鐵綫、東鐵綫、港島綫及觀塘綫及東涌綫服務受阻，而荃灣綫全綫暫停服務，服務幾近癱瘓。港鐵服務受阻期間，月台和車廂內出現混亂，有市民不滿示威者行為過激，爆發多場對罵、推撞，發生衝突。有乘客拍攝示威者，但遭示威者包圍，並要求刪除圖片。

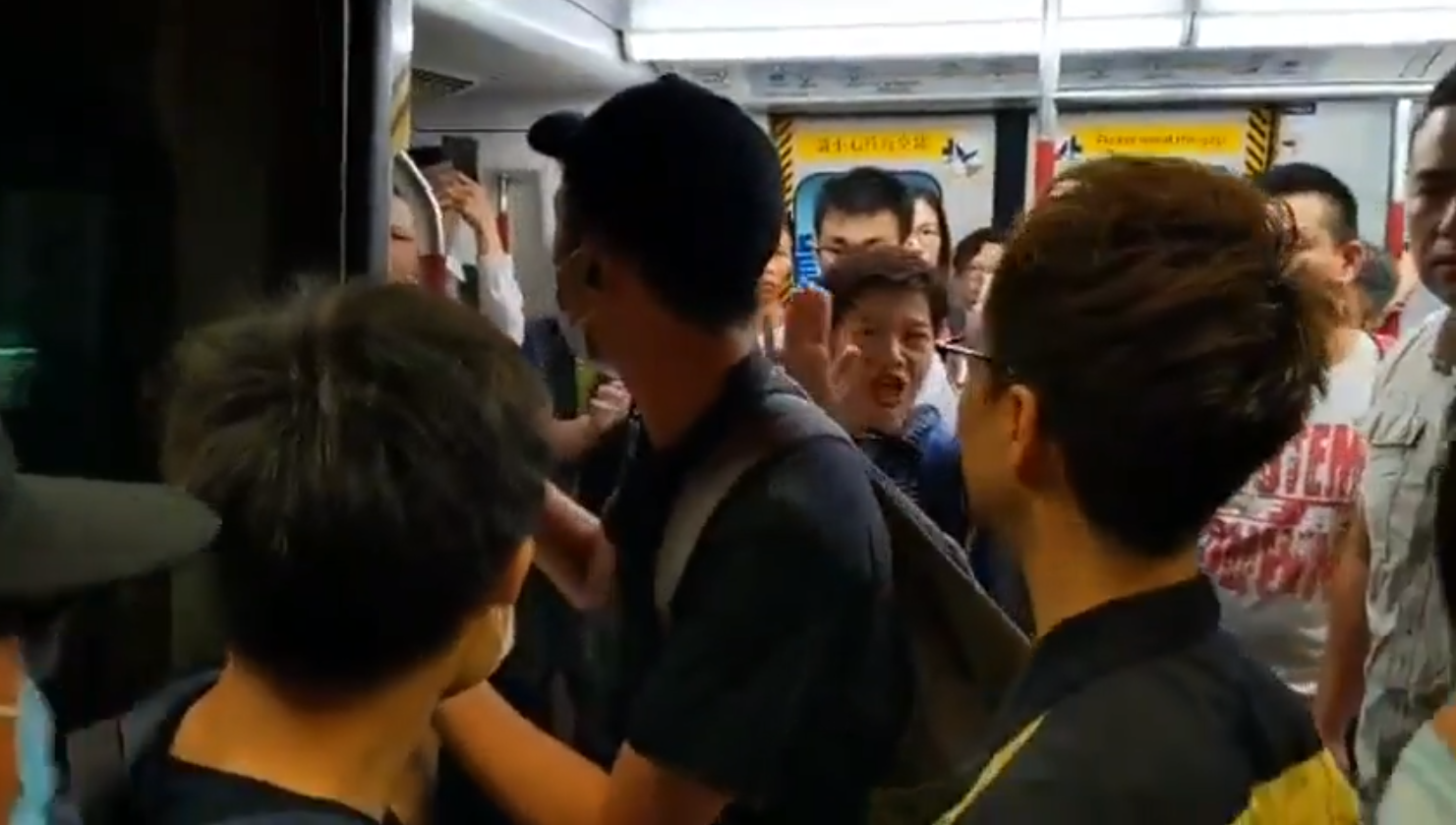
有乘客請求港鐵職員盡快關門
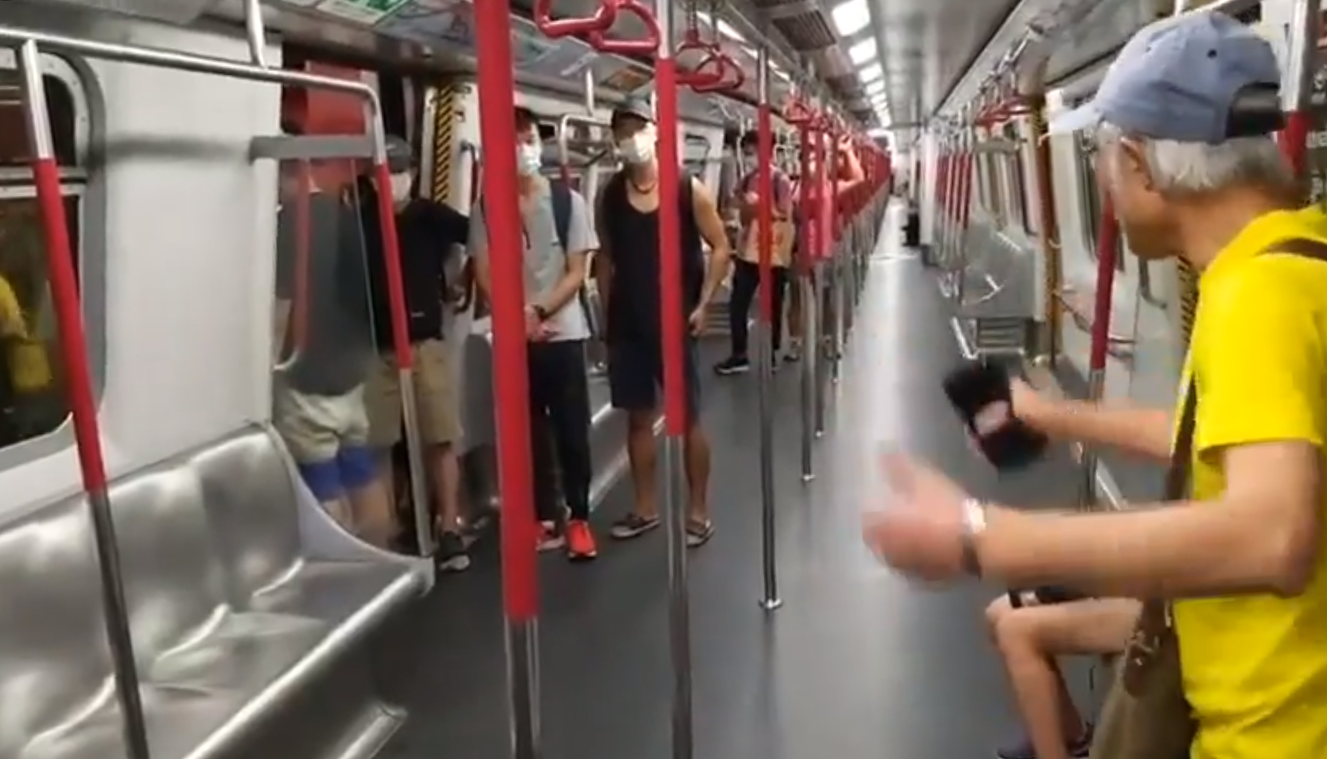
有乘客指罵參與不合作運動的人士
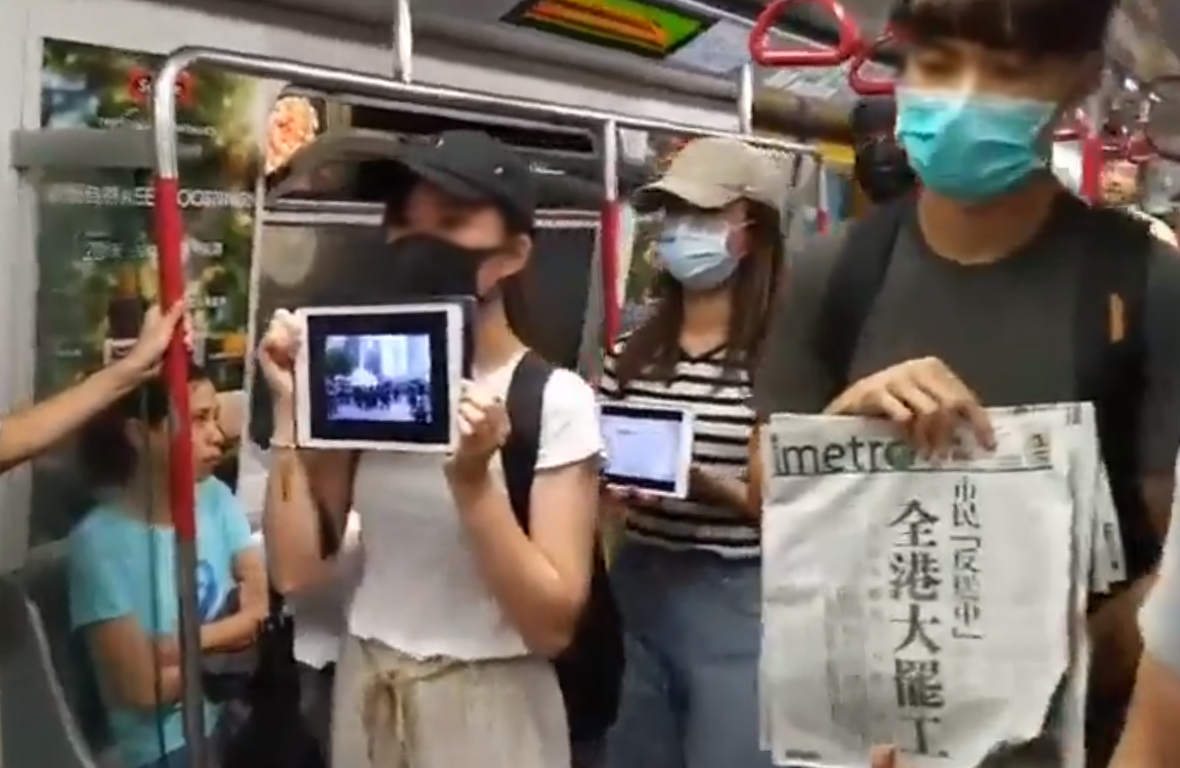
有乘客在列車內宣傳三罷行動
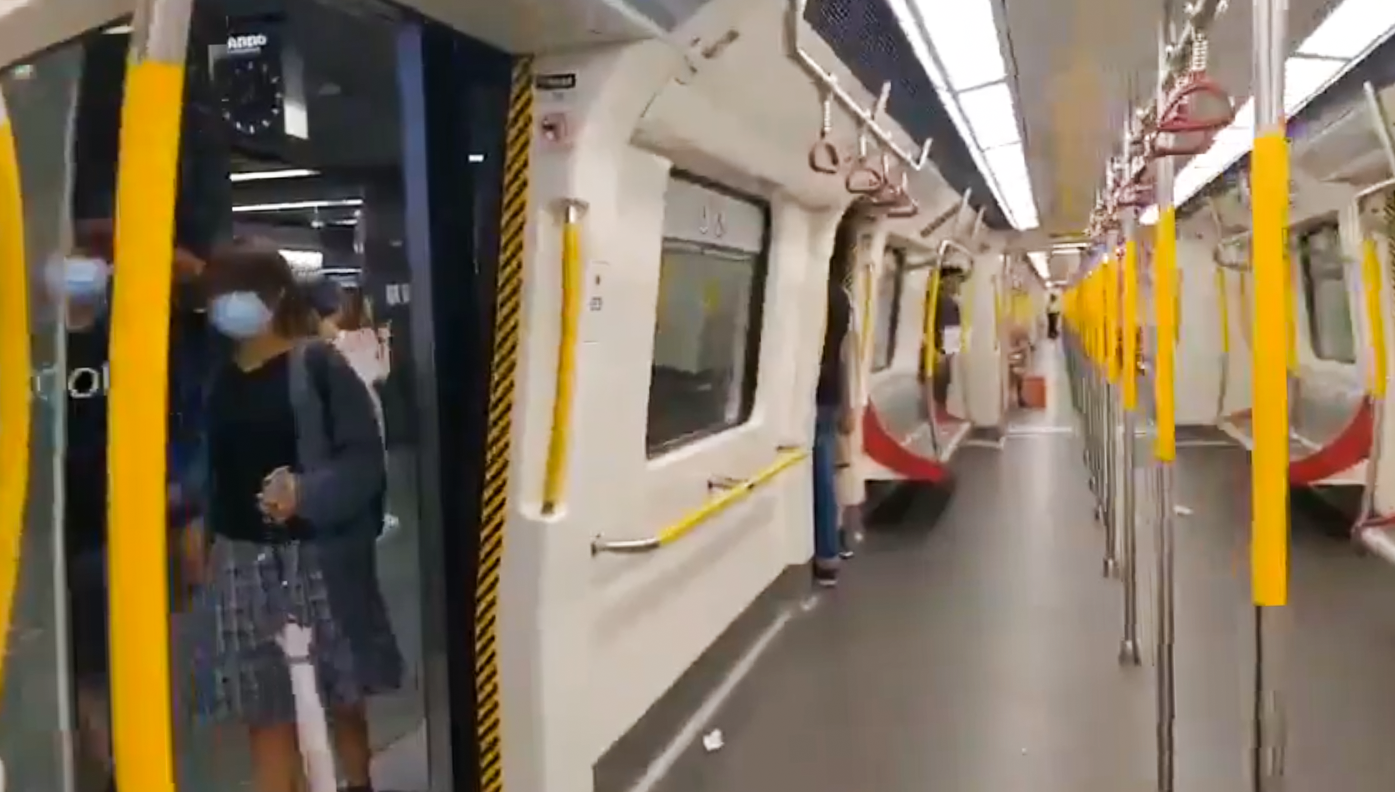
觀塘線列車沒有乘客
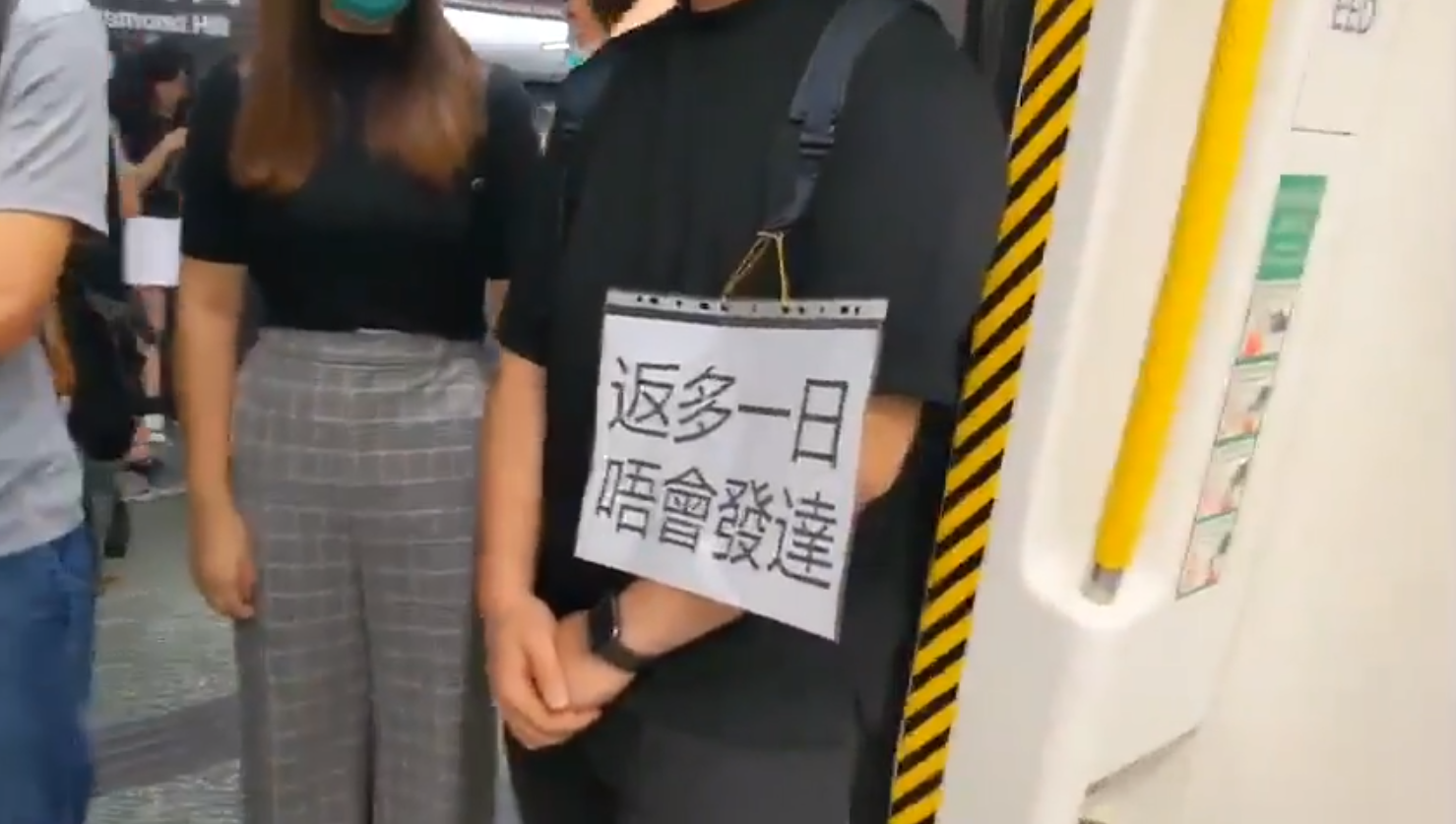
有參與人士在身上掛上「返多一日 唔會發達」的標語
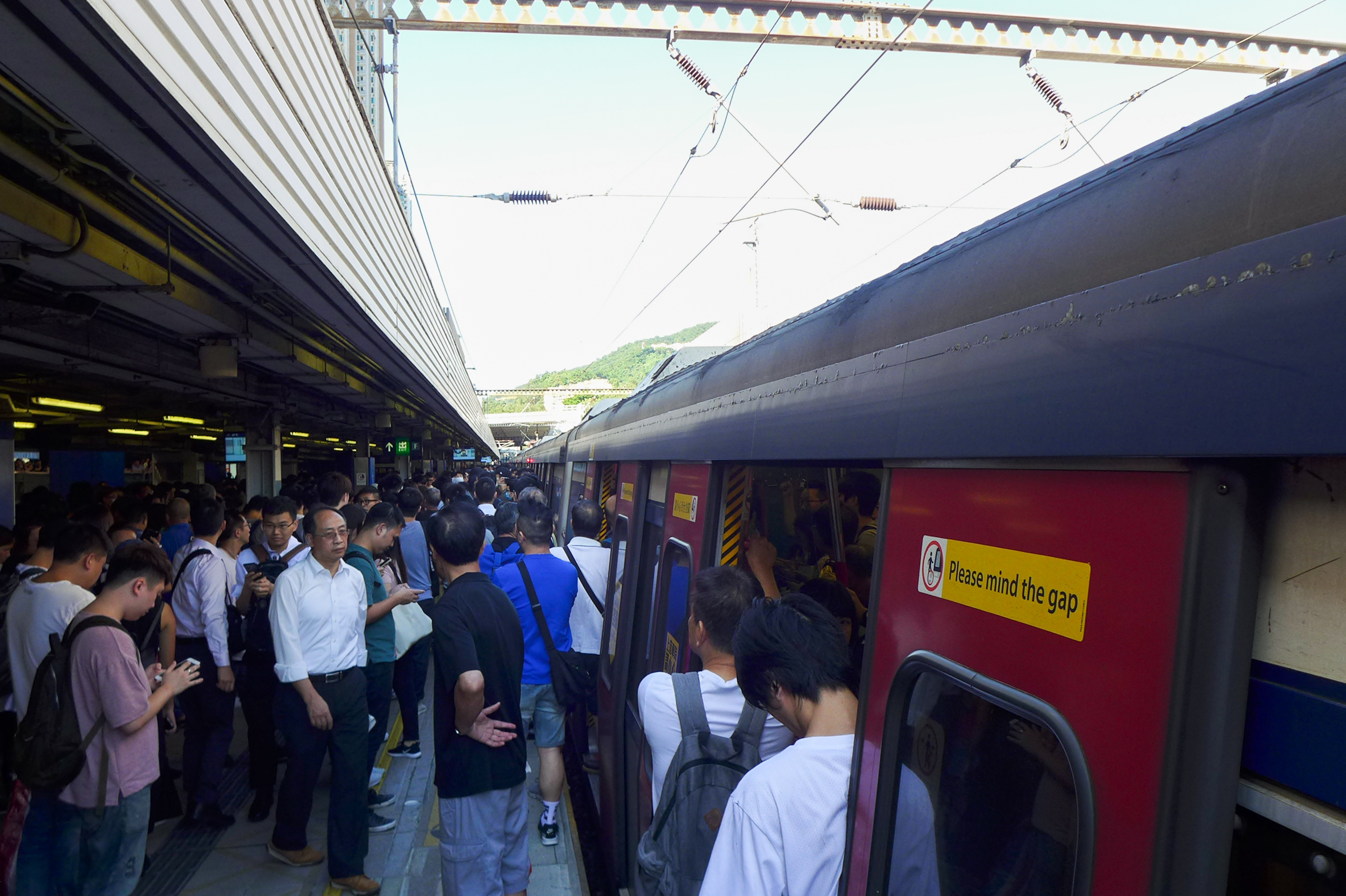
大圍站月台服務受阻
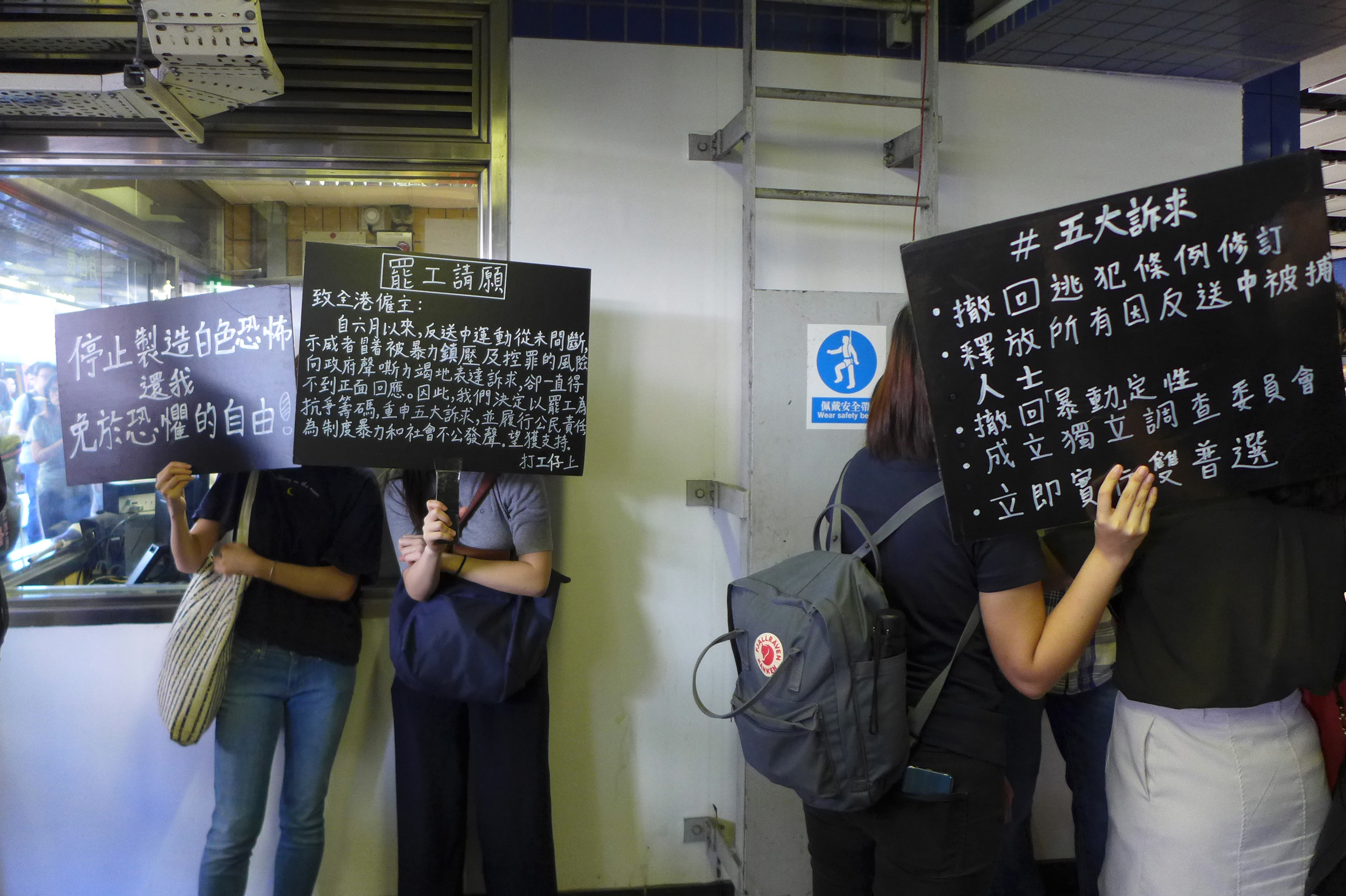
有參與人士手持紙板宣傳三罷行動

## 七區罷工集會
民間發起香港三罷的同時，亦有網民提議全港七區同時集會，包括屯門、荃灣、大埔、沙田、旺角、黃大仙、金鐘，要求重申五大訴求，並且「齊上齊落，守護自由，拒絕沉淪」。當中除荃灣以外，其餘6區均獲發警方不反對通知書，除屯門集會於下午3時開始外，其餘集會均定於下午1時同時開始。交通不合作運動在中午12時左右慢慢結束，港鐵及路面交通開始逐漸恢復正常。市民開始湧入各區舉行的集會，均有多人參與，並包括多名立法會議員、職工會主席和大學講師等上台發言，除了繼續要求政府回應民間五大訴求，亦鼓勵香港市民加油。

### 金鐘

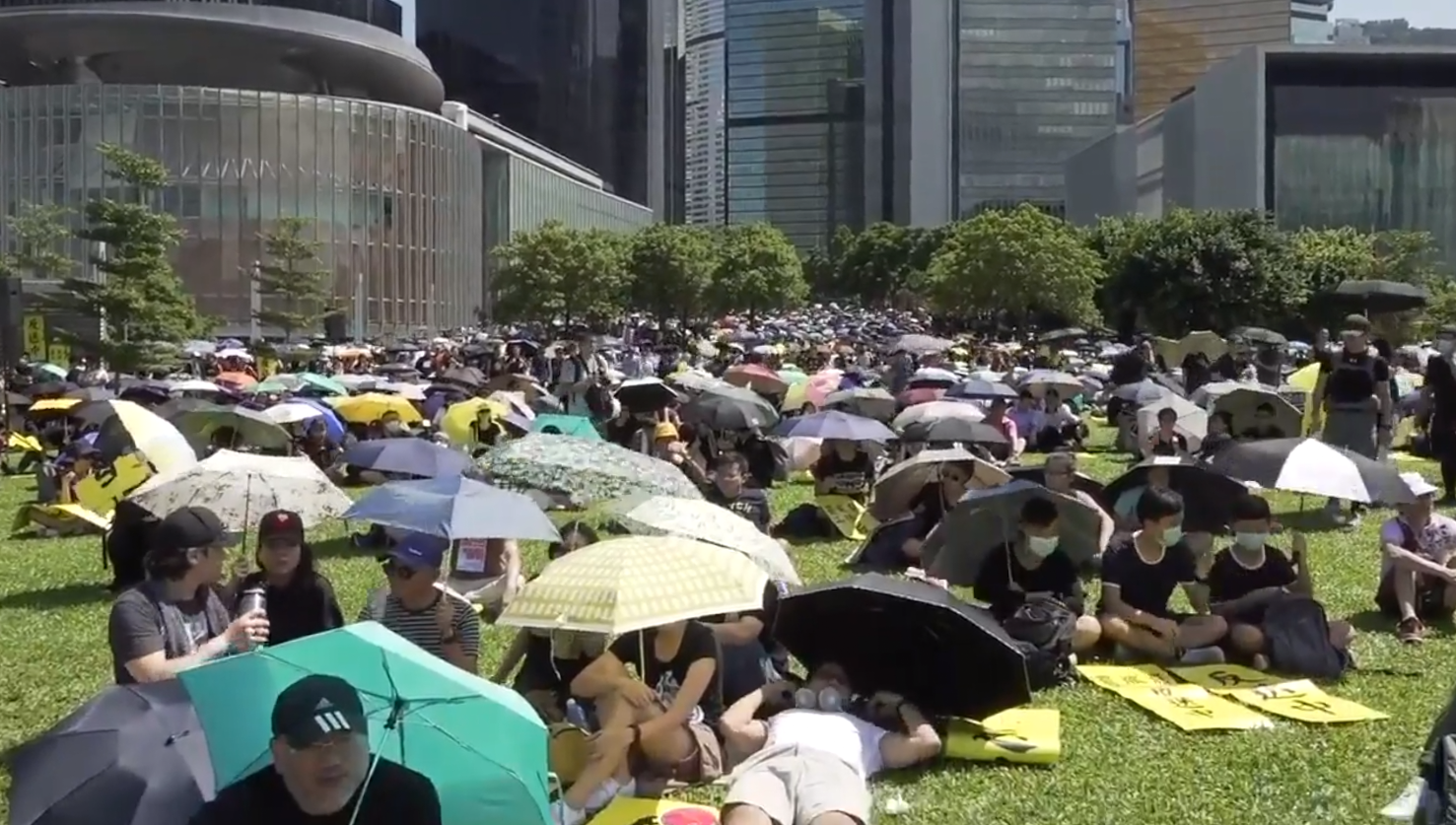
不少上班族趁午飯時間，到添馬公園出席集會

集會由香港眾志周庭申請，於金鐘政府總部外的添馬公園舉行，亦有不少上班族趁午飯時間出席集會。參與的業界人士包括廣告界、建築師、新巴工會成員等。其後由於人數眾多，立法會示威區和來往政府總部的天橋亦坐滿。政府總部在下午3時安排員工提早收工。同一時間，有示威者走出夏愨道佔據所有行車線，亦有市民將政府總部的閉路電視噴黑及掟石。
但到下午5點不反對通知書的有效時間仍未完結前，警方在政府總部高處和水馬圍牆內施放催淚彈驅散示威者，其後更發射橡膠子彈，以強硬武力清場。有攝影記者在拍攝期間被警員指罵，其後向記者射胡椒噴霧，再放催淚彈。而離開的市民向水馬內的警員對罵，有青年痛斥警員「畀人利用，不公、不義」。
到傍晚6時許，現場示威者呼籲前往銅鑼灣後，人群散去。

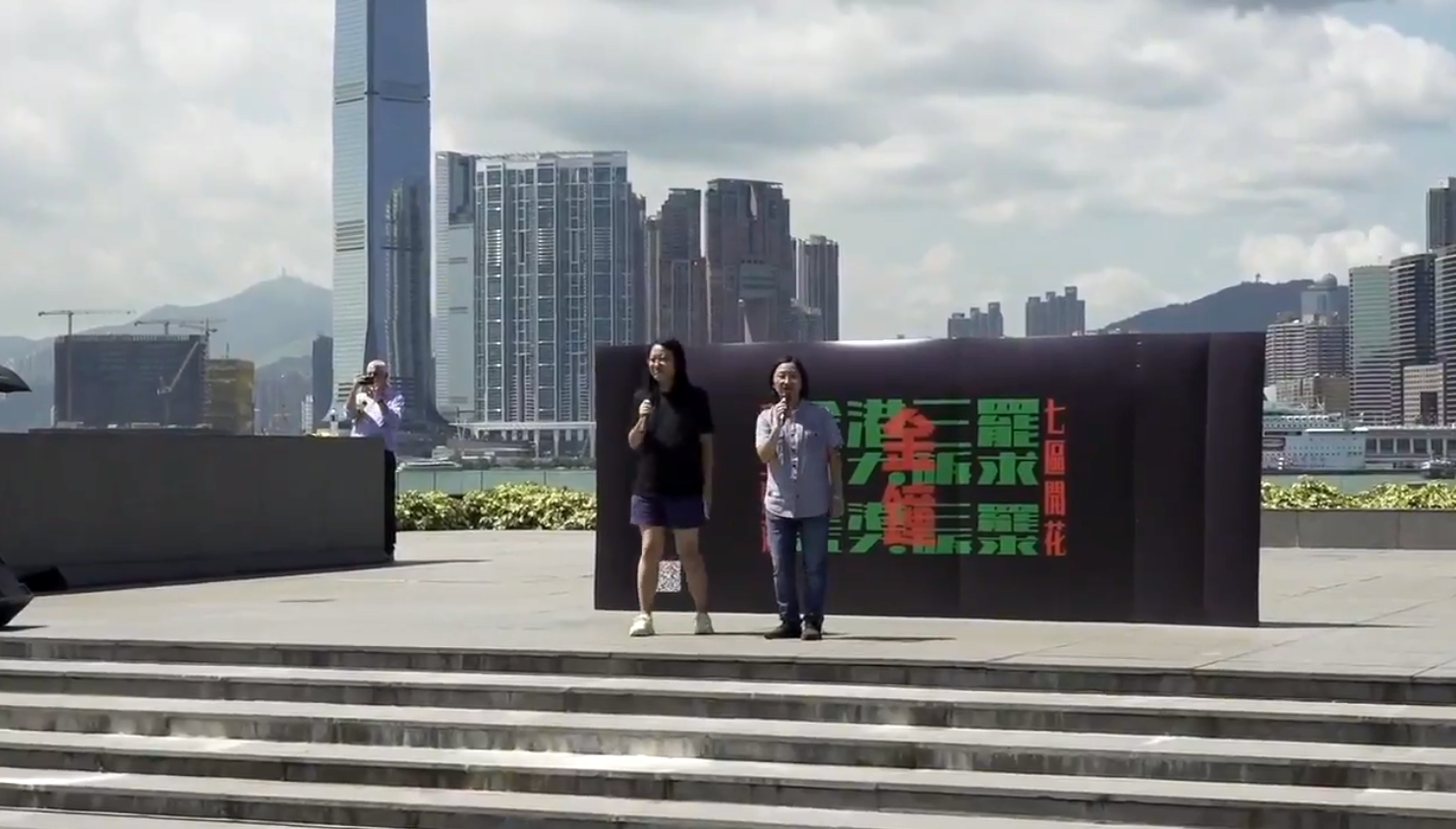
集會有不少人分享
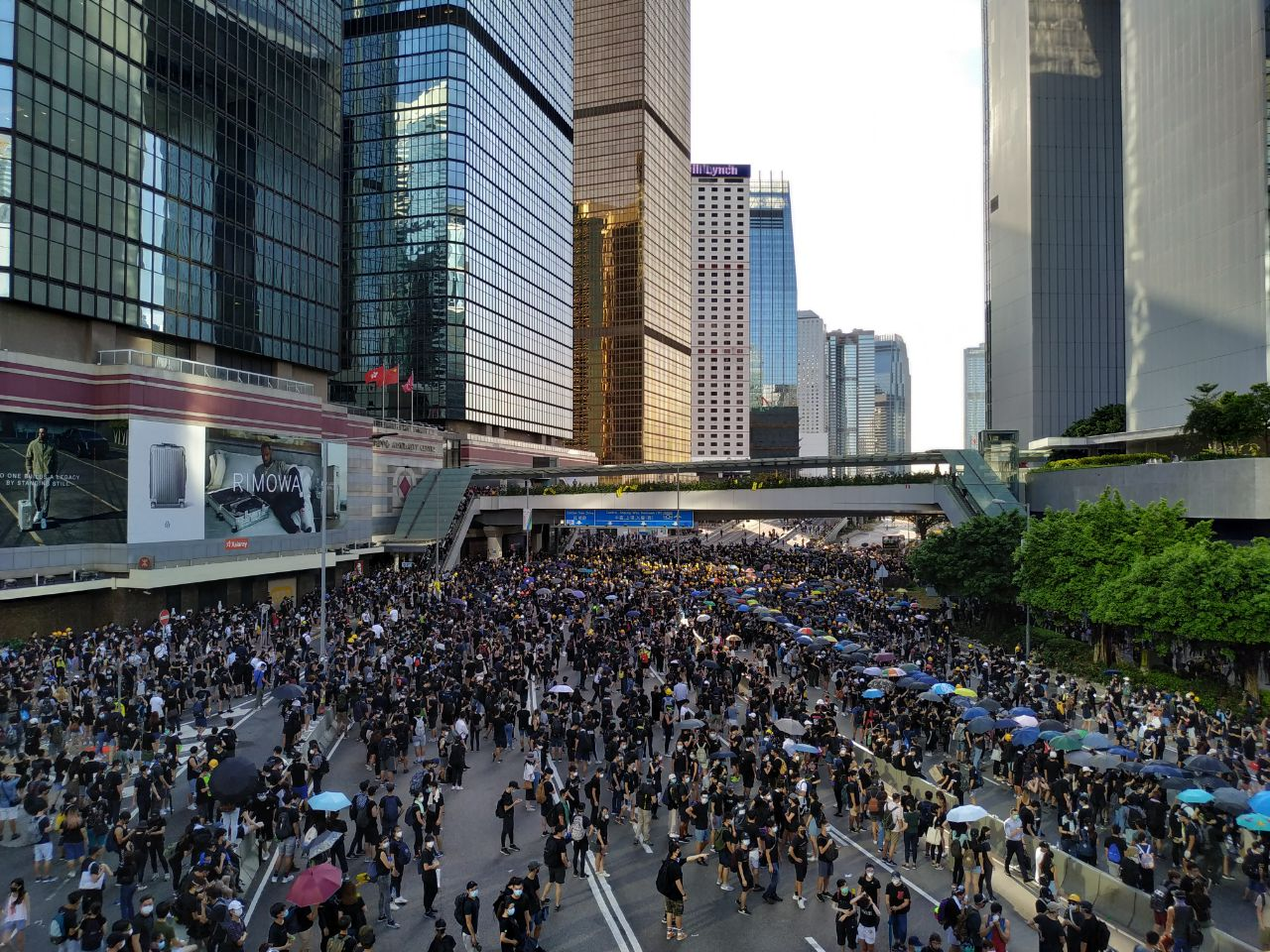
示威者佔據夏愨道
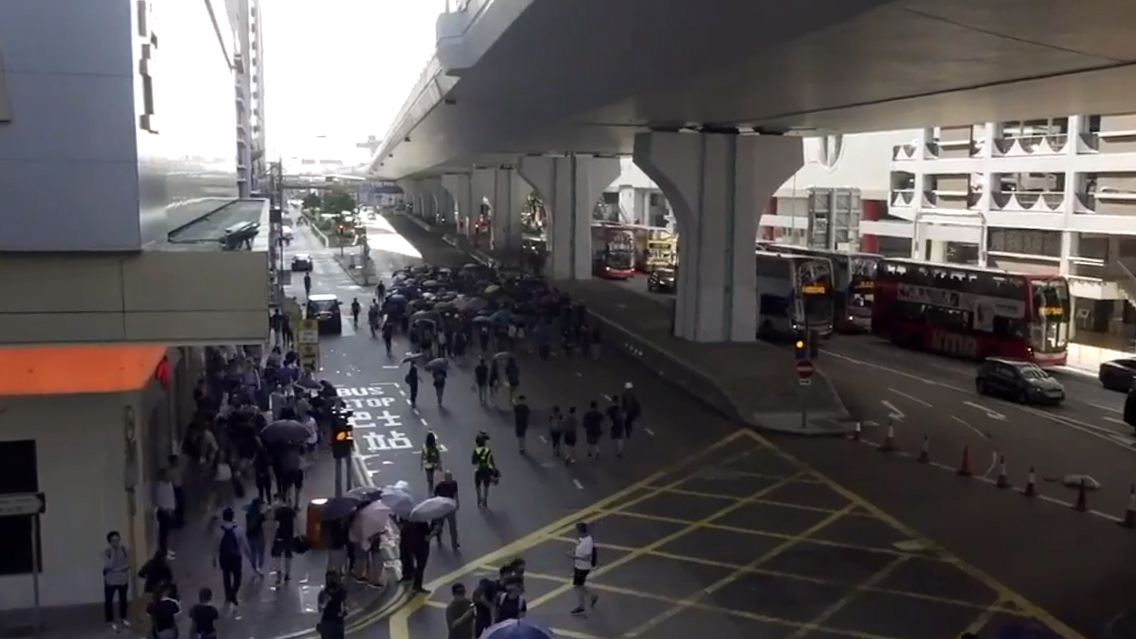
有示威者步行走到上環干諾道西
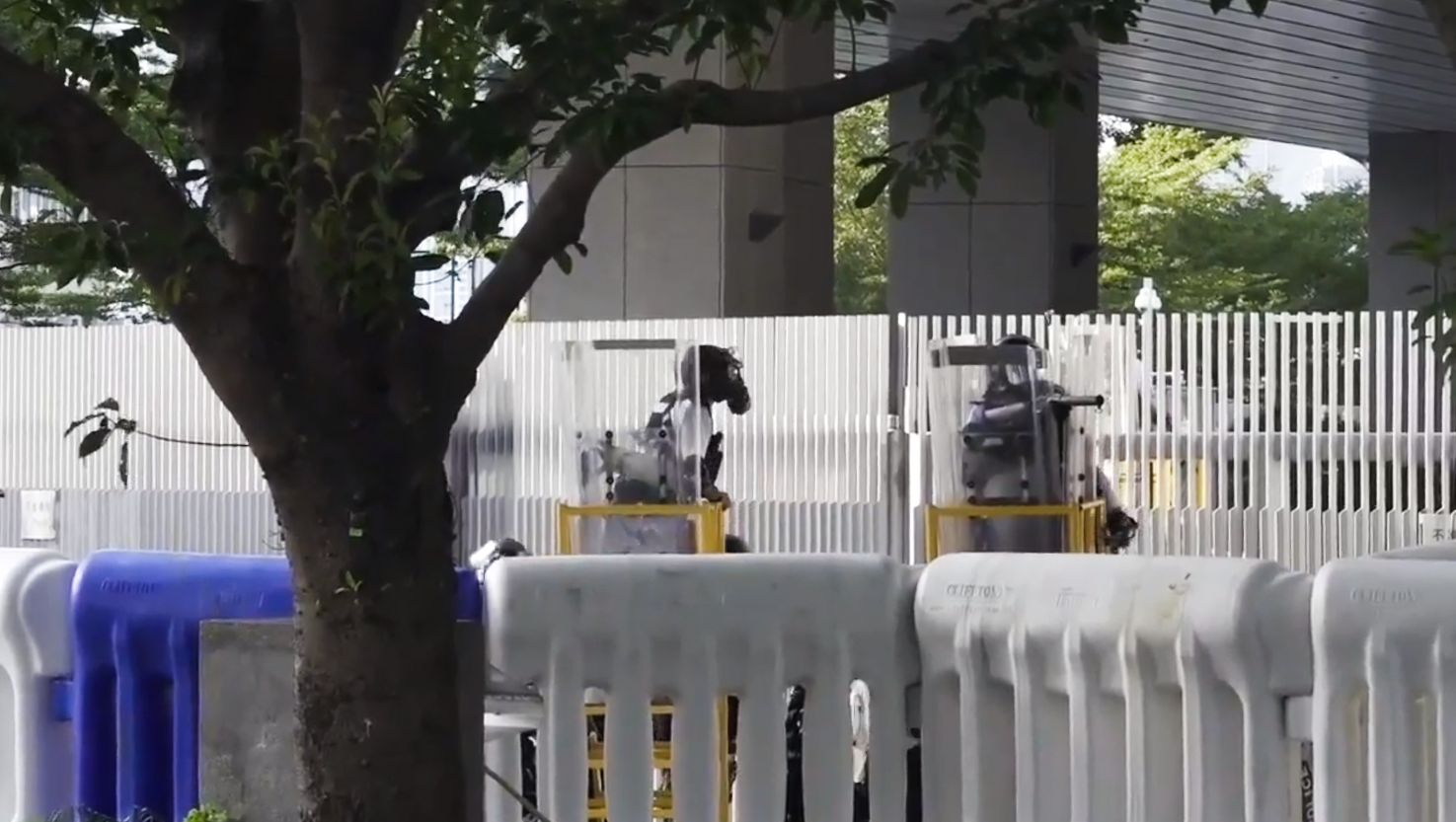
戴上防毒面具的警員在政府總部內舉槍
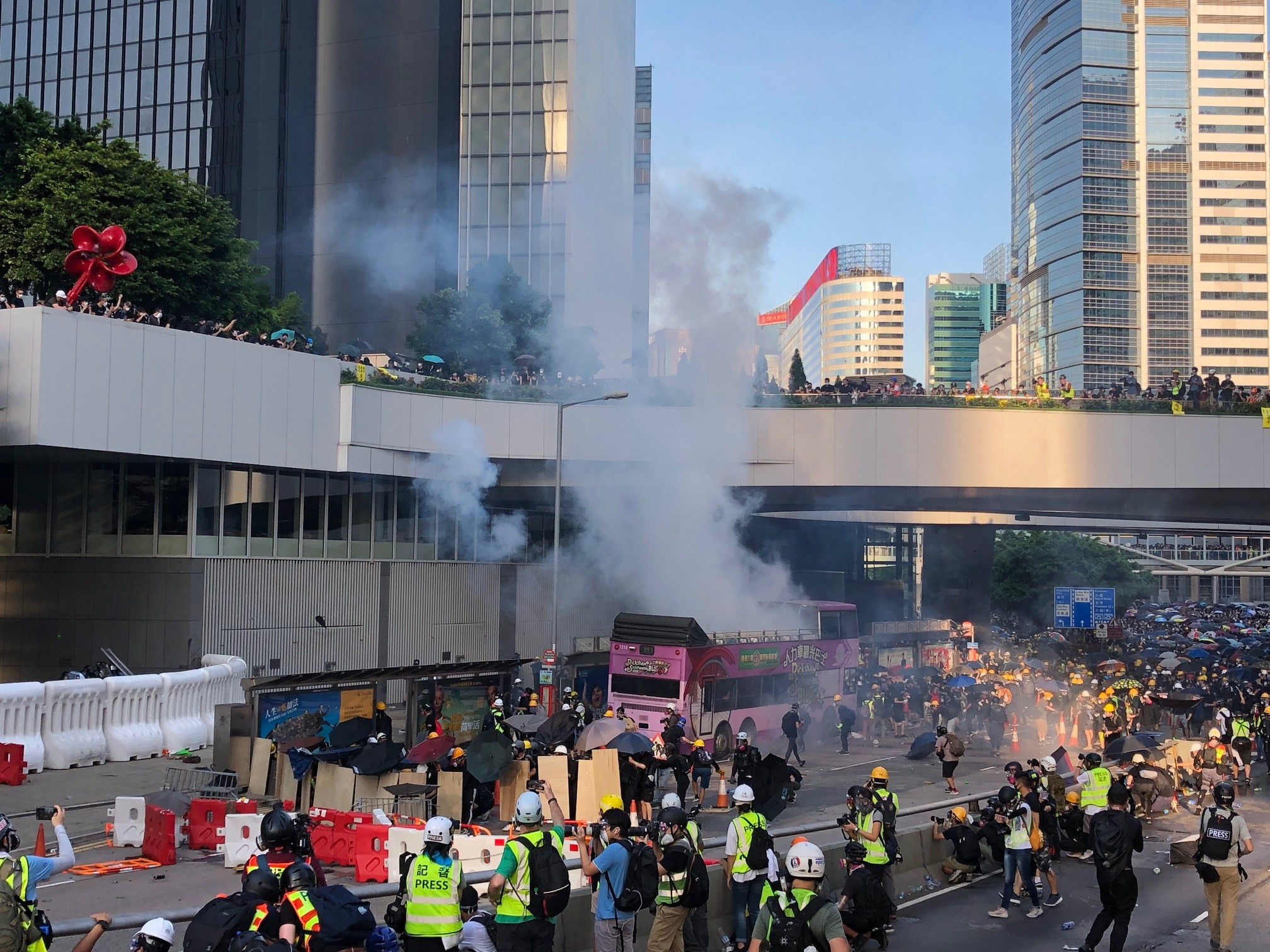
警方在政府總部高處施放催淚彈驅散示威者
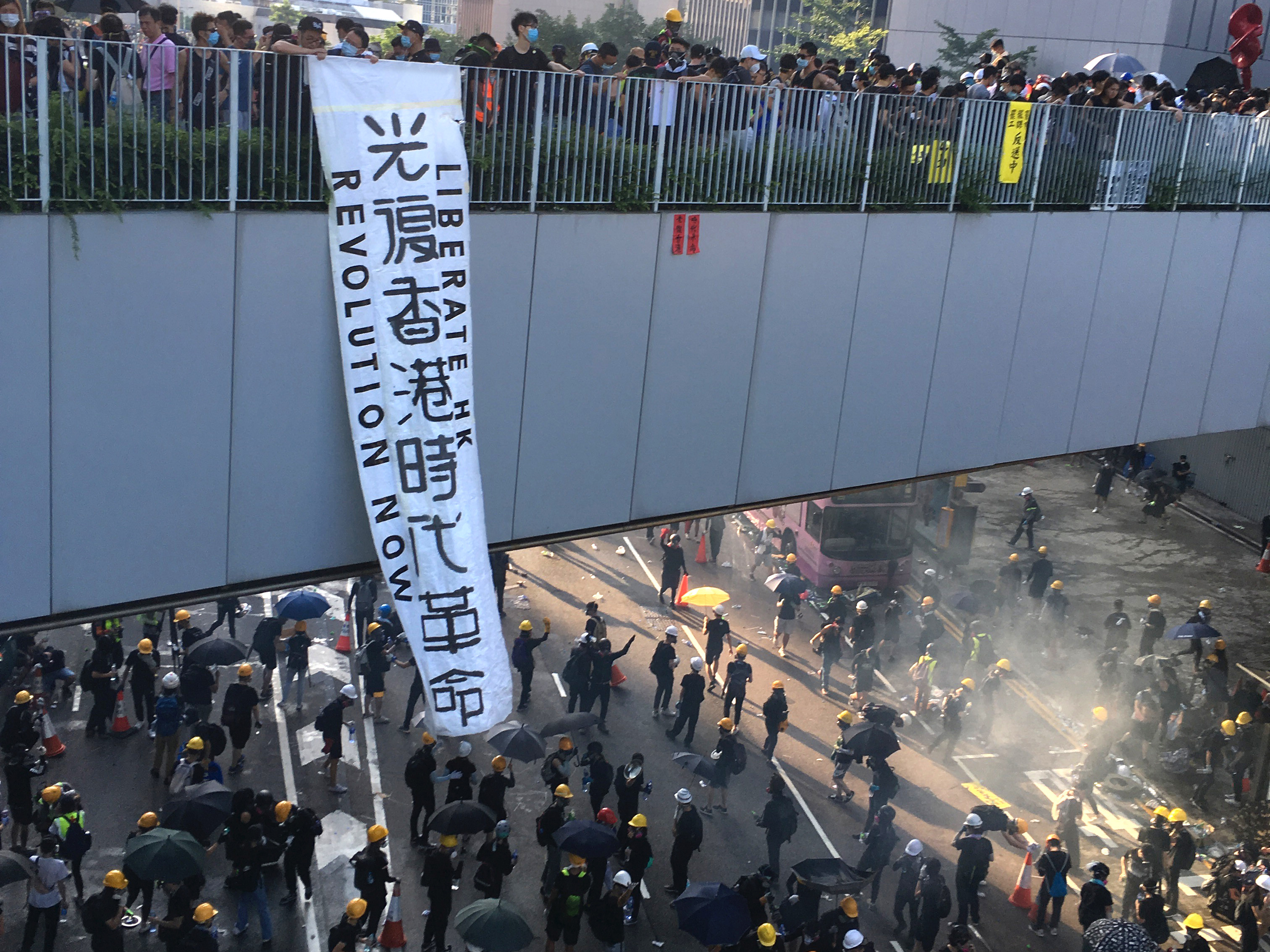
示威者掛起寫有「光復香港，時代革命」的直幡
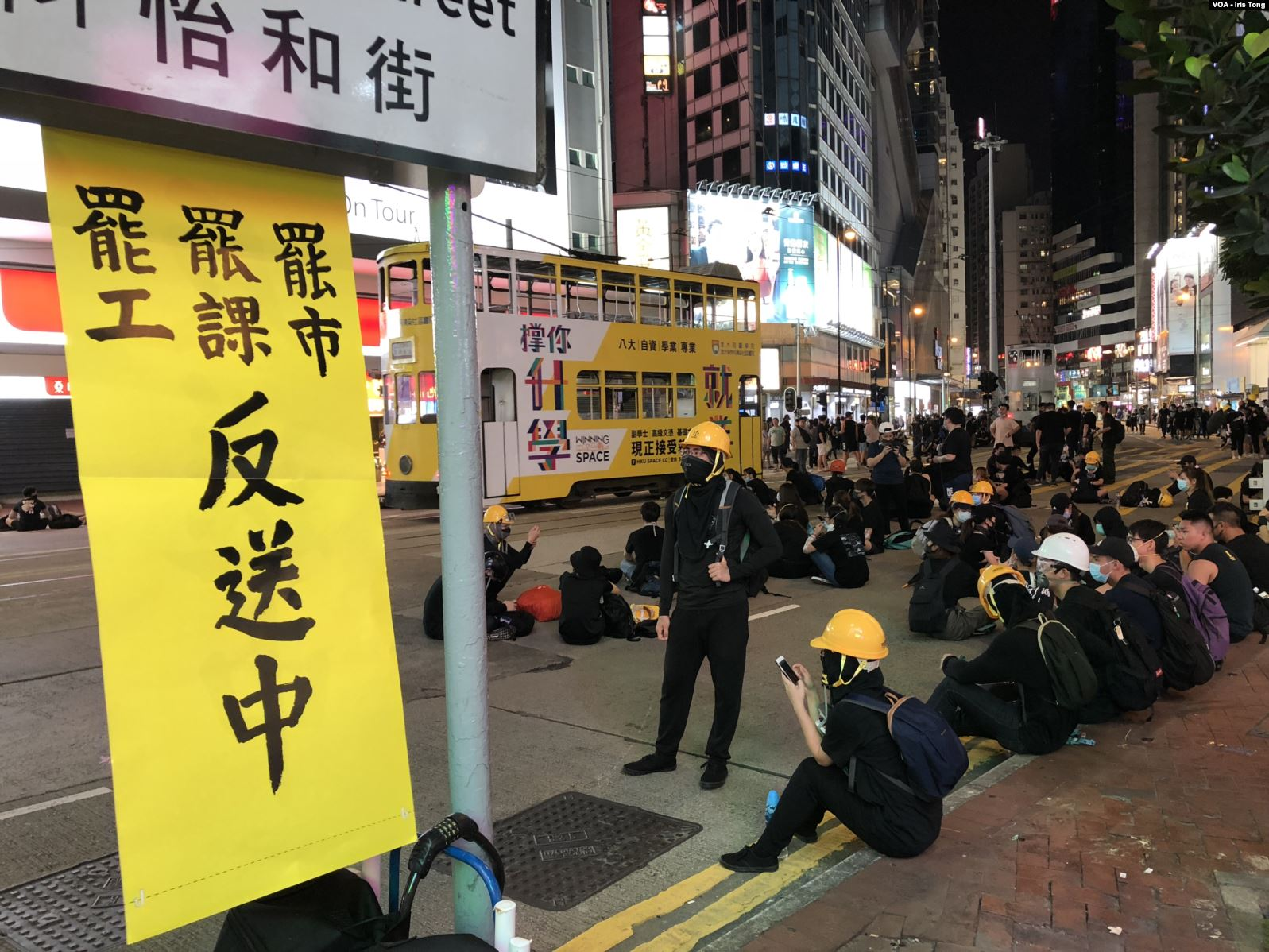
晚上，部分示威者在銅鑼灣崇光百貨對開佔領馬路靜坐

### 旺角
集會由陳旻羲申請，於麥花臣球場舉行。不過因音響問題，延至下午1時40分才開始。球場和看台位置都坐滿了近千名穿黑衣的市民，期間有人揮動美國國旗。雖然不反對通知書維持到下午5點，但大部分人在3時起離開球場並前往彌敦道佔據，之後前往尖沙咀，市民在沿途築起路障。

### 黃大仙

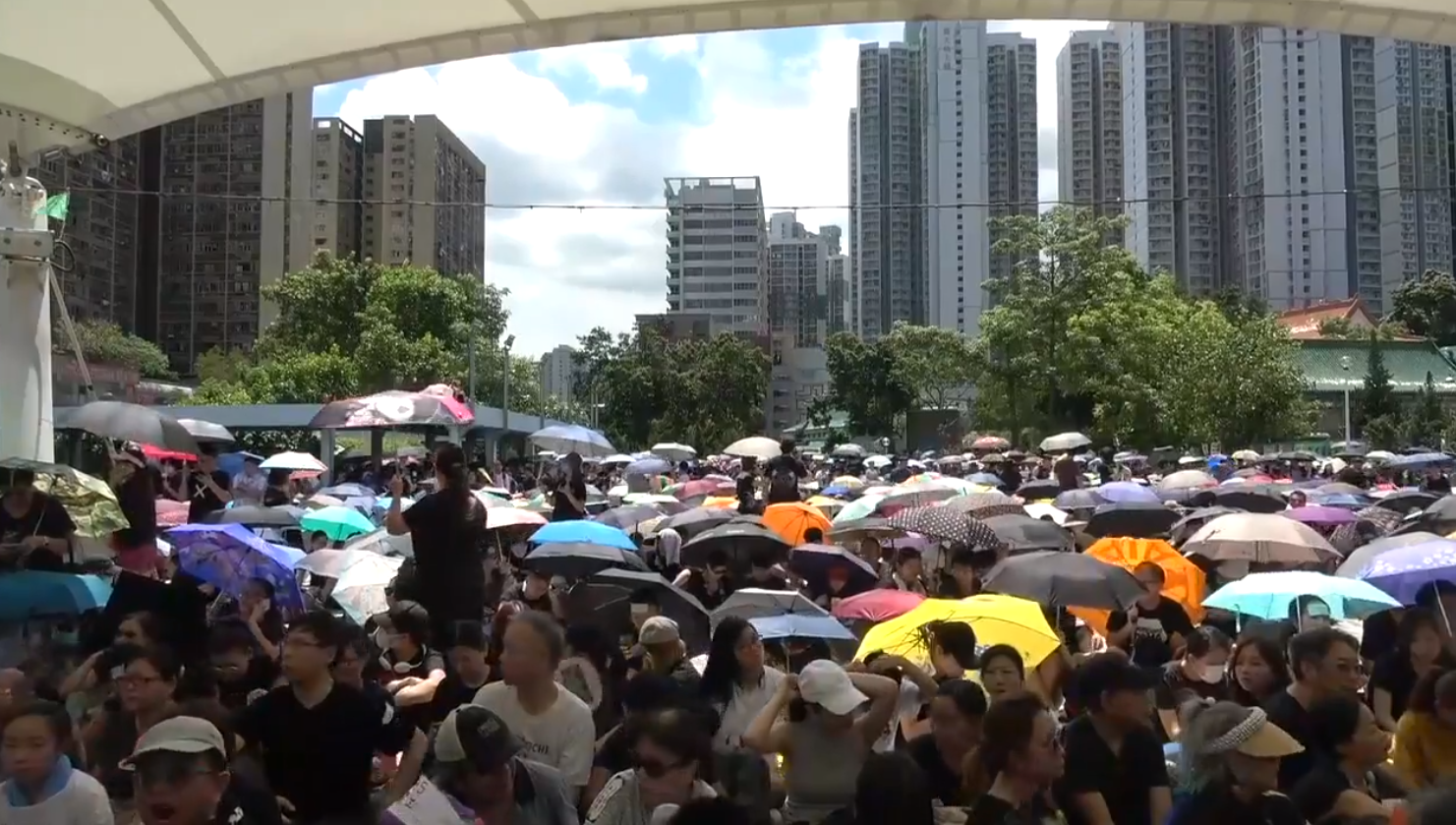
集會於黃大仙廣場舉行

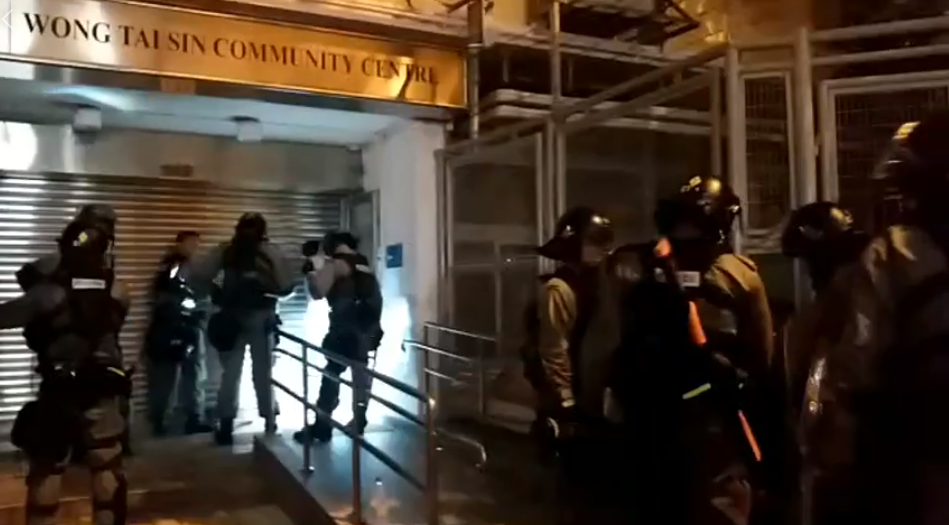
晚上，警方在黃大仙社區中心外拘捕多人

集會於黃大仙廣場舉行，據不反對通知書集會原定於下午11時59分結束。集會活動和平舉行，但到下午3點54分，警方由高處施放多枚催淚彈，並射入黃大仙祠內和黃大仙露天廣場的合法集會地點內，有催淚煙更吹入港鐵站內。晚上8時17分，速龍突然衝入廣場清場及拉人，以非法集結拘捕6女3男，全部帶返秀茂坪警署。立法會議員譚文豪指集會不反對通知書的有效時間到晚上11時59分，批評警方追捕無辜市民。其餘示威者退守至黃大仙中心商場外。

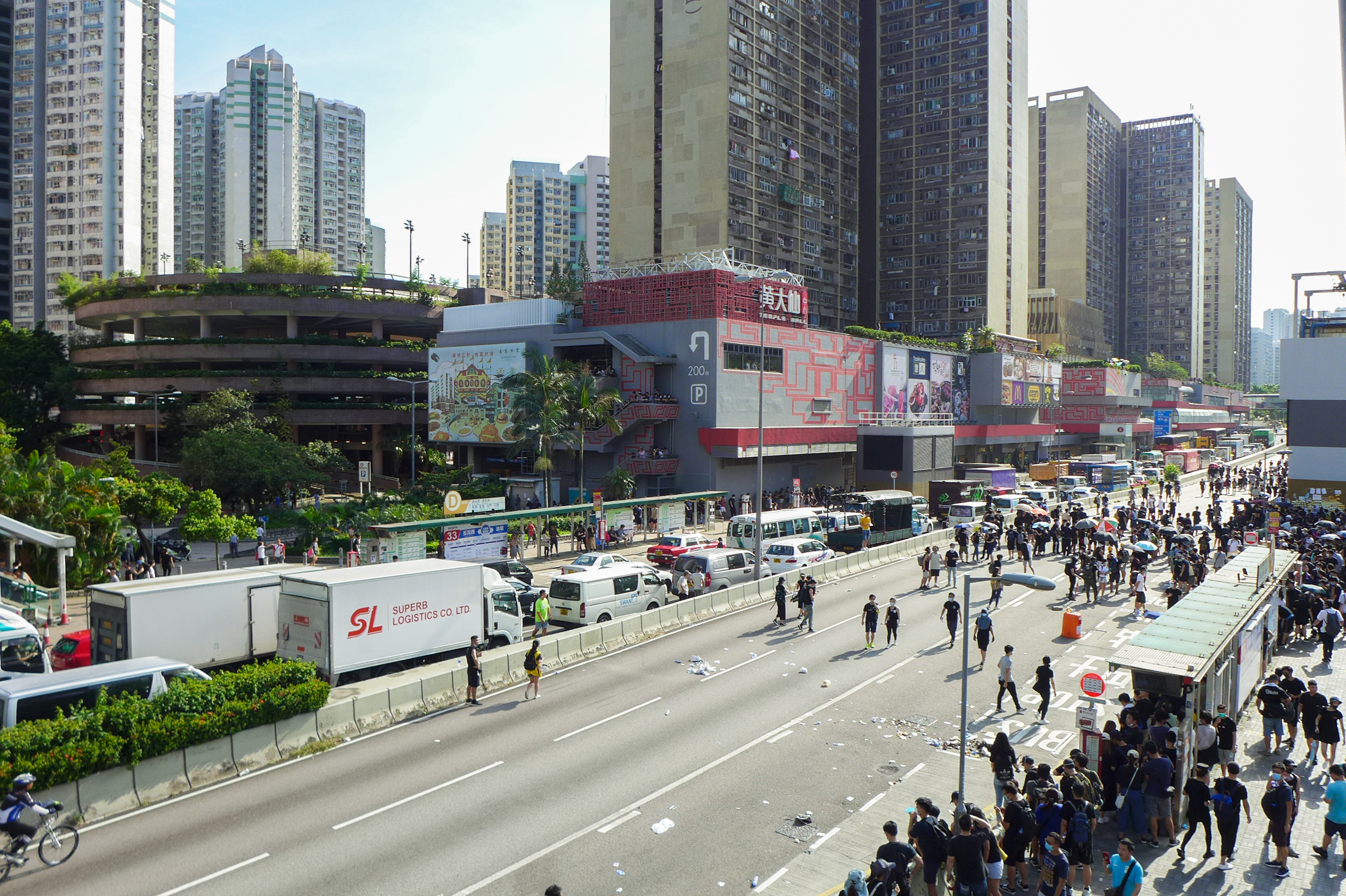
示威者佔據龍翔道
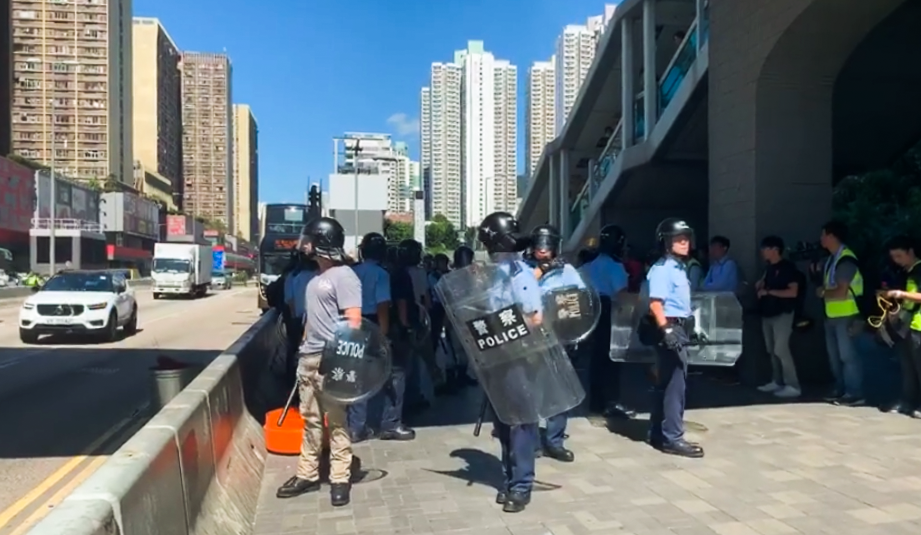
軍裝警員在路旁戒備，防止再有示威者佔據龍翔道
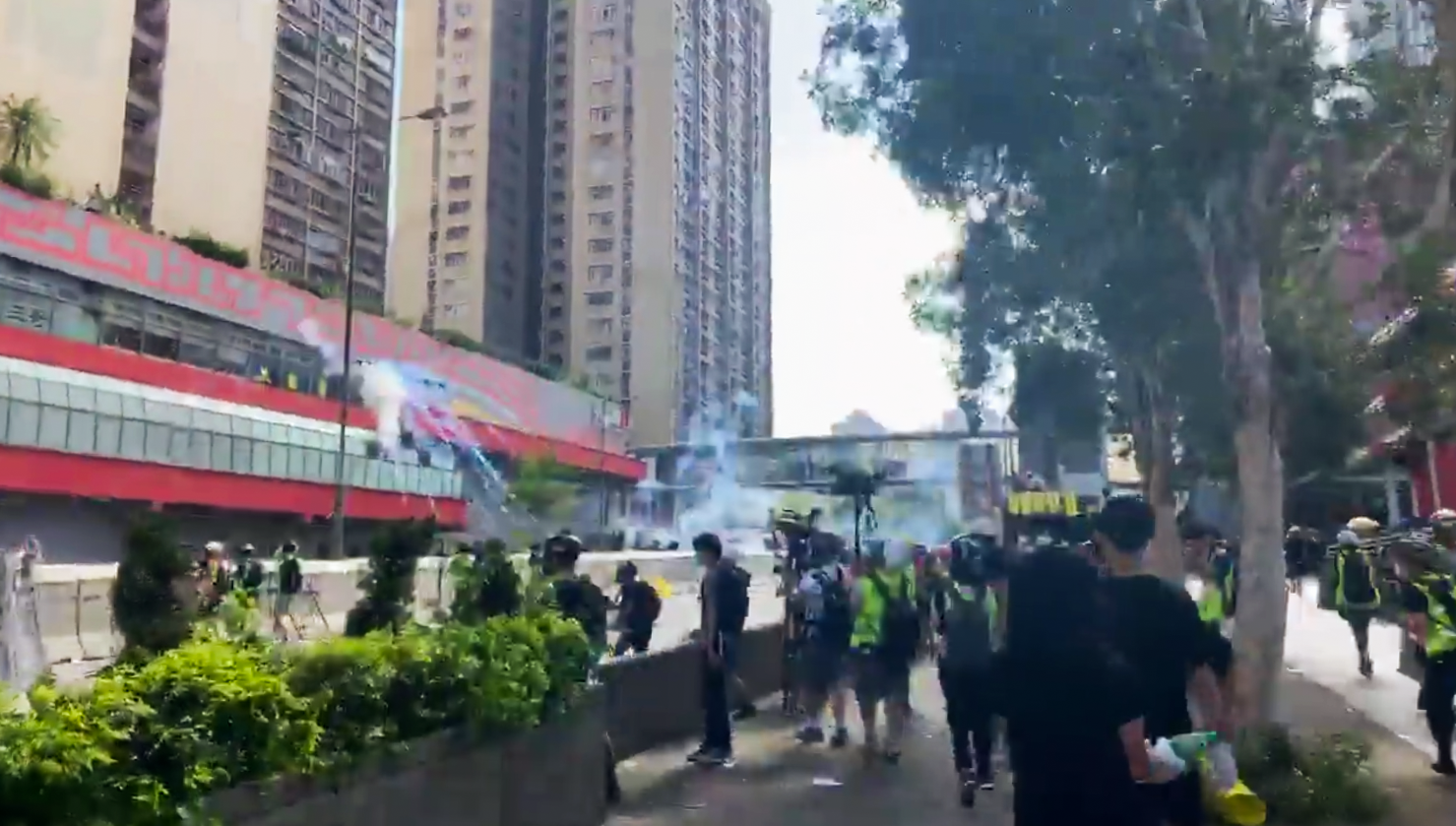
下午3時47分，軍裝警員在龍翔道施放多枚催淚彈
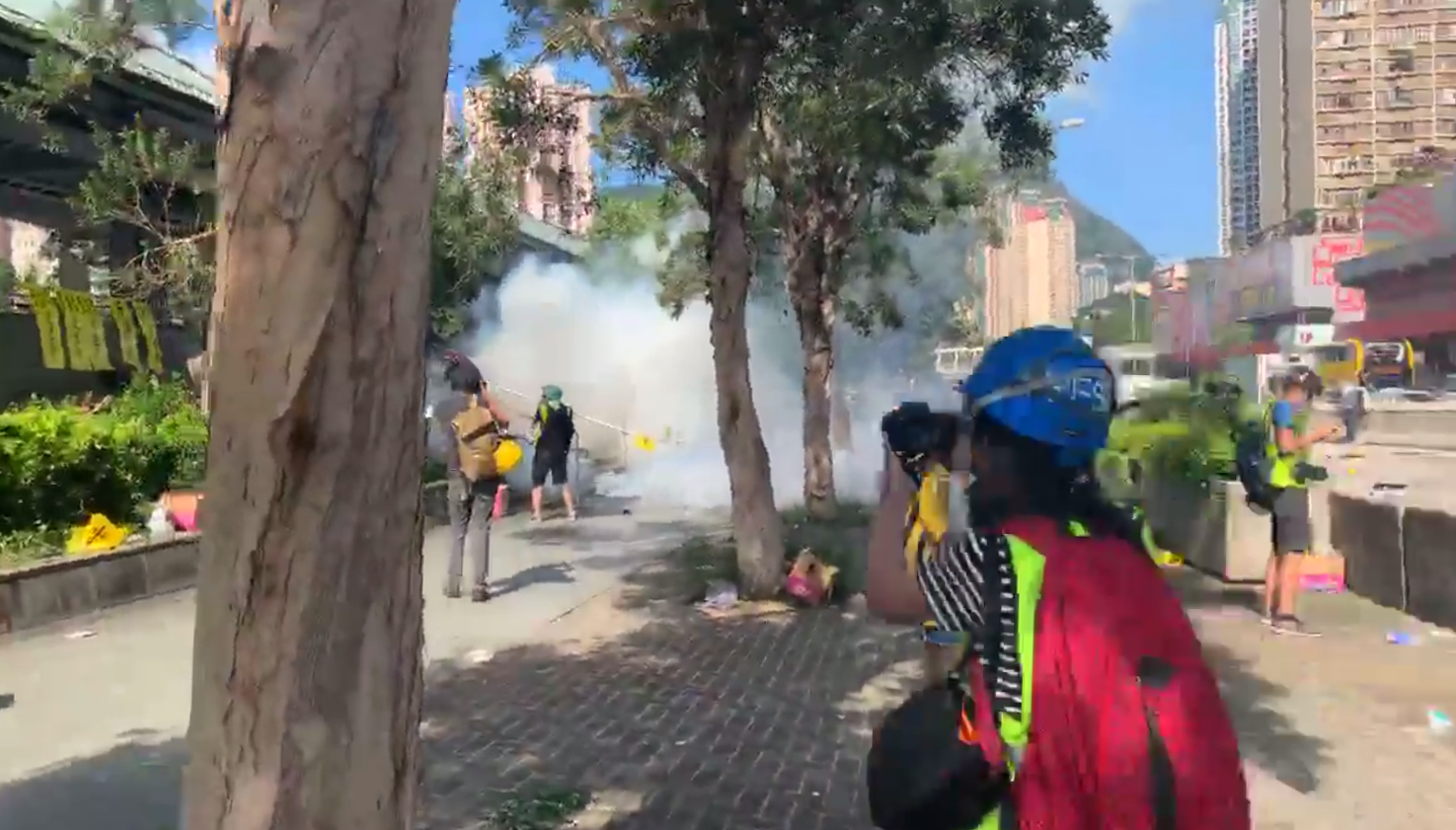
有催淚彈射入黃大仙露天廣場的合法集會地點內
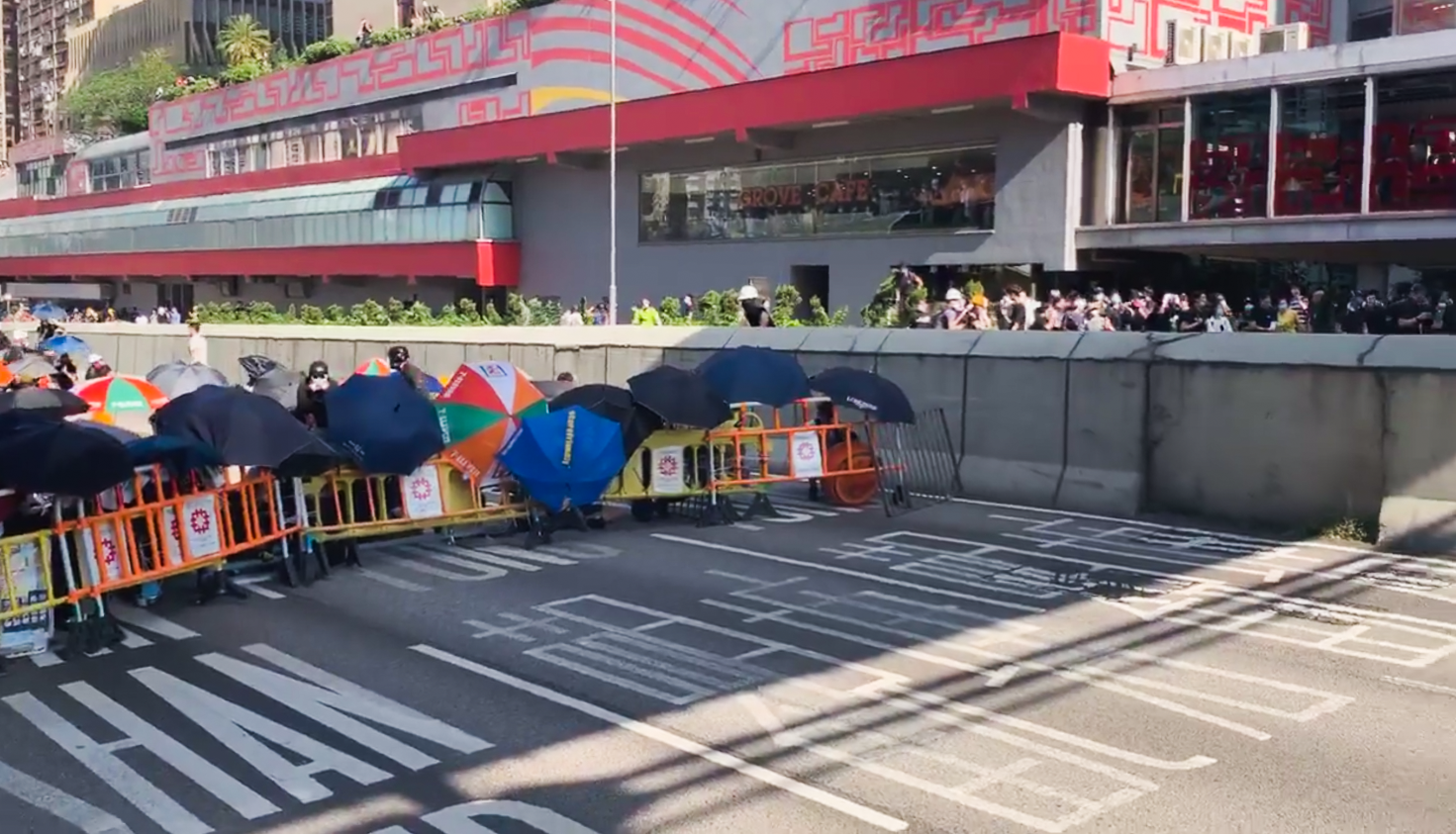
示威者佔據龍翔道
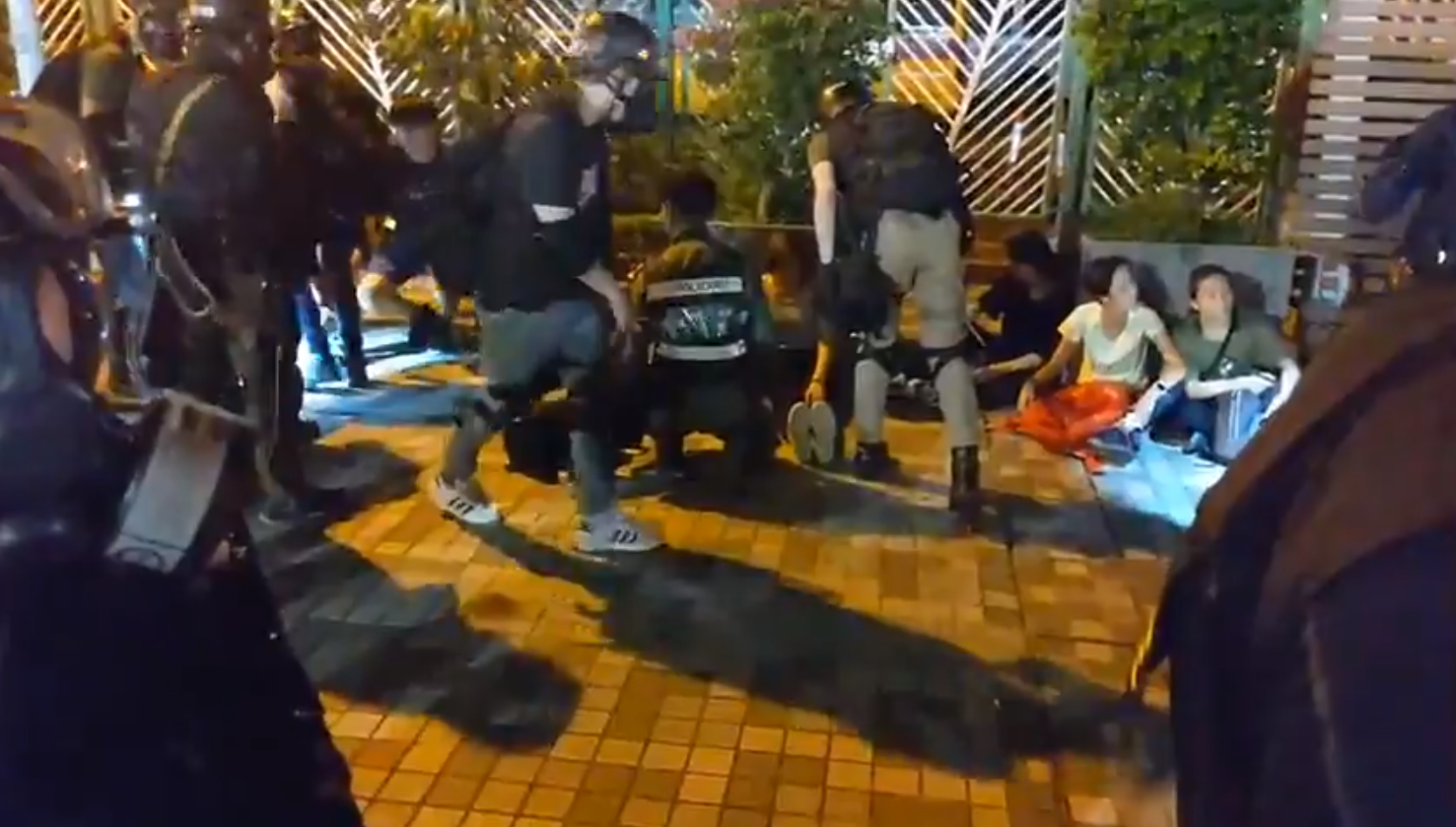
晚上8時17分，速龍突然衝入廣場清場及拉人，以非法集結拘捕9人

### 沙田
主辦單位稱最高峰時有3.8萬人參與沙田大會堂一帶的集會活動。集會原定在沙田大會堂百步梯舉行。但由於人數眾多，其後參加者延伸過百米至到新城市廣場羅馬廣場及中庭等地點席地而坐，不斷高呼「香港人加油」、「光復香港 時代革命」。而場內多處亦張貼便利貼和宣傳品。商場只有餐廳繼續營業。 到下午2時，部分市民呼籲現場人士到沙田政府合署「接放工」，有500人響應。包括在大堂靜坐，到民政諮詢中心索取單張、小冊子和《基本法》。亦有人往入境處辦事處的服務台取籌約見職員。其後市民到附近的康樂及文化事務署總部呼籲公務員罷工。

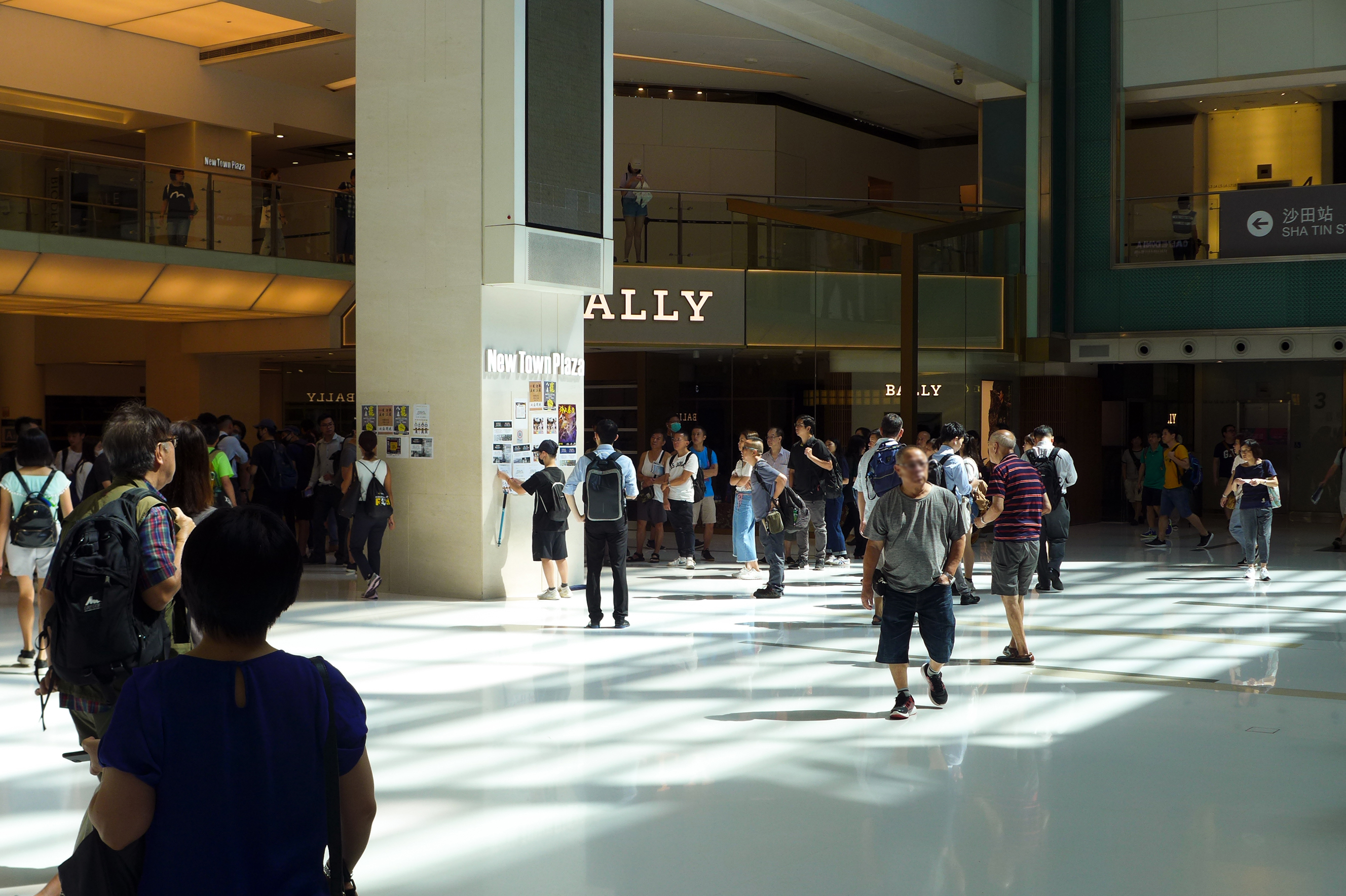
早上，已經有市民在新城市廣場連儂柱聚集
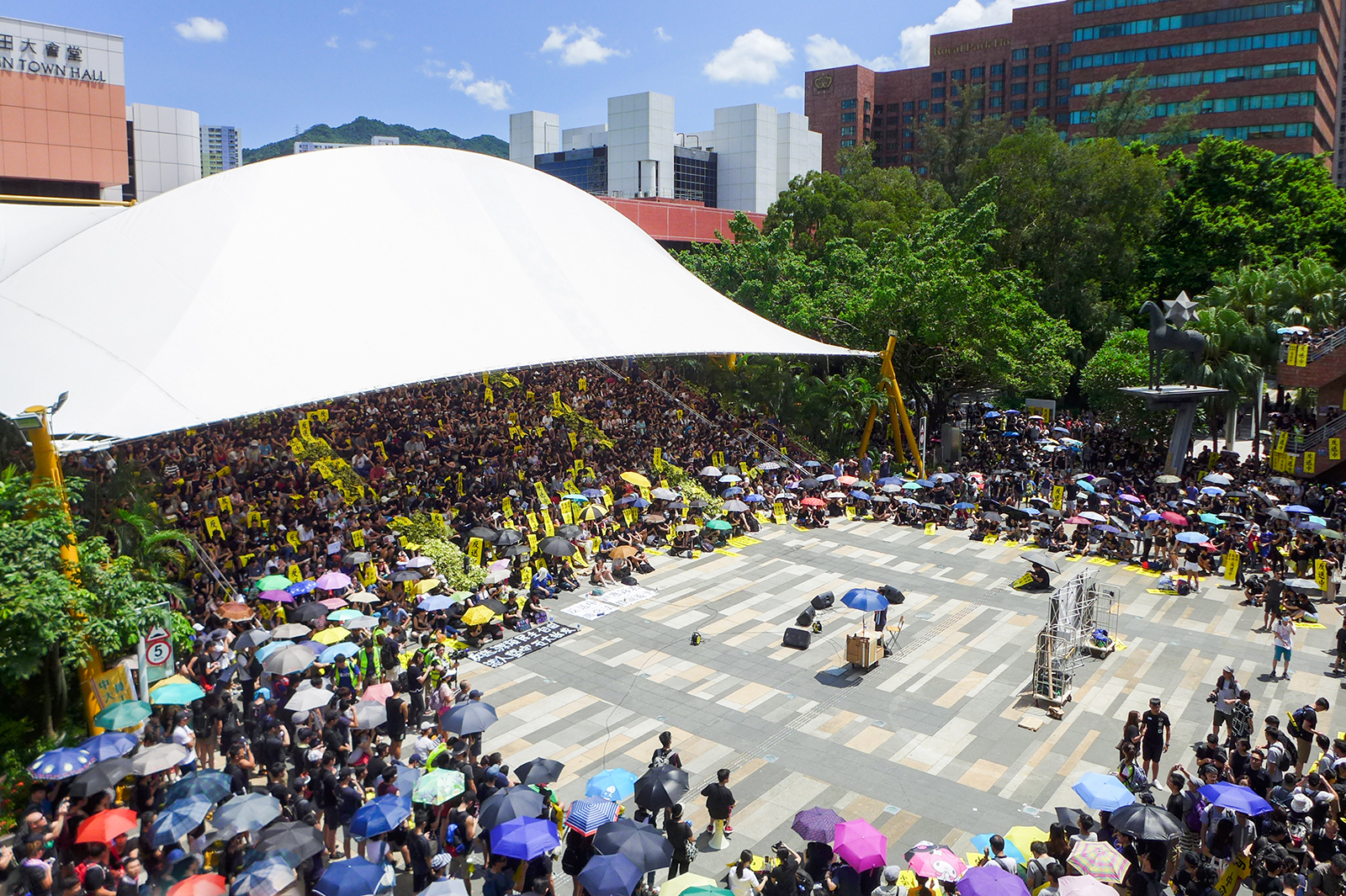
沙田大會堂百步梯的集會
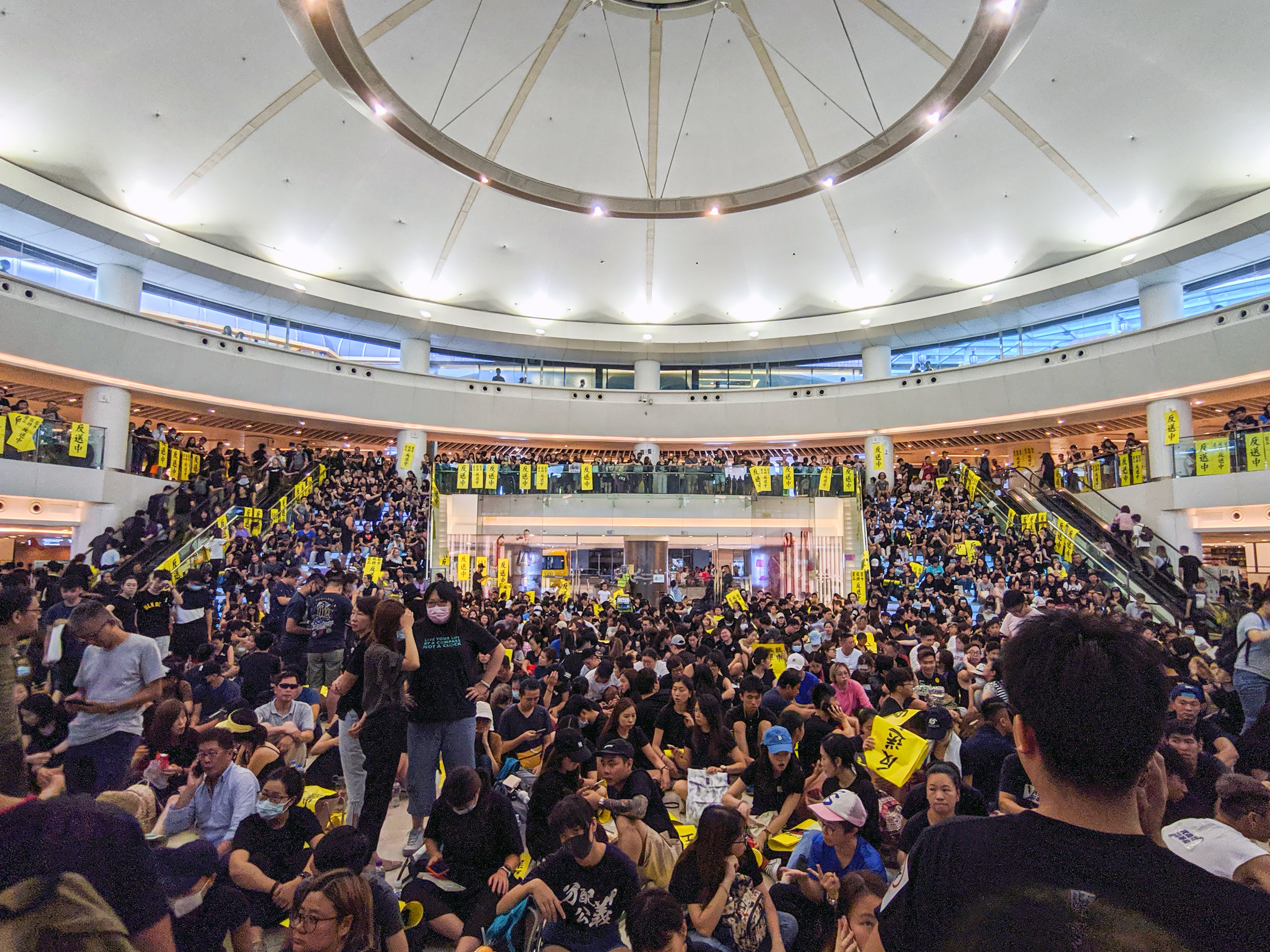
1樓羅馬廣場坐滿了參加者
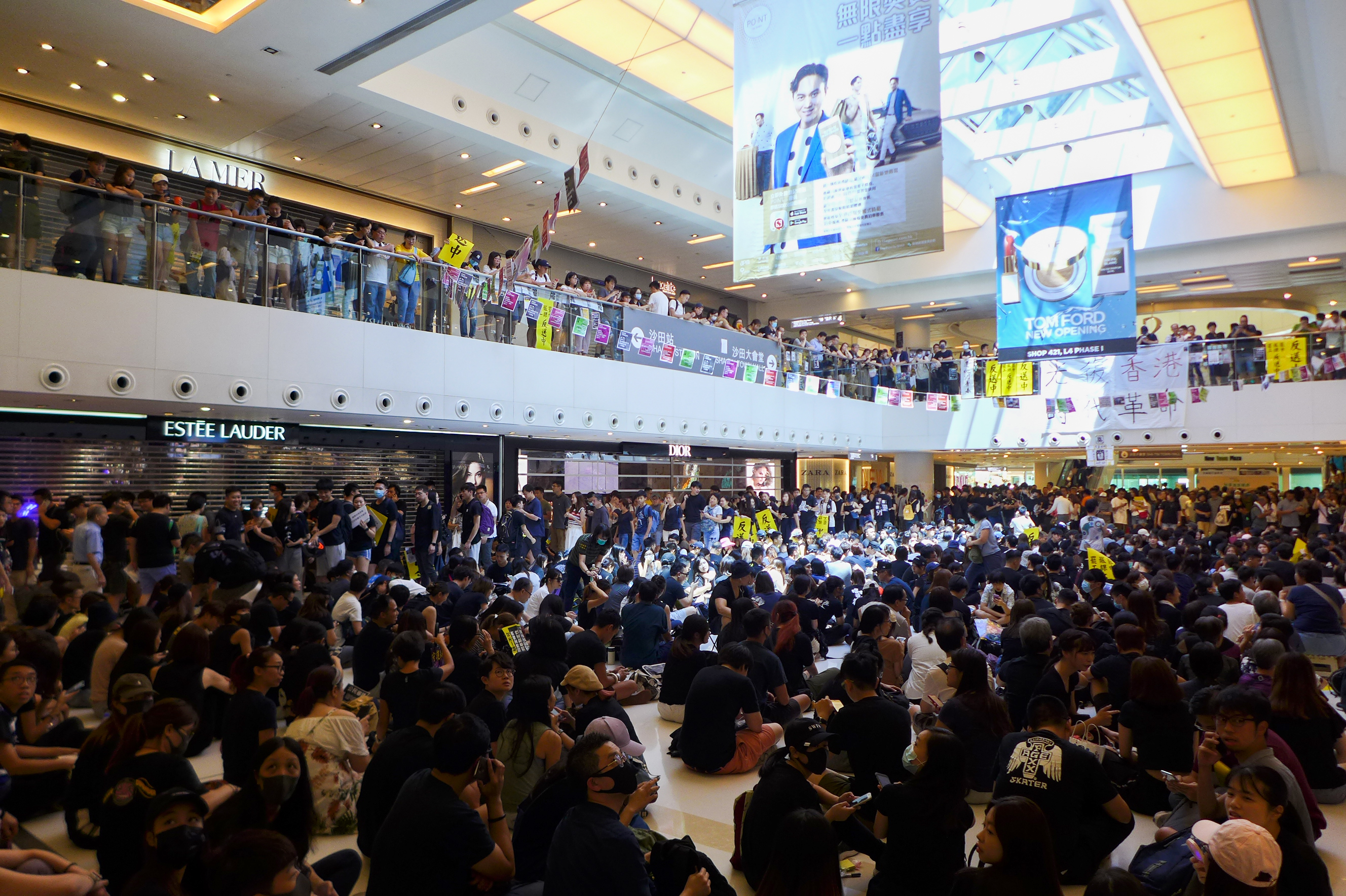
參加者同時坐滿3樓整個展覽廊通道，上方擺放了參與者製作的裝飾
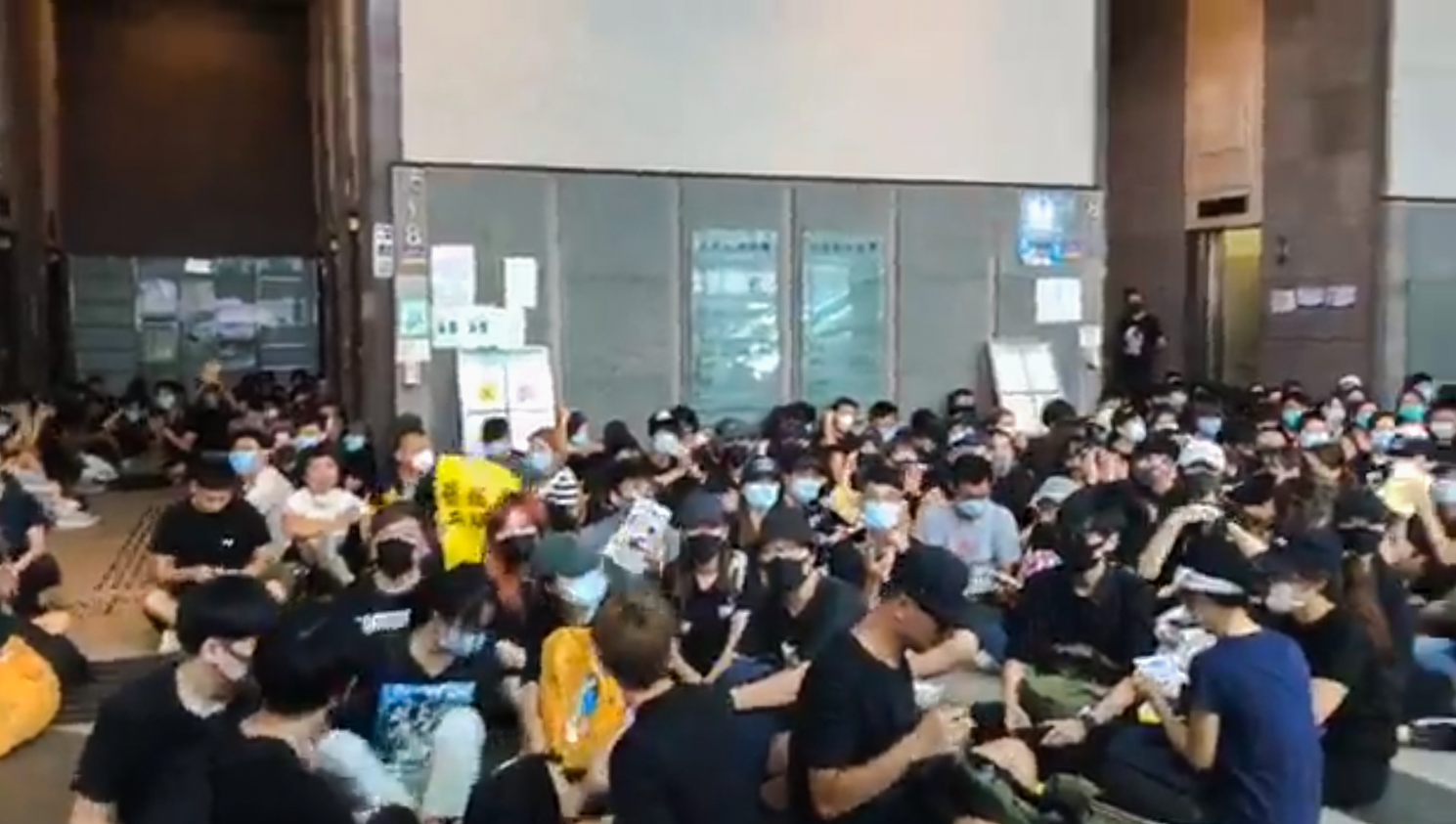
下午2時，部分市民呼籲現場人士到沙田政府合署「接放工」，有500人響應
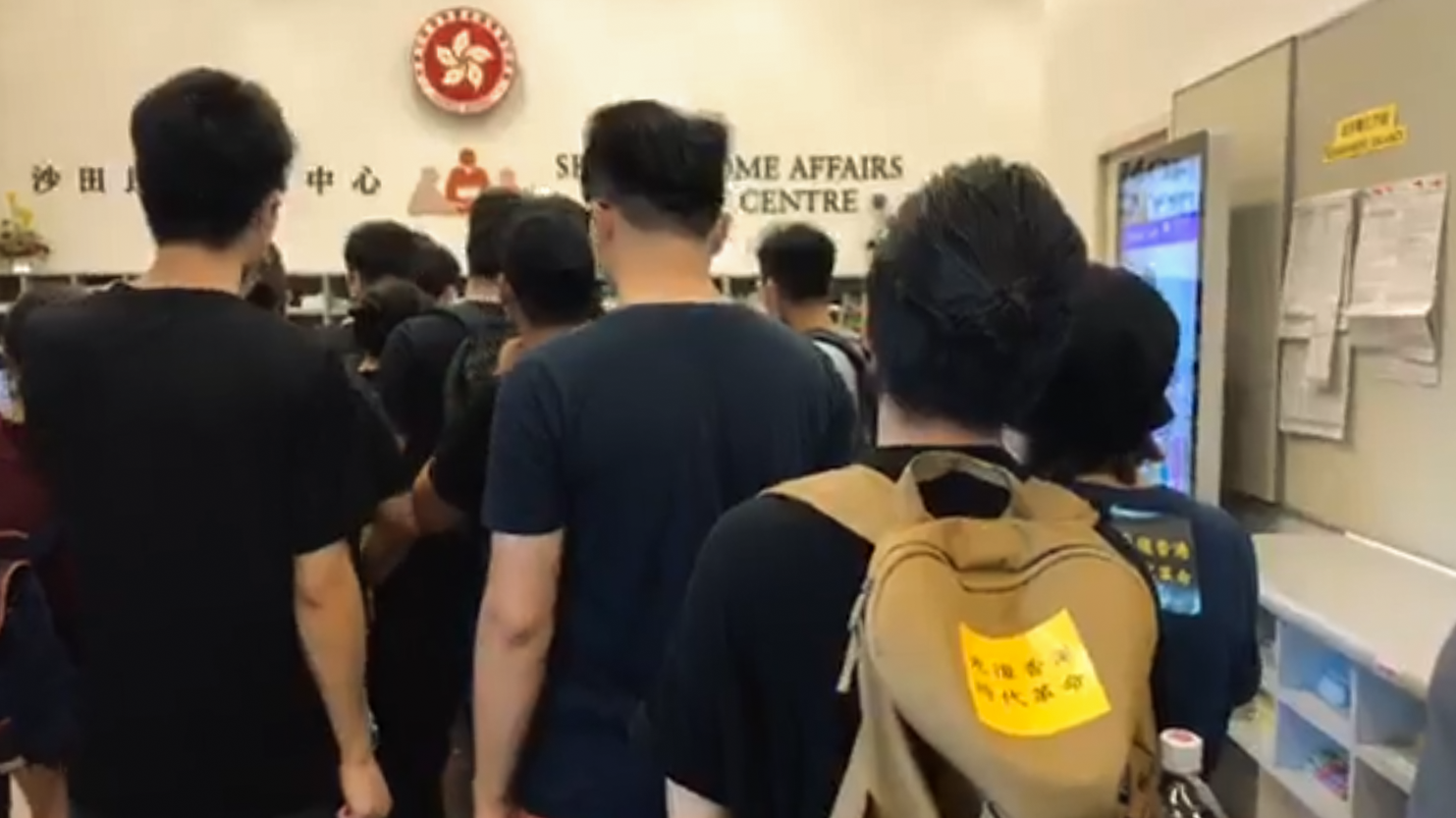
有人到民政諮詢中心索取單張

### 大埔

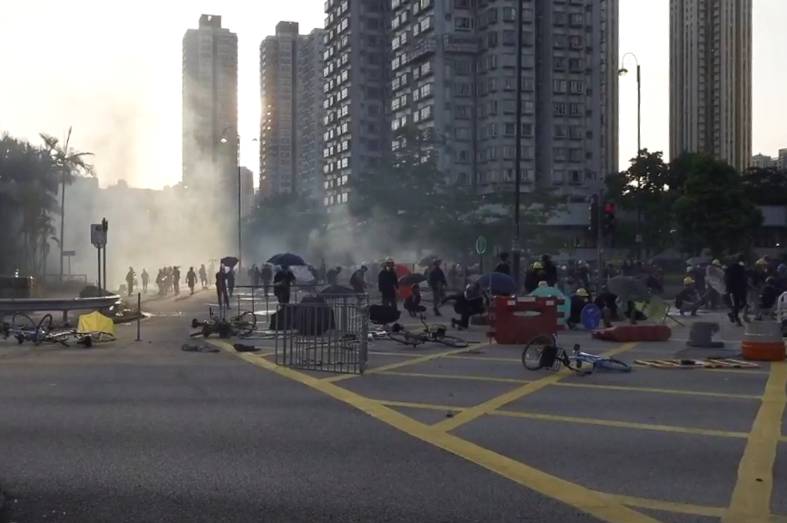
警方在大埔太和路施放催淚彈

大埔集會在天后宮風水廣場舉行，整個場地幾乎坐滿。在不足1小時內，由於人數眾多，參與人士在外圍聚集，佔據汀角路兩邊行車線。到下午3時，逾千名巿民響應呼籲，往大埔警署方向遊行。下午5時左右，廣場已沒有人群聚集，所有地上的垃圾亦已被市民清走。其後參與人士佔領汀角路兩邊行車線，警方施放催淚彈。

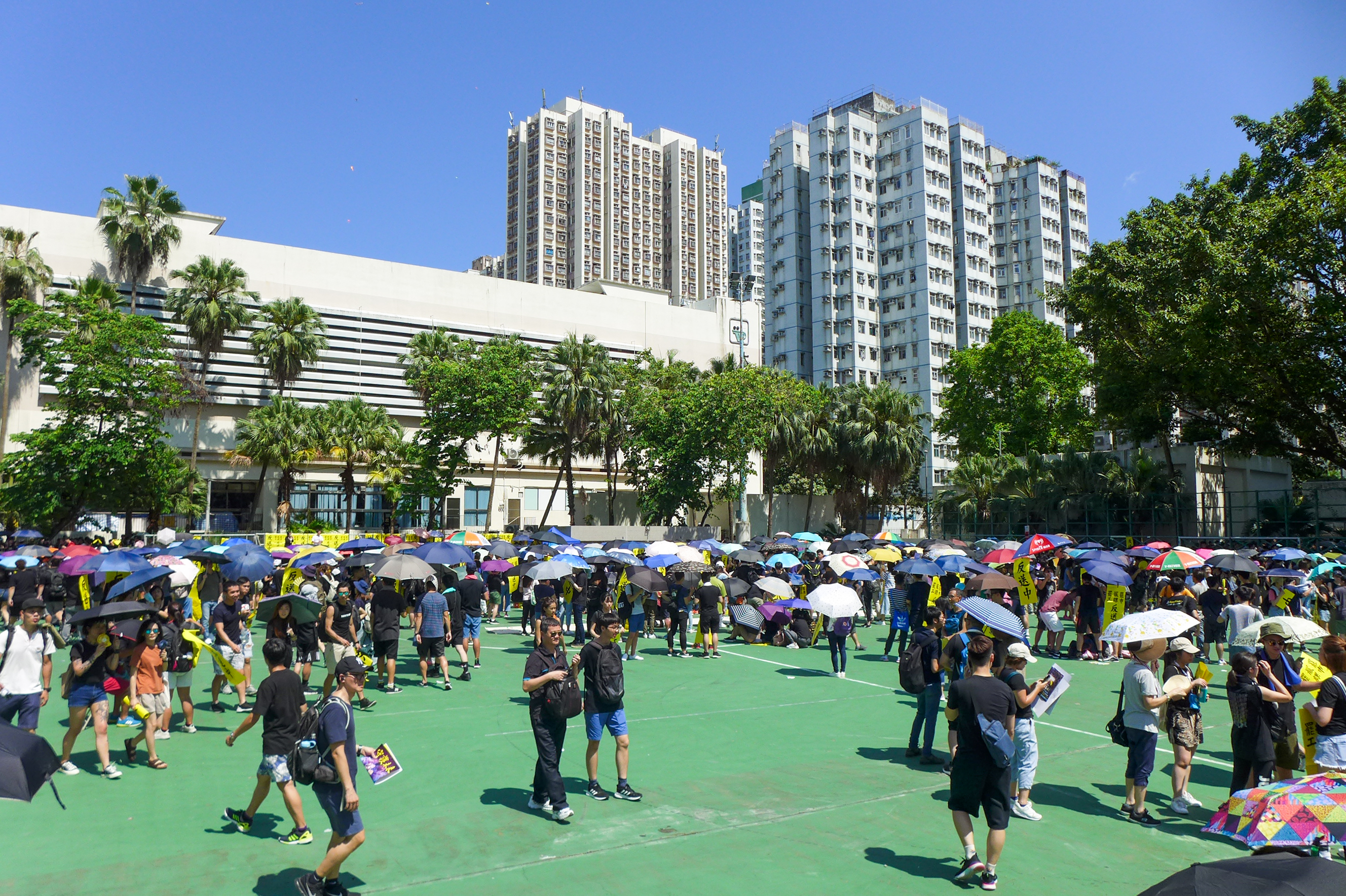
當市民響應呼籲往大埔警署方向遊行後，天后宮風水廣場只餘下小數市民
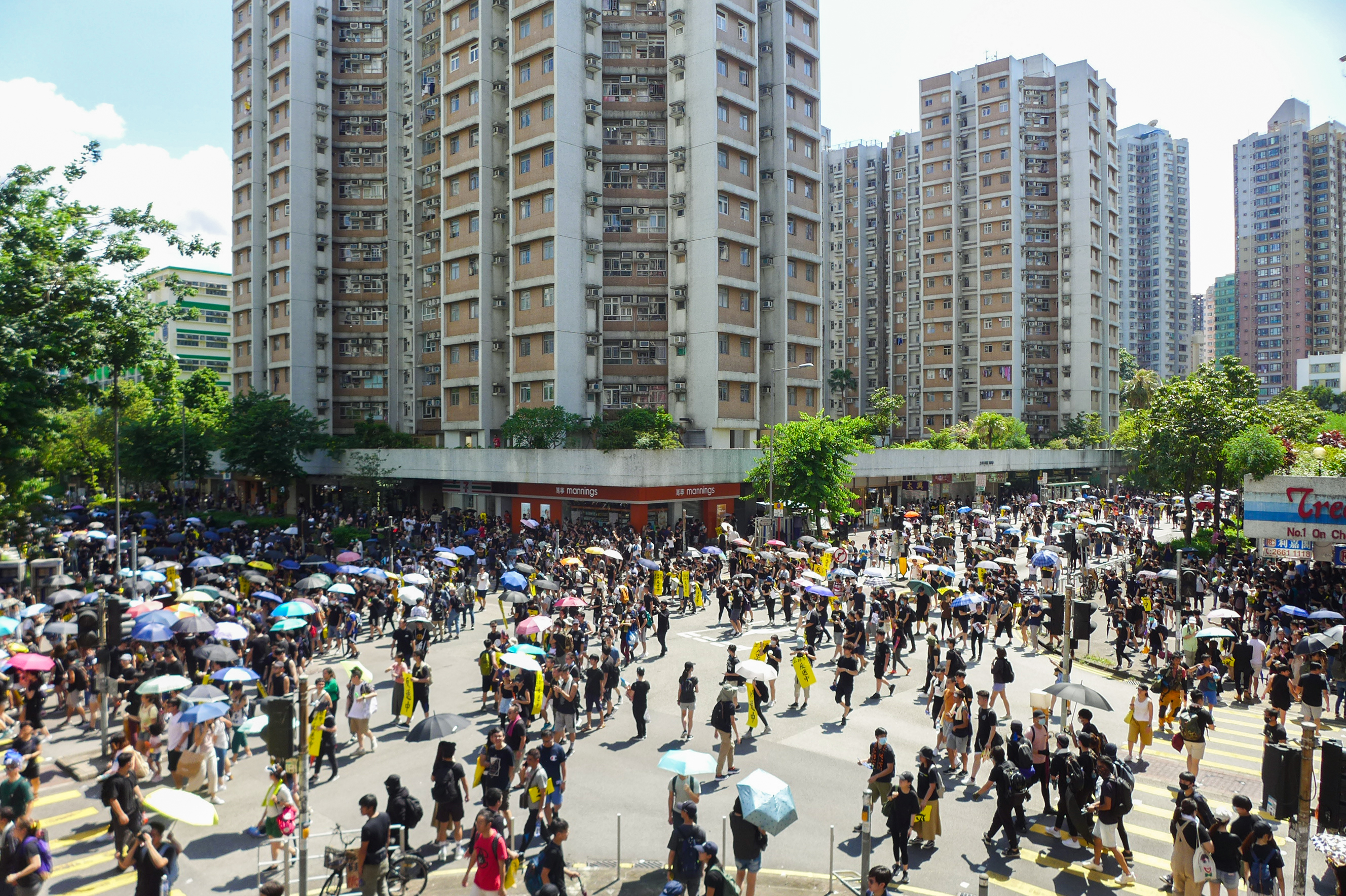
遊行人士經過安慈路
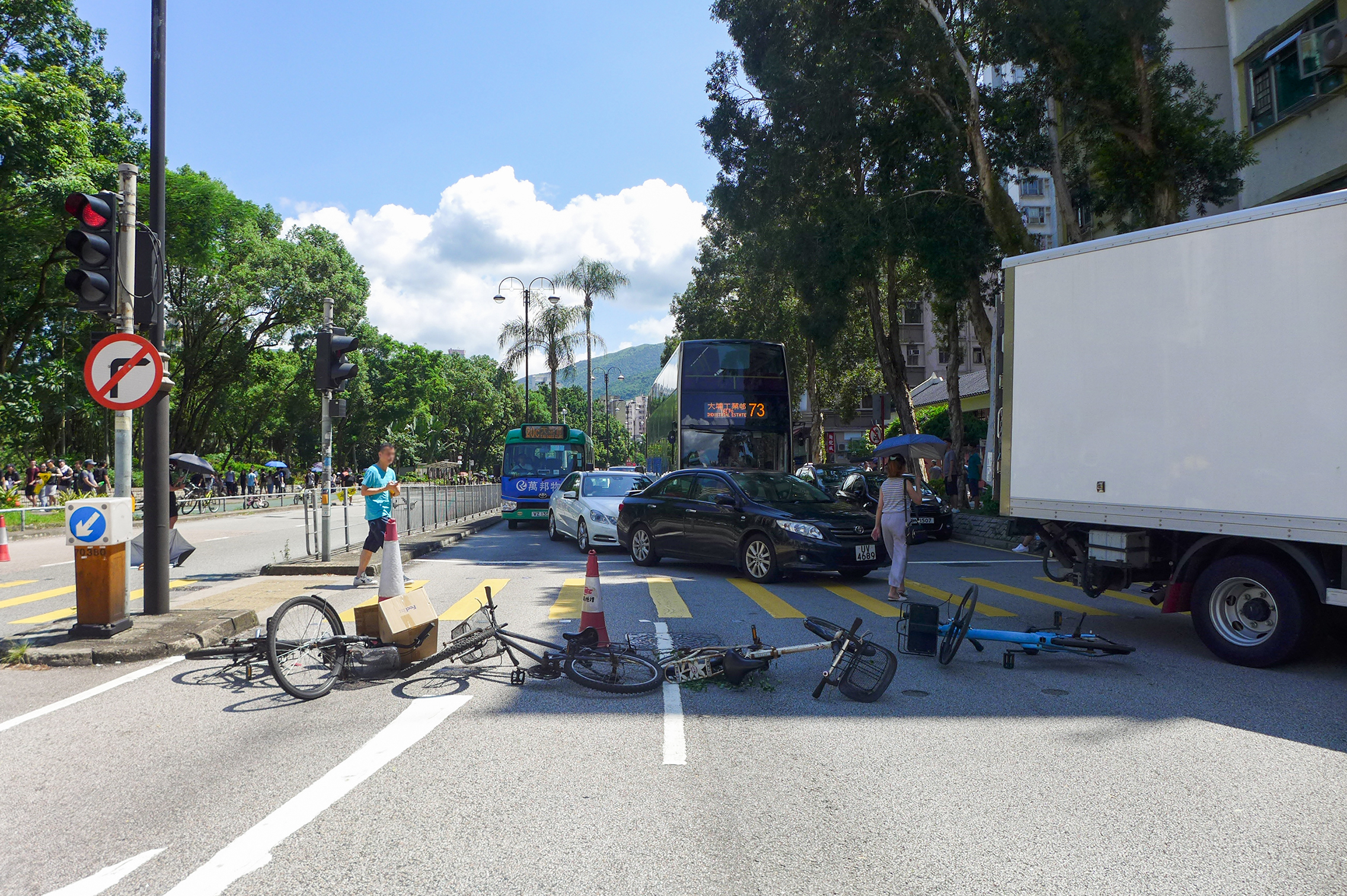
遊行人士在汀角路利用單車作為路障
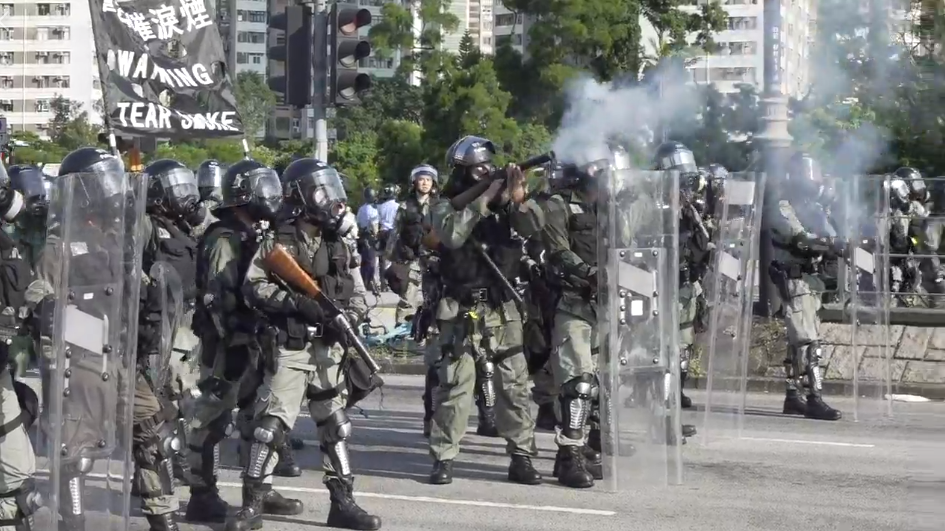
警方施放催淚彈
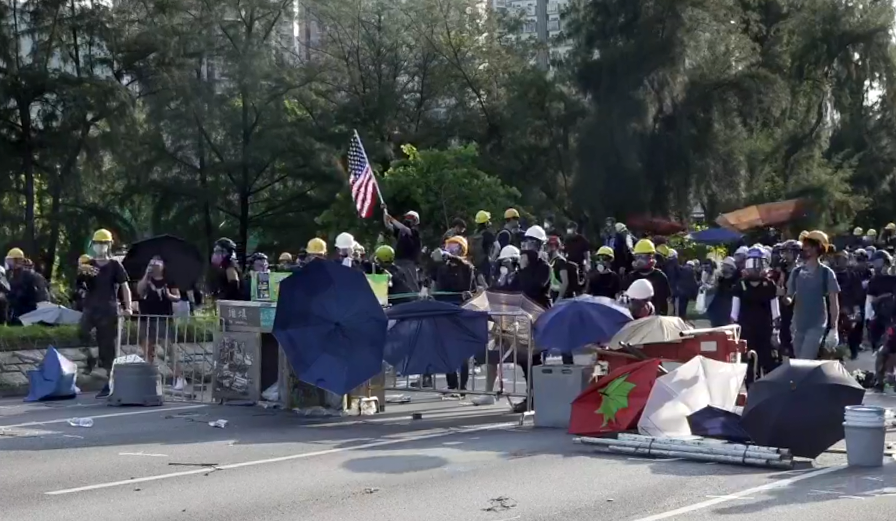
參與人士佔領大埔太和路

### 荃灣

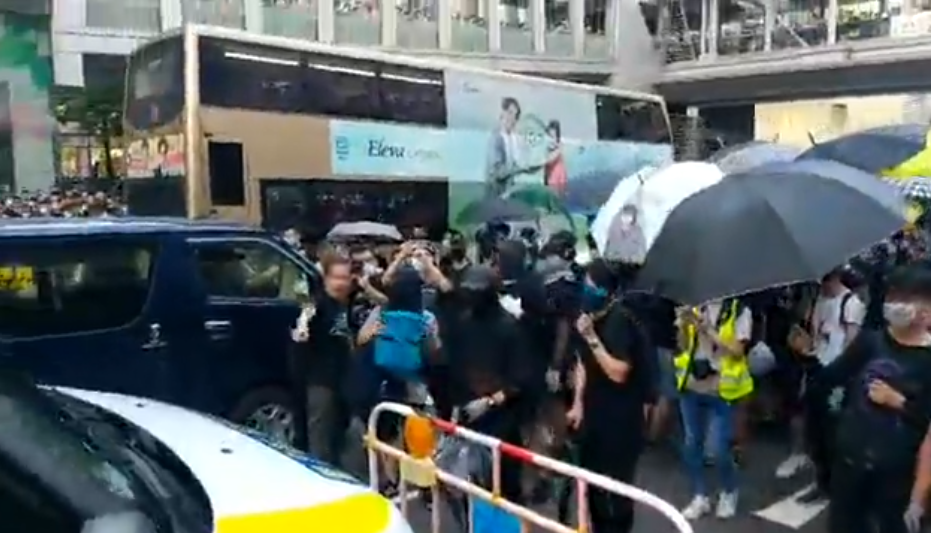
示威者在楊屋道利用馬路膠馬堵塞警車

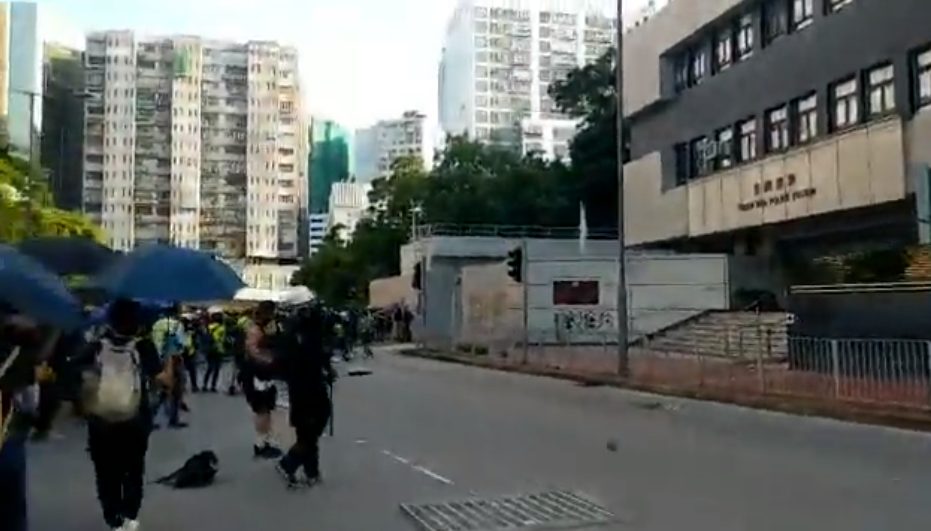
示威者在荃灣警署外聚集，有示威者向警署投擲雜物

荃灣區的罷工集會是七區罷工集會中惟一沒有申請不反對通知書的一個。當日下午1時，荃灣公園開始多人，雖然網上以「賞花」號召罷工市民出來，但現場有人在公園正門及裏面免費派口罩。荃灣公園現場播放Beyond的《海闊天空》、羅文的《獅子山下》，亦設「心事連儂牆」，亦有人免費派咖啡，並且在當眼位置貼出「賞花」、「賞樹」的標示牌。集會後來呼籲參與人士在便利貼上寫上行動升級建議，收集後將貼於紙皮上，作出討論。集會現場也有人呼籲到荃灣政府合署「接放工」，並有人將之付諸實行。後來，荃灣公園橋底空地已坐滿，集會人士已逼出公園其他範圍。部分參加荃灣公園集會的市民在集會完結後離開公園，但仍有部分市民留守，合唱《唱哈利路亞》。

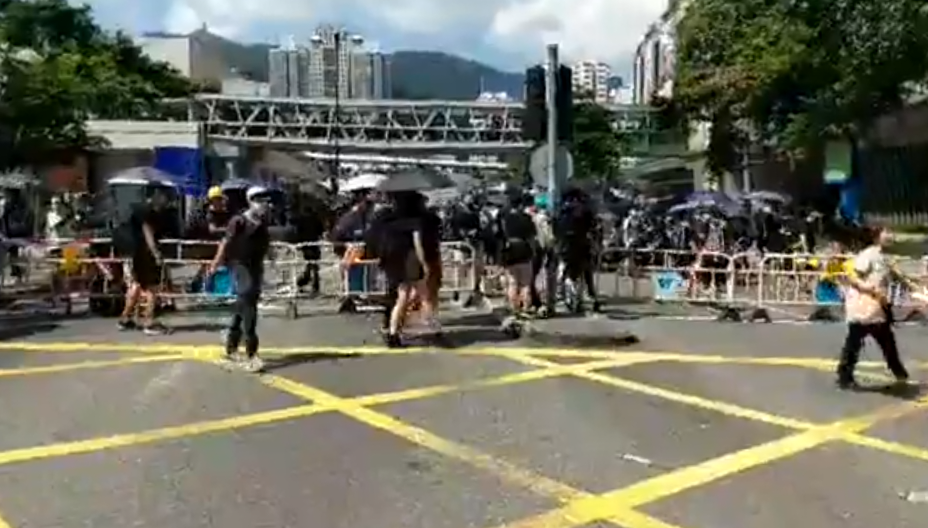
示威者在大河道築起路障
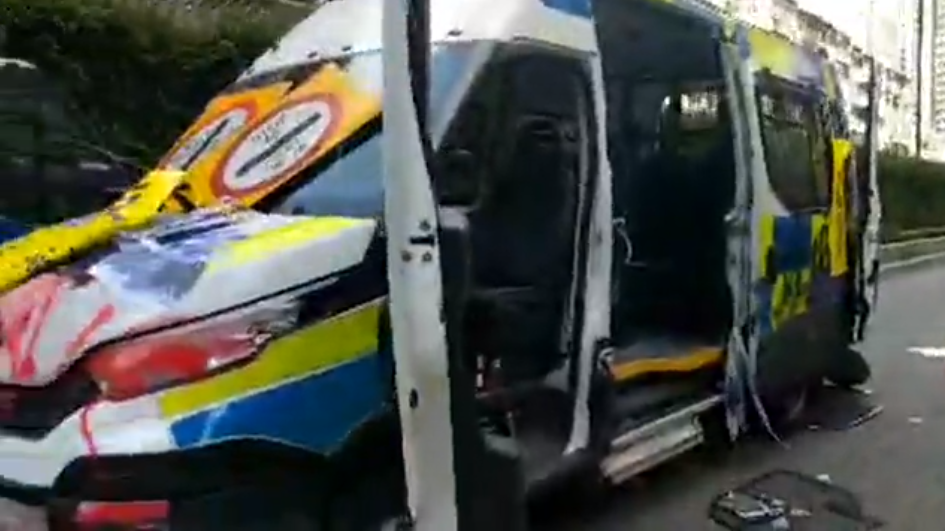
楊屋道警車被人破壞後的情況
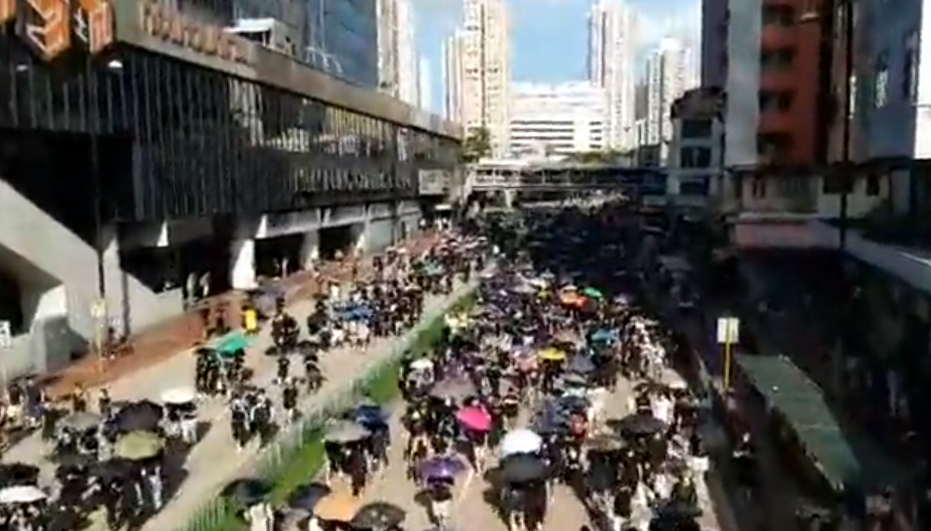
示威者迫爆青山公路荃灣段
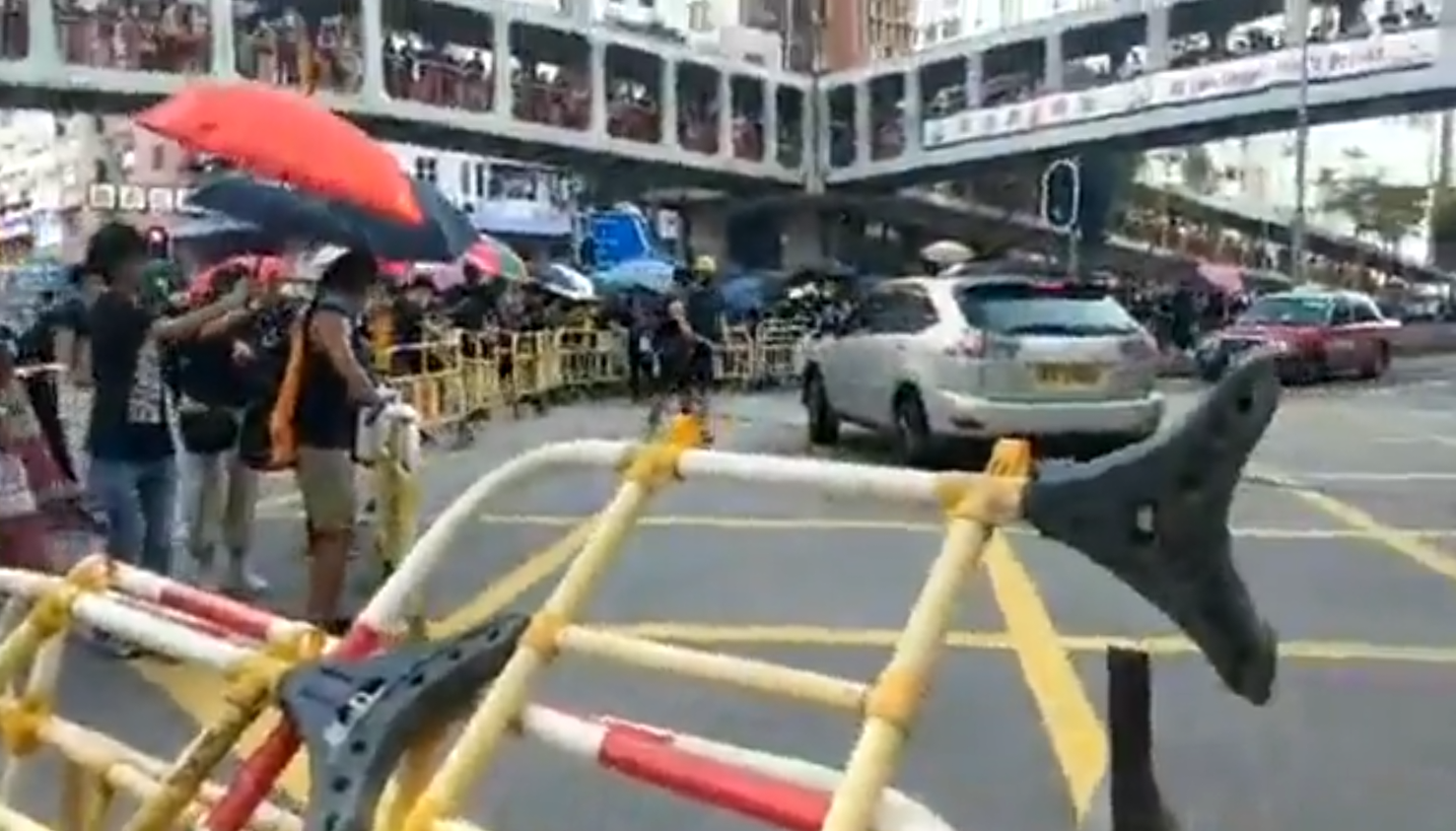
示威者在大涌道築起路障
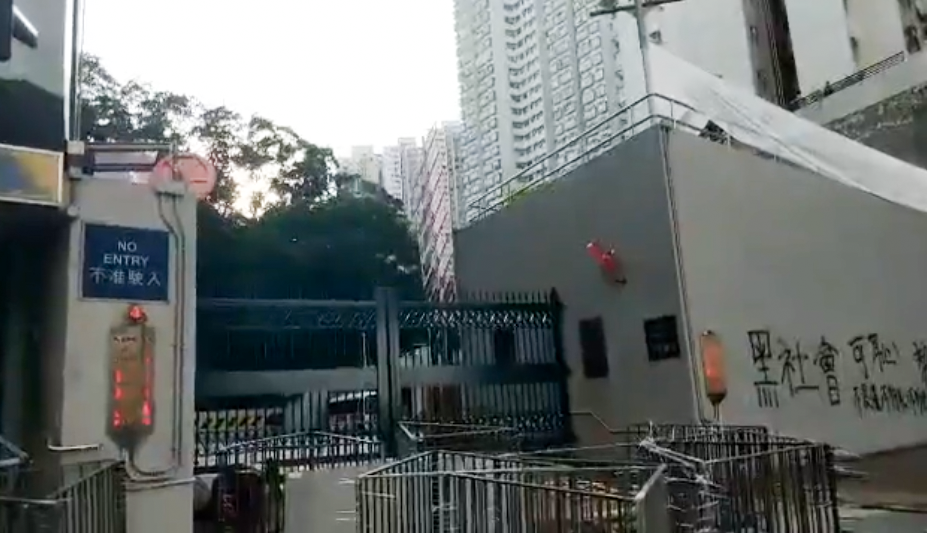
荃灣警署外的塗鴉

### 屯門

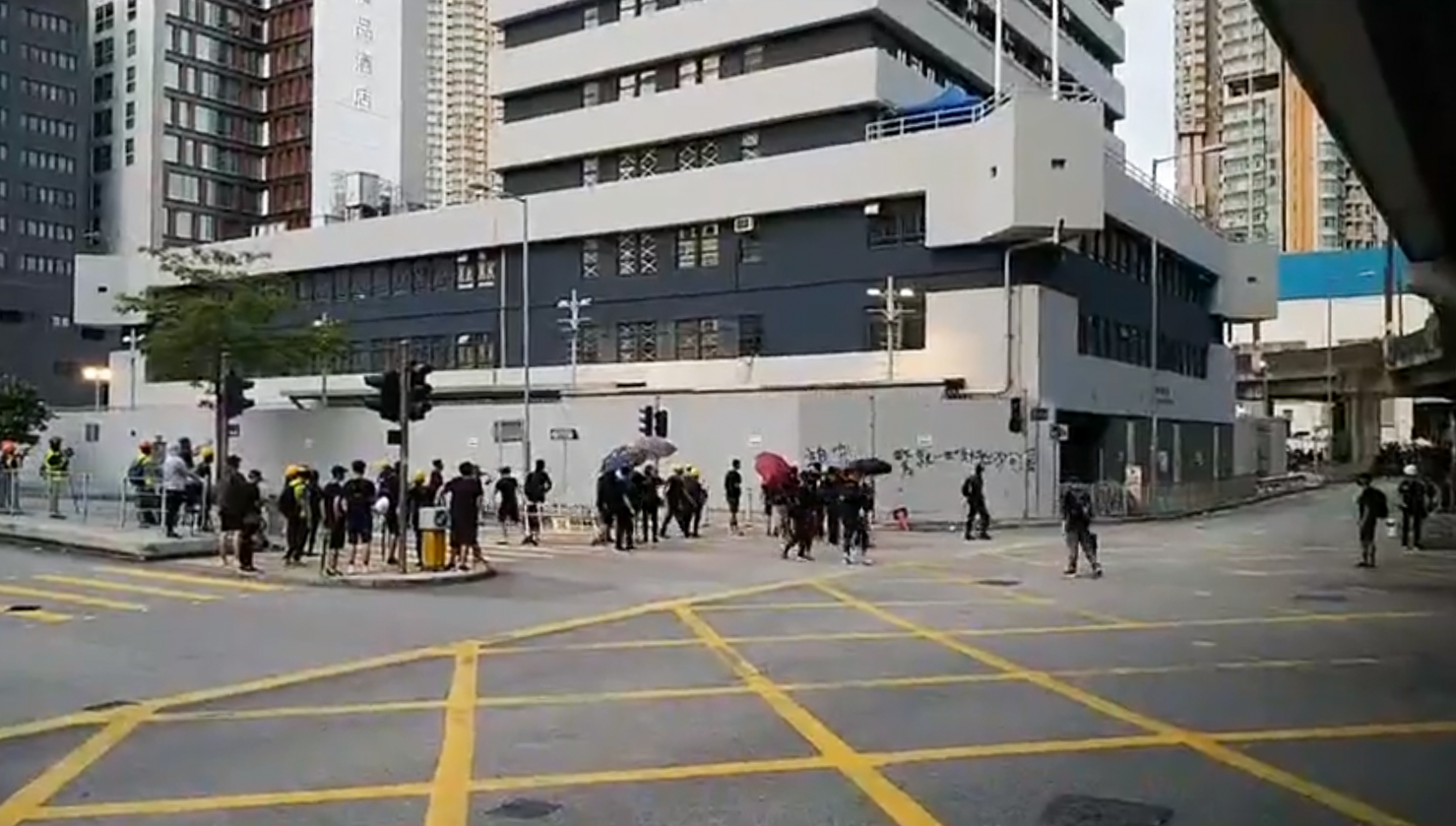
傍晚，示威者向屯門警署掟石

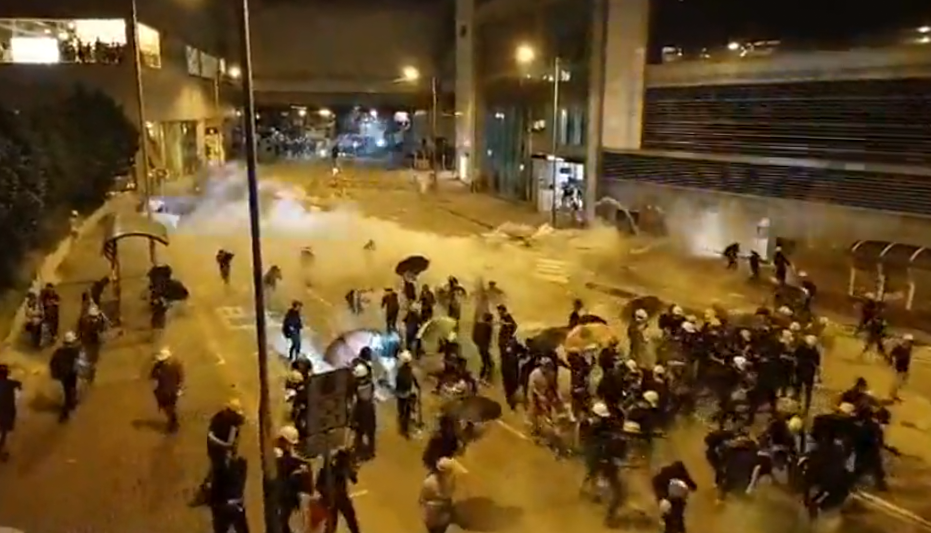
深夜，警方在杯渡路施放多枚催淚彈驅散示威者

在屯門文娛廣場罷工集會向警方遞交之集會申請已獲警方發出不反對通知書，有數以千計市民參與，有家庭更帶同剛滿 3 歲的女兒參與集會。
其後有一批示威者在屯門警署外投擲雜物，之後聚集在屯門站近V City一帶，用水馬及路牌等物件作路障，堵塞杯渡路和屯門鄉事會路十字路口。而另一批示威者設置路障堵塞屯門公路，阻止車輛駛過。有市民指已在屯門公路塞逾兩小時，認為妨礙他人。
晚上10時47分，大批防暴警察在屯門警署外戒備。而示威者在距離300至400米外的杯渡路點火燒雜物。警方其後多次在西鐵屯門站一帶施放逾10枚催淚彈驅散示威者。到凌晨零時20分，數十名防暴警察在V city對出的十字路口包抄示威者，示威者掟石還擊，之後已大致散去。瓏門居民指罵防暴警為「黑警」，批評警方在民居附近發放多枚催淚彈，令氣味攻入單位內。

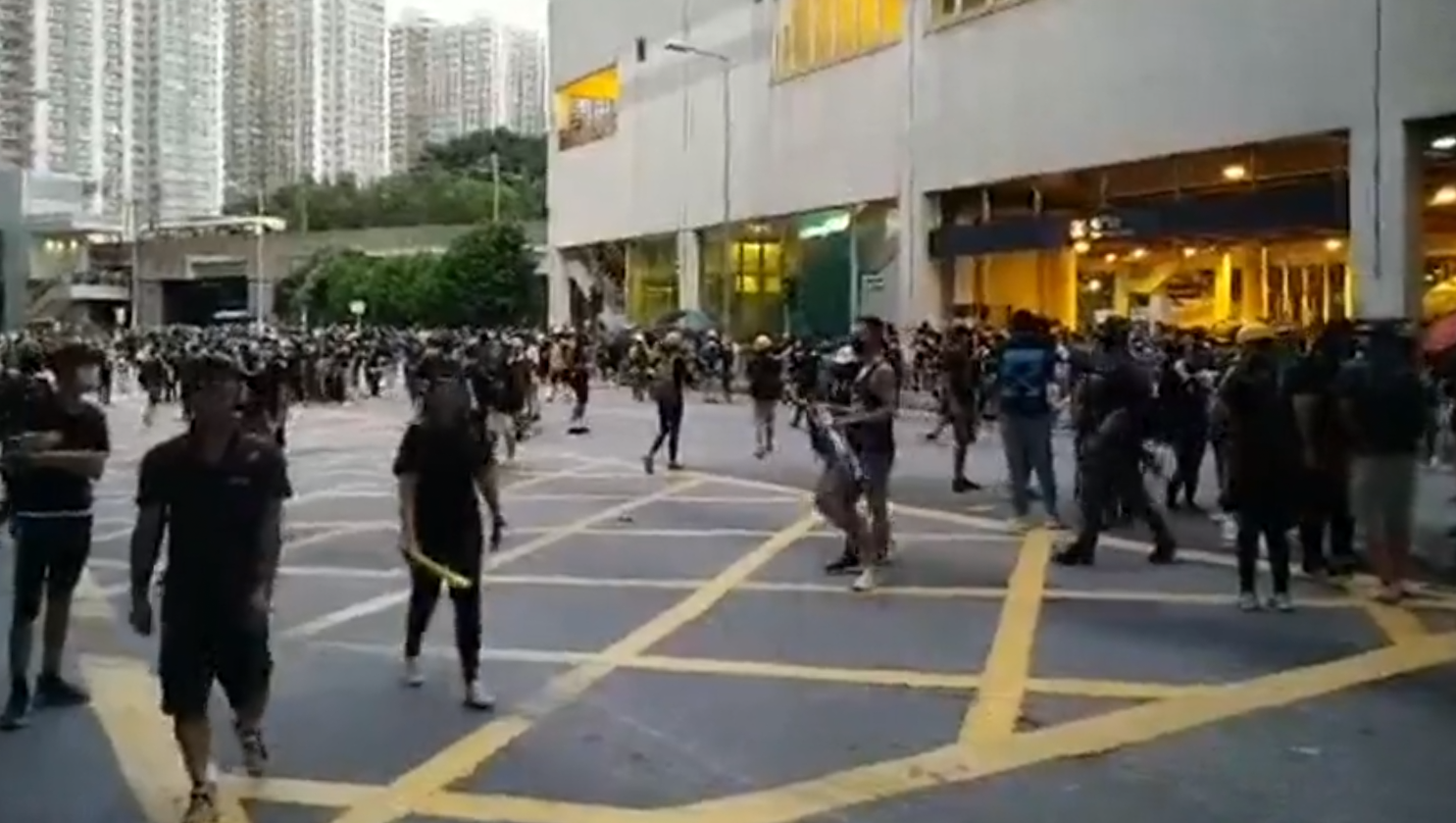
傍晚，示威者堵塞杯渡路
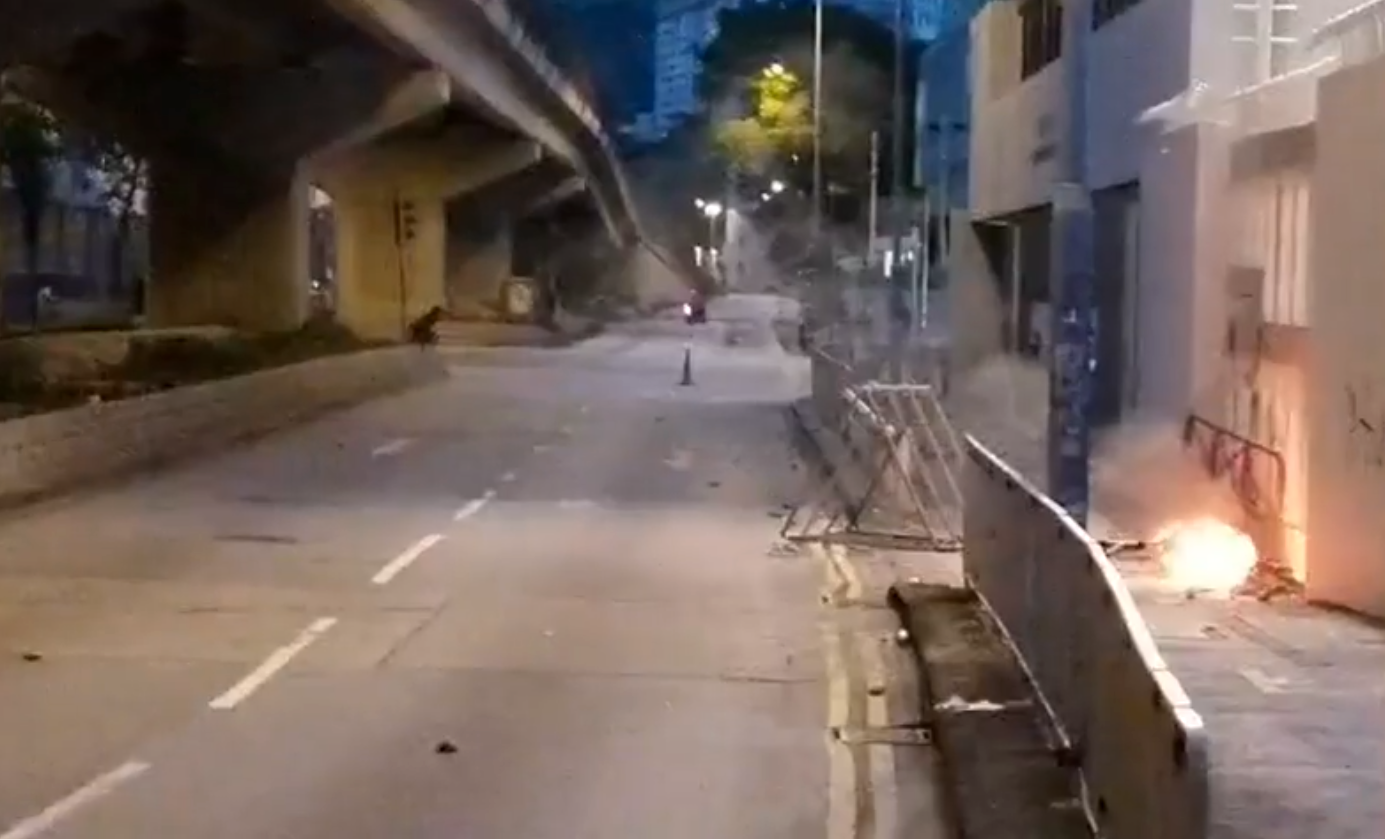
示威者在屯門警署外點火燒雜物
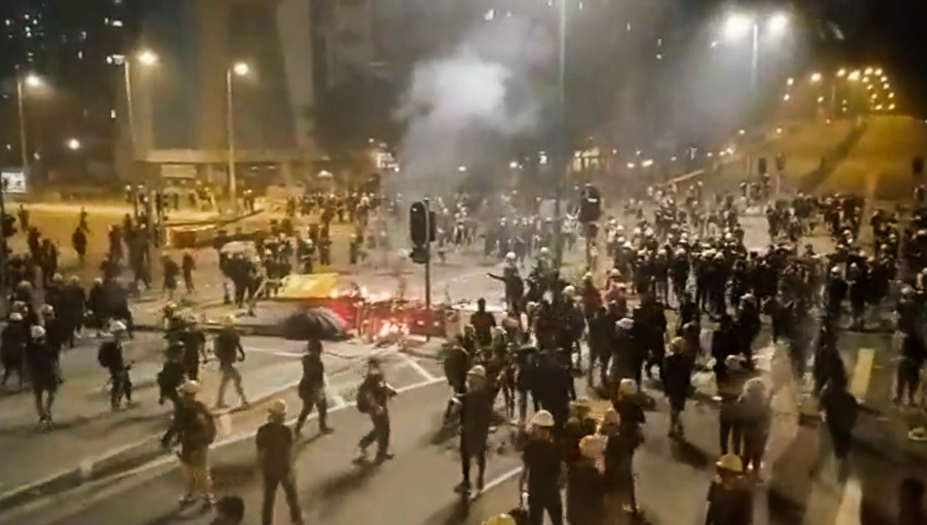
示威者在杯渡路點火燒雜物
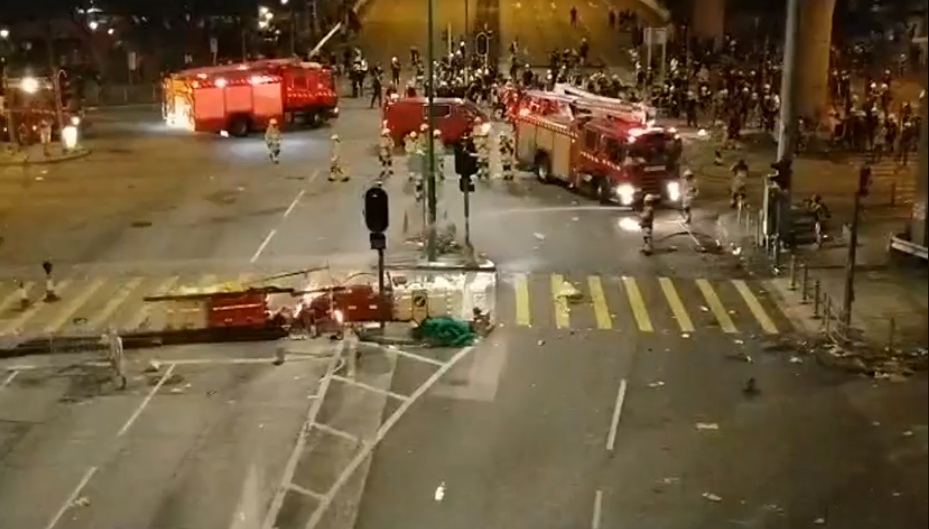
消防員撲救路障火警
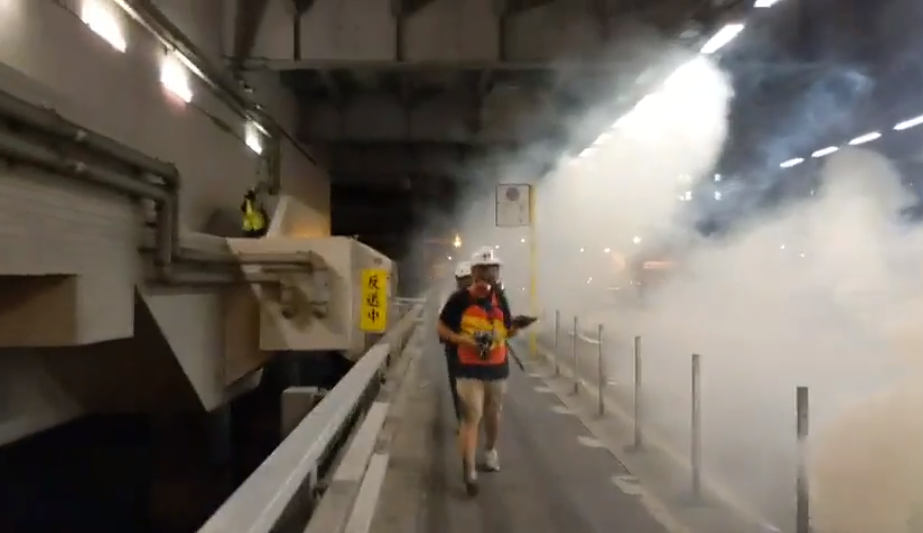
警方多次在西鐵屯門站下的天橋施放催淚彈
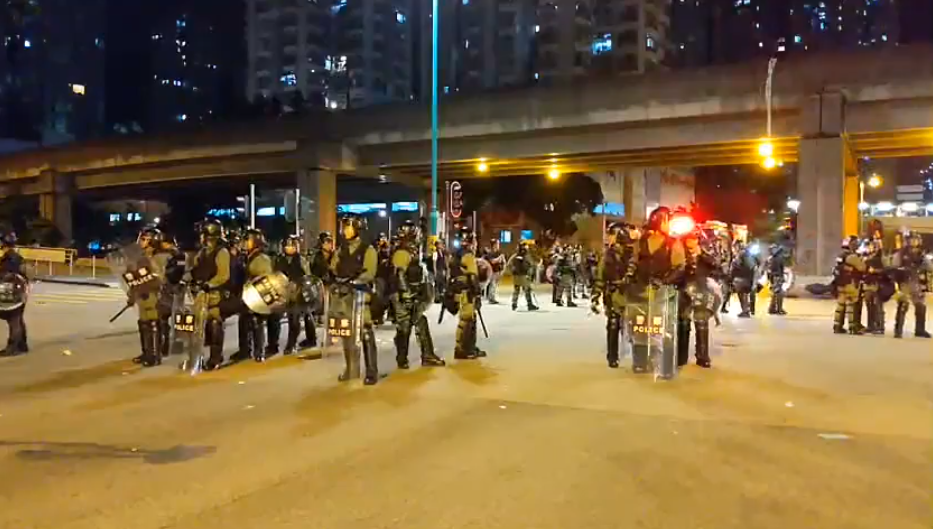
數十名防暴警察在V city對出的十字路口

### 迪士尼樂園
下午12時至5時，香港迪士尼樂園職工會約有30名職工在迪士尼站後方的旅遊巴停車位附近舉行罷工集會。有表明罷工的員工表示收到很多來自內地的電話騷擾。

## 「游擊」佔據和示威行動

### 多條主要道路被佔據

#### 紅隧

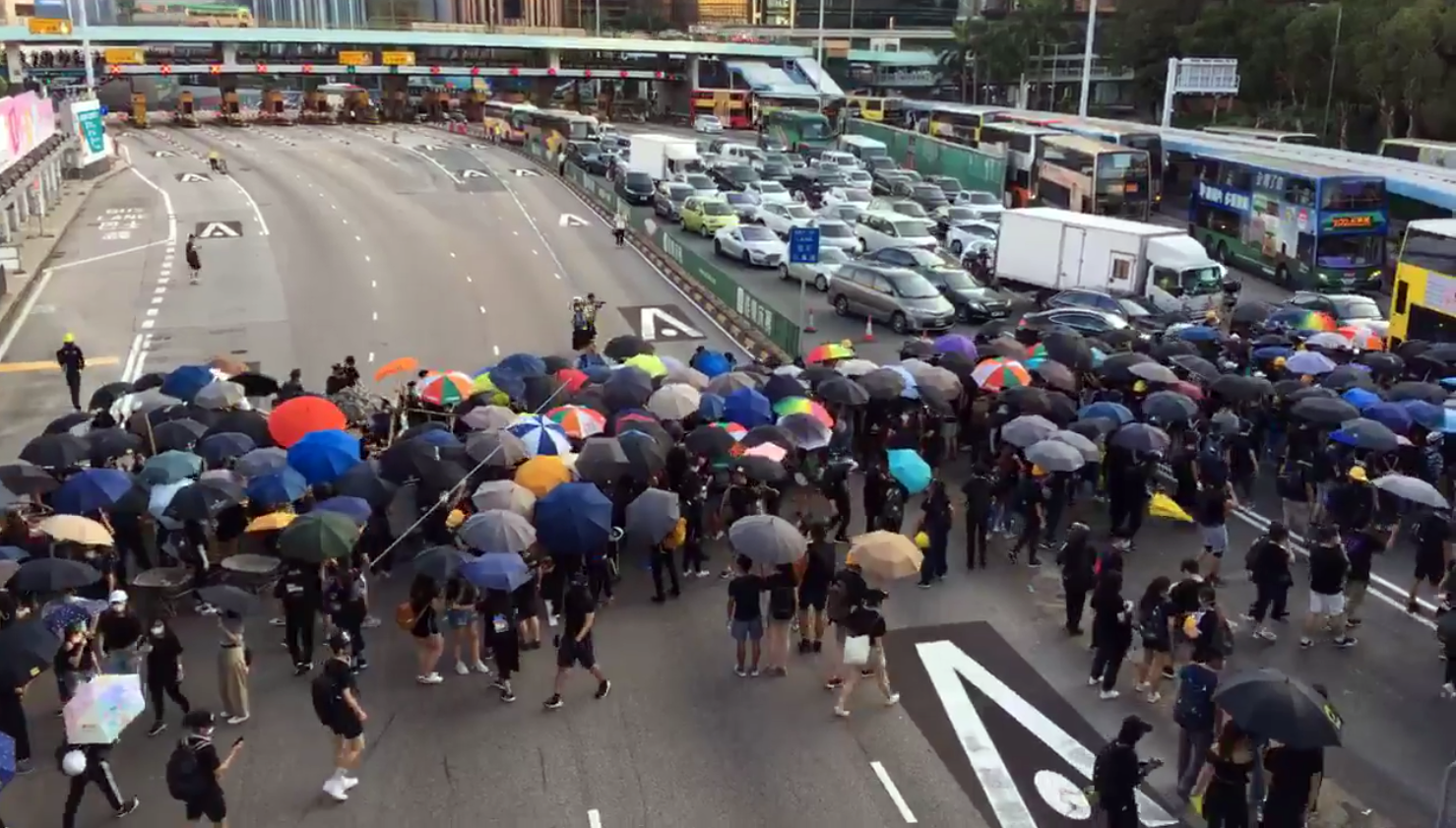
示威者再次佔領紅隧入口，現場交通一度擠塞

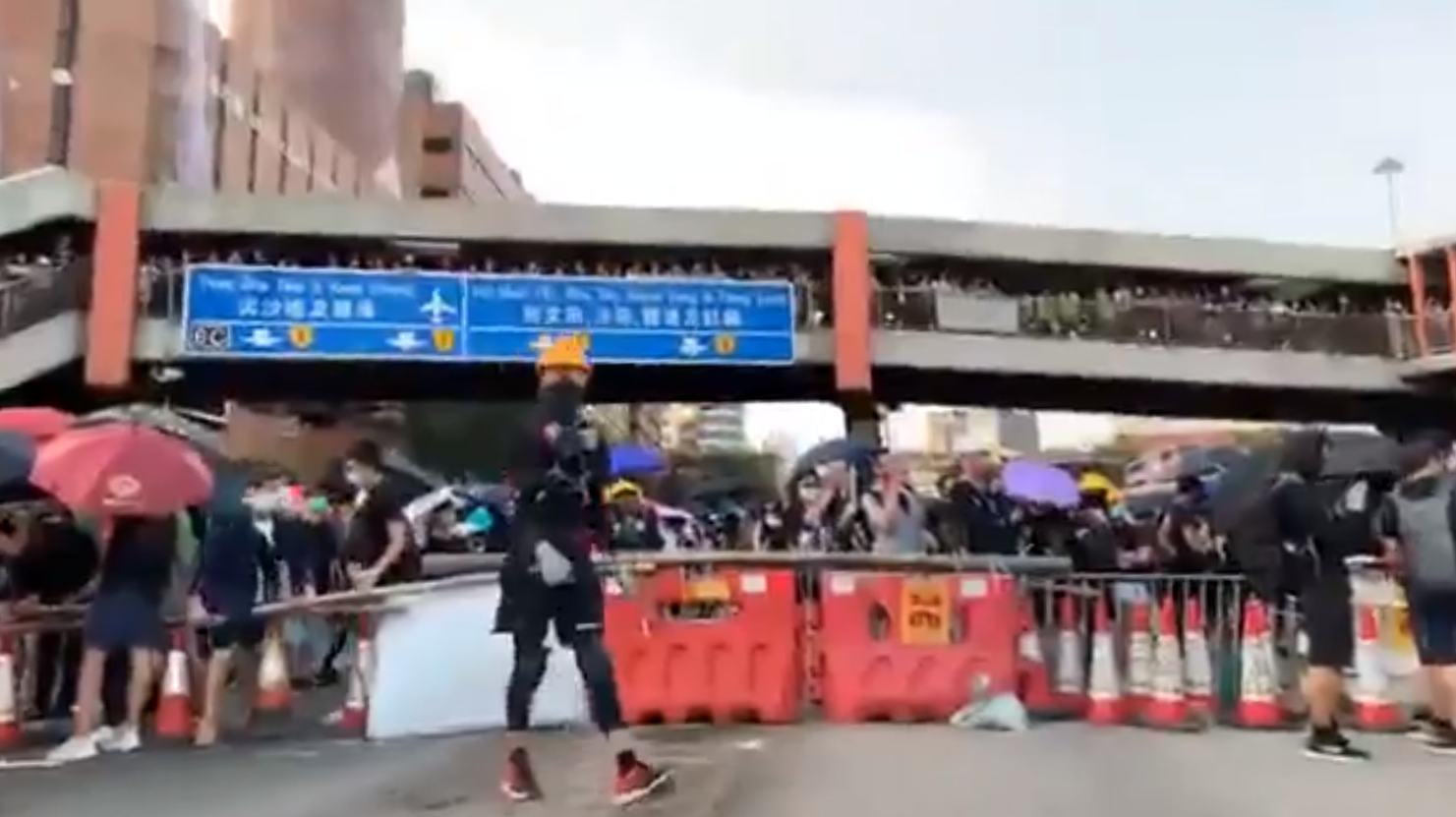
示威者以竹枝水馬設置路障

早上7時25分，早上11時和傍晚6時10分，示威者在紅磡海底隧道九龍路口設置路障，現場交通一度擠塞。

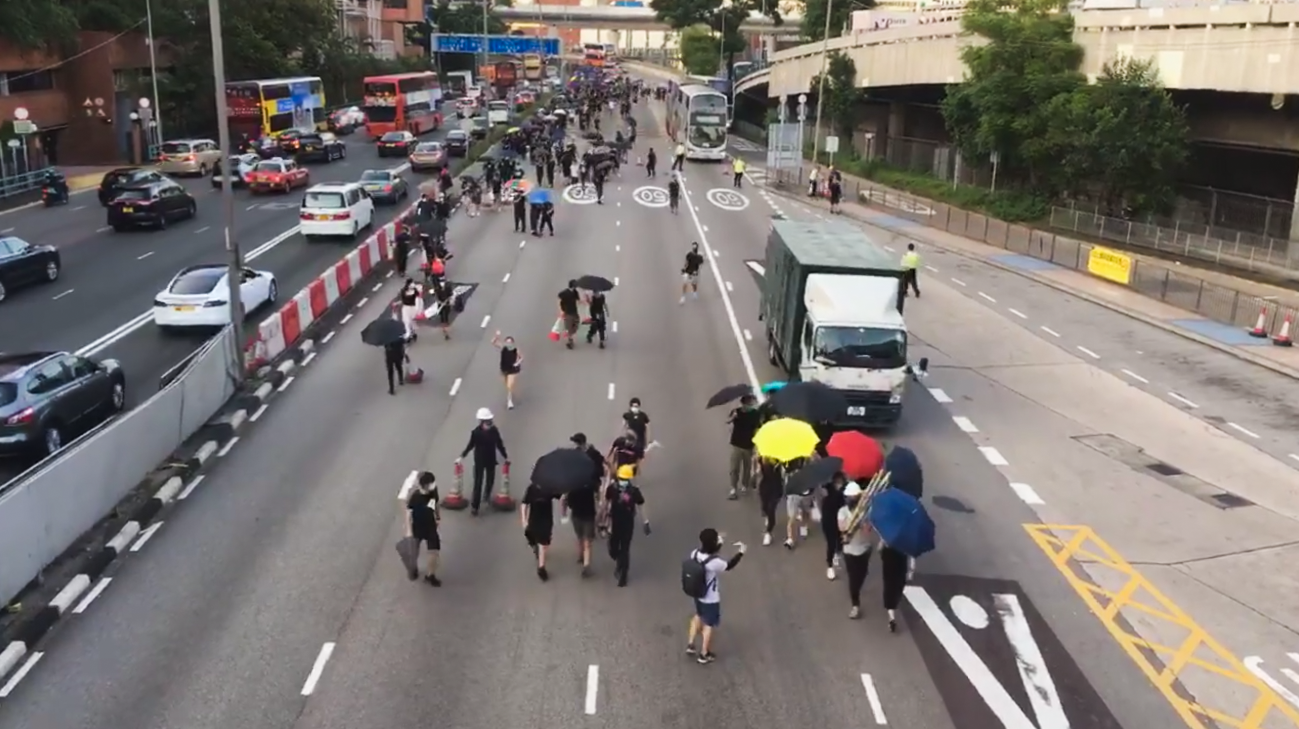
示威者從康莊道走到紅隧
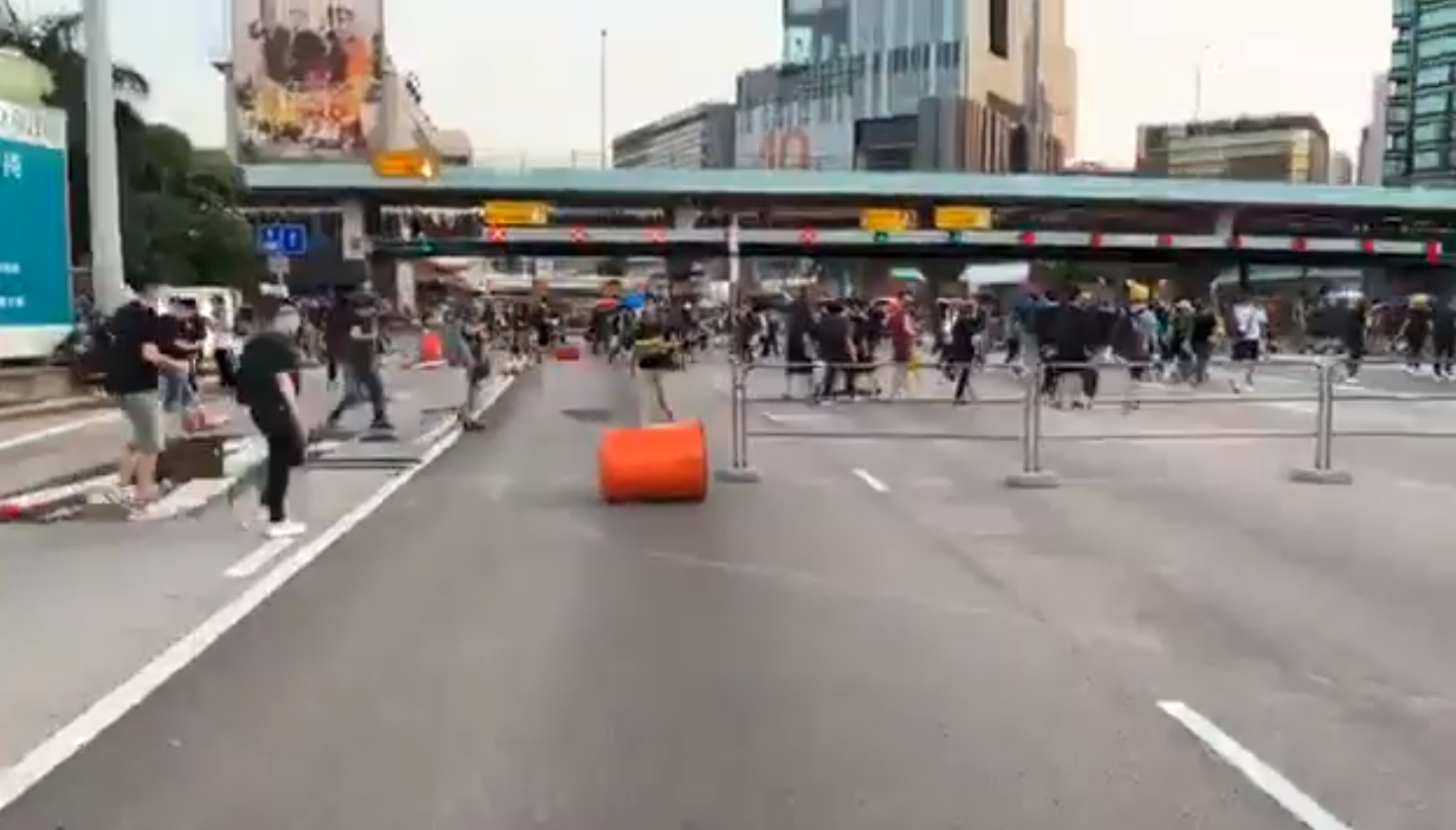
傍晚6時10分，示威者在收費廣場設置路障
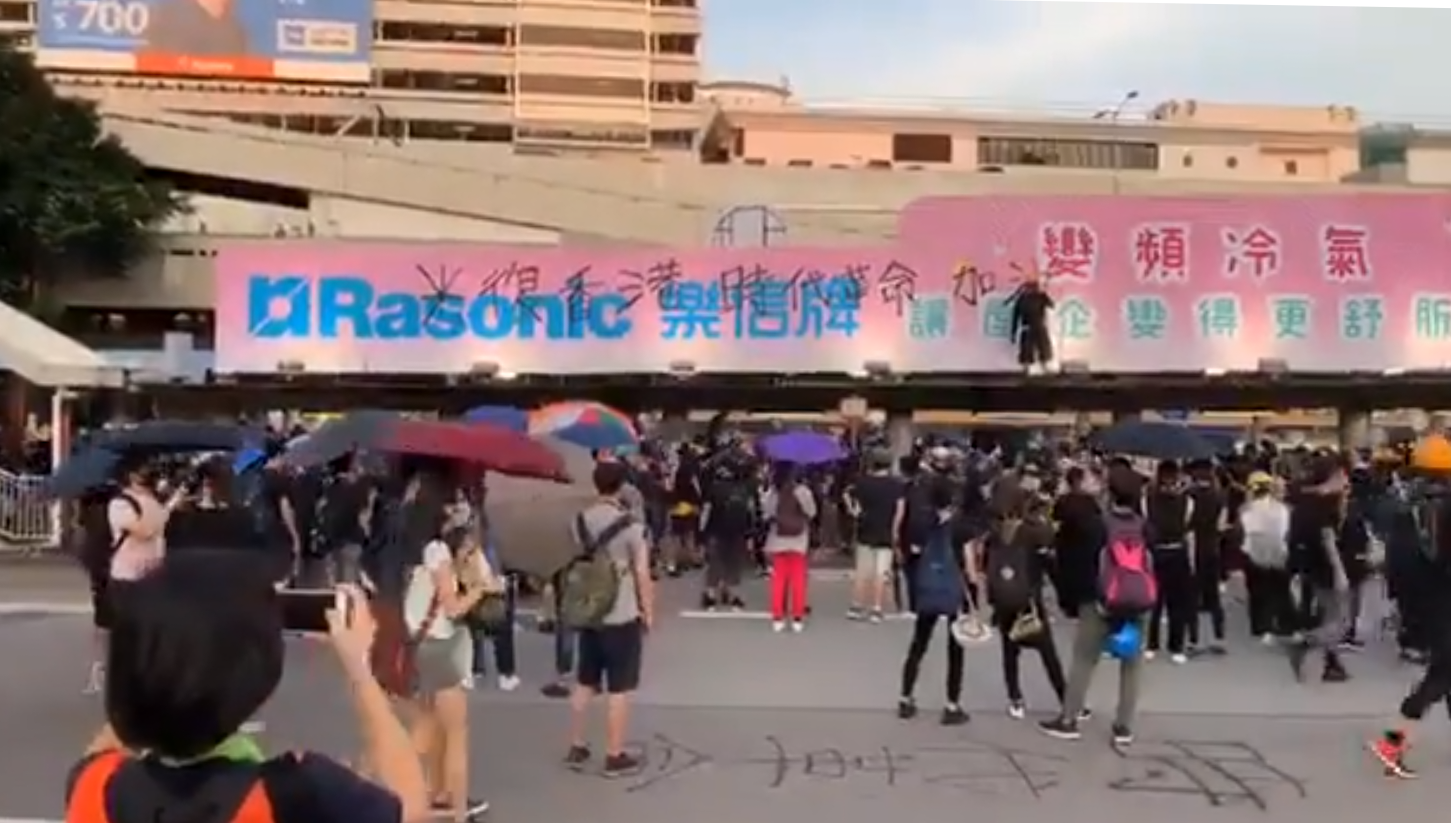
示威者在廣告版上寫上「光復香港 時代革命」
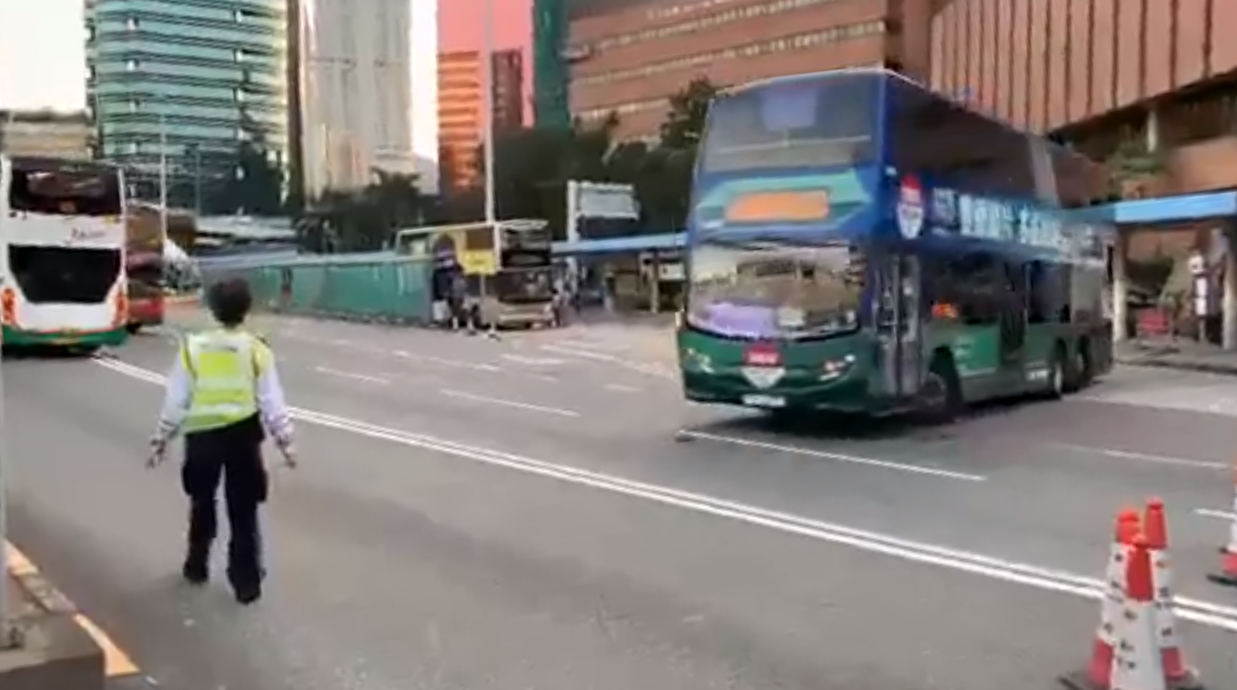
巴士只能離開
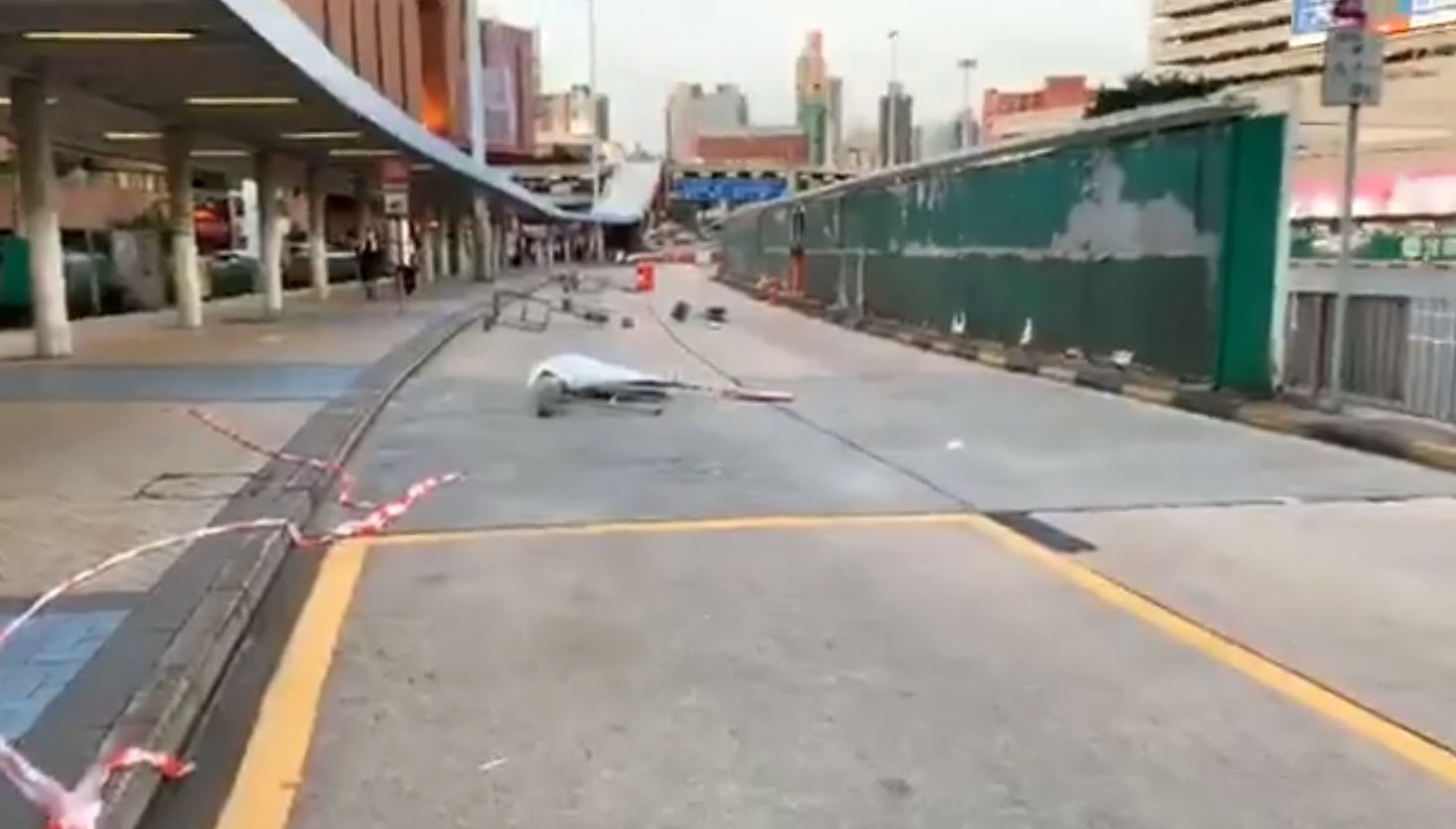
巴士站地面擺放了鐵馬

#### 龍翔道

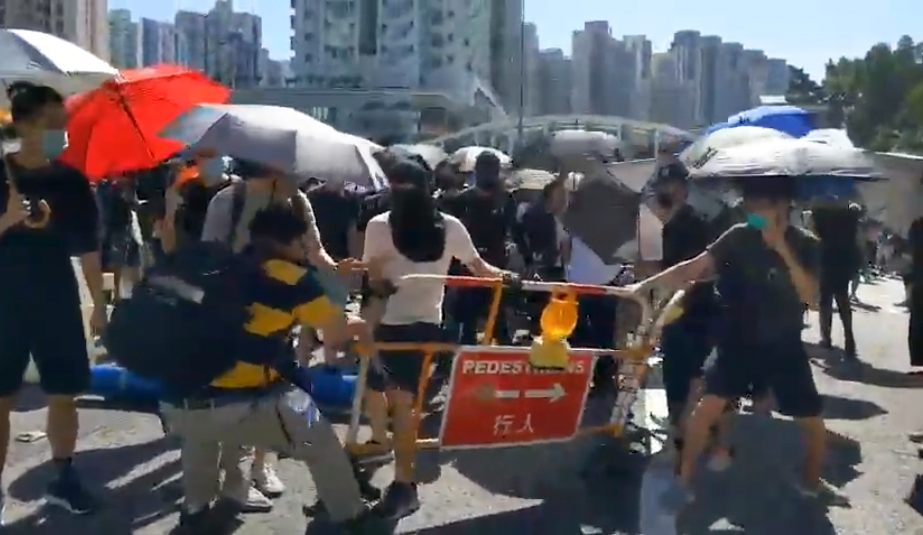
早上9時許，有市民不滿示威者佔據龍翔道而引起爭執

早上7時許，黃大仙龍翔道往觀塘方向有行車線一度被示威者以水馬等物件堵塞。到約8點56分，多名身穿黑衣、戴上口罩和頭盔的示威者，再次快閃佔據黃大仙的一段龍翔道，來回交通完全擠塞。早上10時，一批配備頭盔及盾牌的軍裝警員到龍翔道清理障礙物，示威者散去，10時25分路面逐步回復正常行車。在下午大約3時，示威者再次佔據黃大仙的一段龍翔道。軍裝警員將膠欄移上行人路時，示威者向他們投擲物品，期間也有示威者焚燒垃圾。其後防暴警察到場增援，繼續被示威者追從並擲雜物，期間現場一度冒出大煙。之後警方進一步派員，部分更配備催淚水劑、並施放催淚彈驅散，示威者後退。不過另一批示威者再次從黃大仙廣場走出來佔據馬路。

#### 觀塘及東隧
早上8時半，東區海底隧道九龍出入口有示威者聚集。而鯉魚門道迴旋處，有汽車停留在馬路上，拒絕駛走，現場交通嚴重堵塞。觀塘早上8時許也出現大塞車。到早上10時30分左右，東區海底隧道往香港方向全線解封。

#### 屯門公路
下午4時部分示威者衝出屯門公路，並於公路入口設置路障。近6時示威者前往屯門警署投擲石頭後離去。

### 荃灣

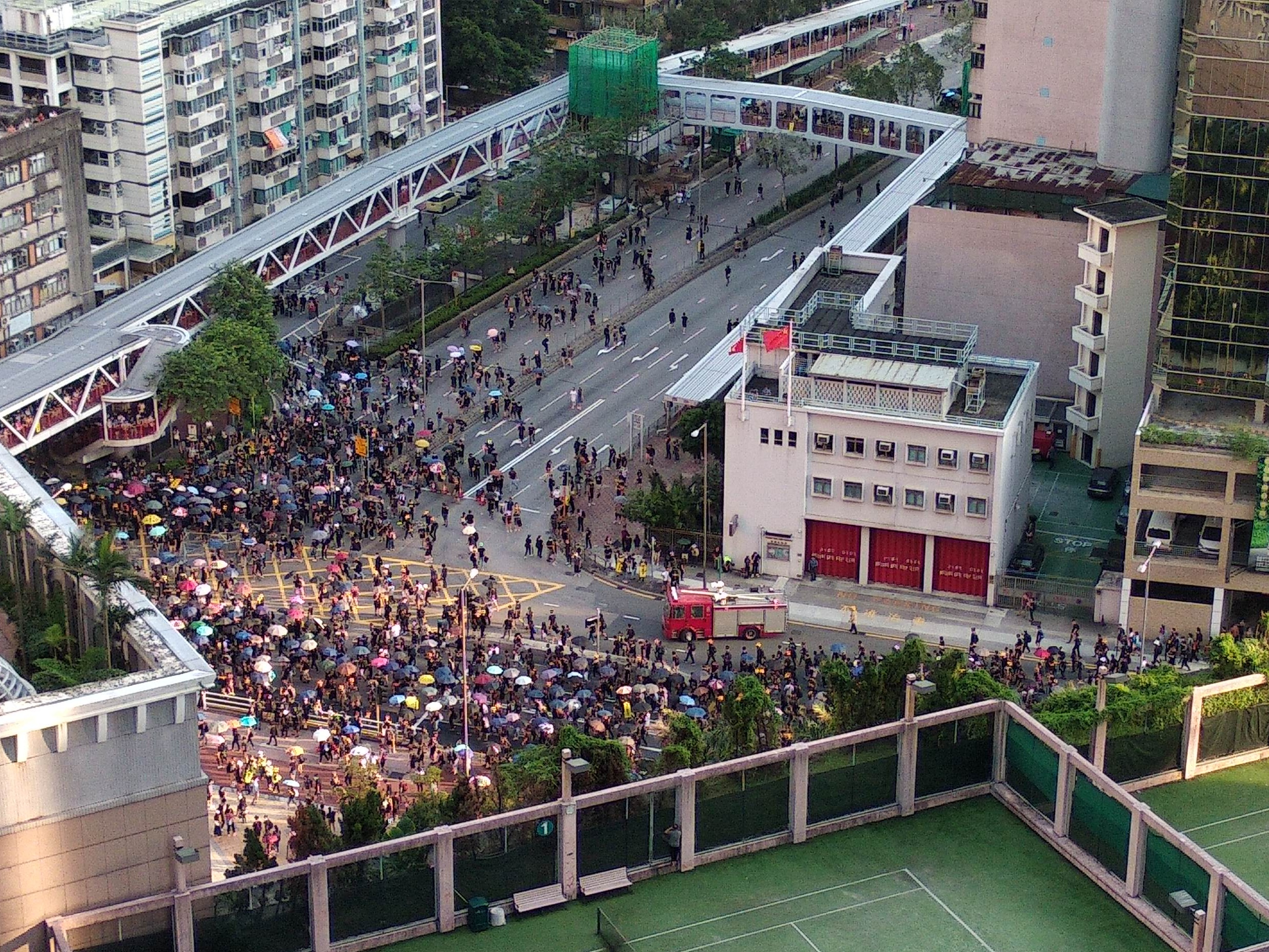
佔據荃灣青山公路和大涌道路面的示威者正往新界南警區總部方向撤退，同時讓路予消防車通過。

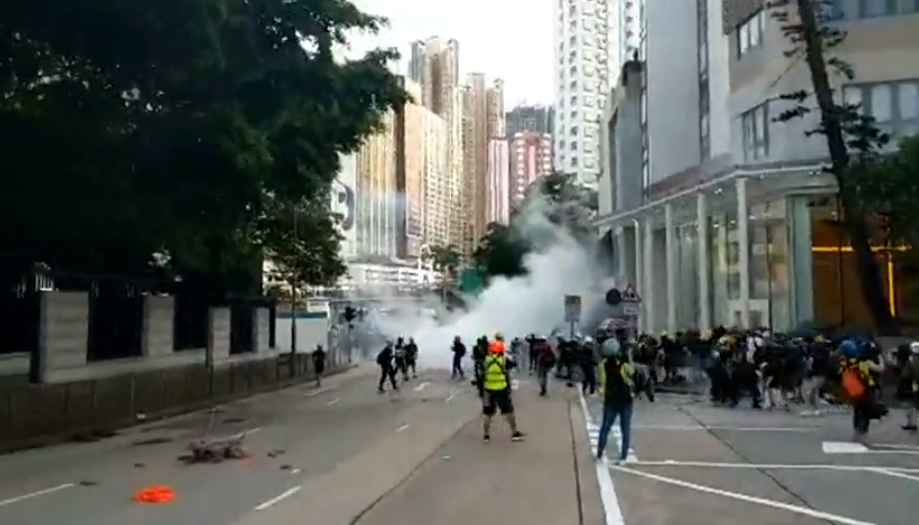
示威者向新界南總區警察總部擲物，警署內警察向示威者發射催淚彈驅散

下午2時左右，港鐵荃灣站外、青山公路－荃灣段有示威者行出馬路並設置路障；示威者其後設路障佔海壩街、大河道交界，其間當有巴士或小巴駛過，示威者會推開路障讓車經過，然後再佔。大河道及楊屋道交界後來亦被設路障，楊屋道原為6線行車，當時被佔4線，僅餘近楊屋道街市外的2線通車。楊屋道後來更出現警車被圍的情況。後有四架警車到場，楊屋道街市前示威者開始散去，惟示威者終仍在楊屋道設防線。有警員大叫表示「為你安全着想，請退回行人路」，而示威者則向警員大叫「黑社會」、「強姦犯」。有警員以警棍指向天橋市民，指「再掟嘢就拉晒你哋」，有警車被示威者塗污。下午三時半左右，楊屋道有過百穿黑衫的示威者在道路上架設路障，不讓車輛通行。有的士經過，欲前往九龍方向，但無法前進。示威者其時讓開一條路，的士倒車回到沙咀道。被塗污警車駛離現場，駕駛位置車門疑被損壞，無法關上。楊屋道警察也全數後退，期間示威者向警方投擲雜物，有警員亮出胡椒噴霧。全數警員後來登上警車離去。警員撤退後，示威者重新佔據大河道。
下午4时左右，青山公路－荃灣段與大河道交界有示威者以水馬設置路障，並以鐵通連起水馬陣。四时半左右，青山公路荃灣段近關門口街已設路障，現場過百人聚集；該處鄰近香港警察新界南總區總部。後來有人大叫往近愉景新城附近的荃灣警署，然後大批現場示威者沿馬路走往。
下午近5时，有人於荃灣警署表示「通行證掉了」想報案，警察叫佢地打電話、上網報案，「識唔識上網！」有約六位黑衣口罩人經過警署外，但未有行動，並向兩名人士提供協助。一街之隔附近荃景圍天橋底其时已設路障及遮陣。其後，大涌道往荃灣西站方向已被堵路。青山公路－荃灣段有大批黑衣人聚集，在愉景新城對出公路開始架設路障。示威者到警署外，大叫「黑社會」，又在停車場入口設路障。期間，青山公路－荃灣段有消防車經過，示威者讓路。區議員田北辰亦有到場，問示威者是否有訴求想說，又表示荃灣警署沒有拘捕人，想了解為何到上址。惟示威者不停叫田「走啦！」、「做咗咁多陰質野」、「你有份出賣！」。示威者其後在警署外掟蛋、石塊，並用綠色激光照射在警署內露台監視情况的警員。數名警員在警署露台內監視，他們持長盾，長盾上貼了反光膠紙，有長盾被蛋掟到。警署後來被示威者拆字。
荃灣警署有示威者在下午5时45分左右突然大喊轉場，示威者撤退至南豐中心集合。其後，大批示威者到新界南總區警察總部外聚集。警署外被噴上「黑社會」等字眼，警署內警察備有頭盔、長盾等防暴裝備，警方在警署內呼籲外面示威者盡快散去。也有示威者向新界南警察總部掟石，警方呼籲示威者停止衝擊。防暴警察其後出動，並不斷推進，不停發催淚彈，一分鐘內至少施放15枚。示威者其後稱要轉場至葵芳的警署（即葵涌警署）。

### 黃大仙

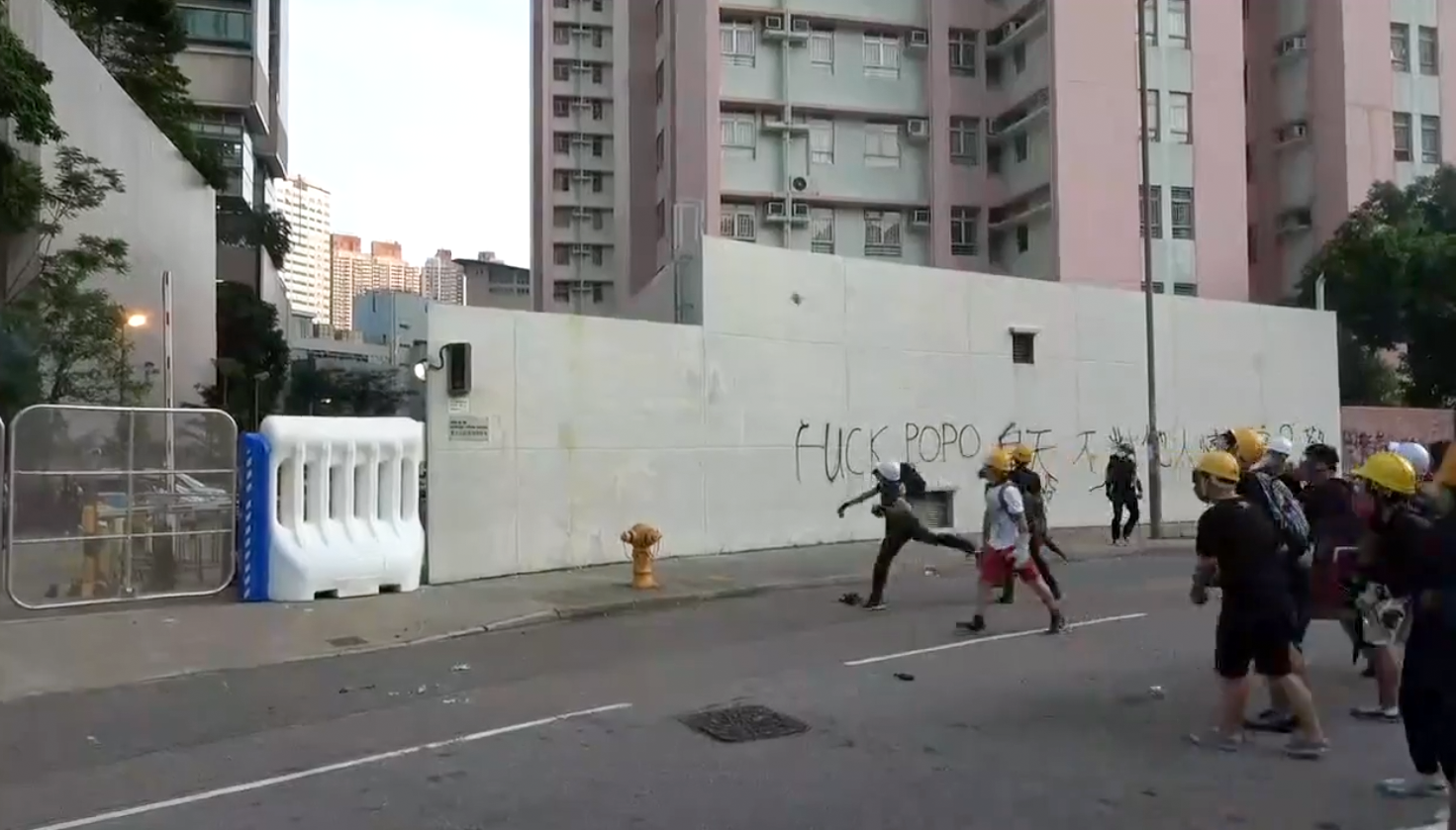
示威者塗鴉黃大仙紀律部隊宿舍外牆，並向該範圍扔雞蛋和磚頭等雜物

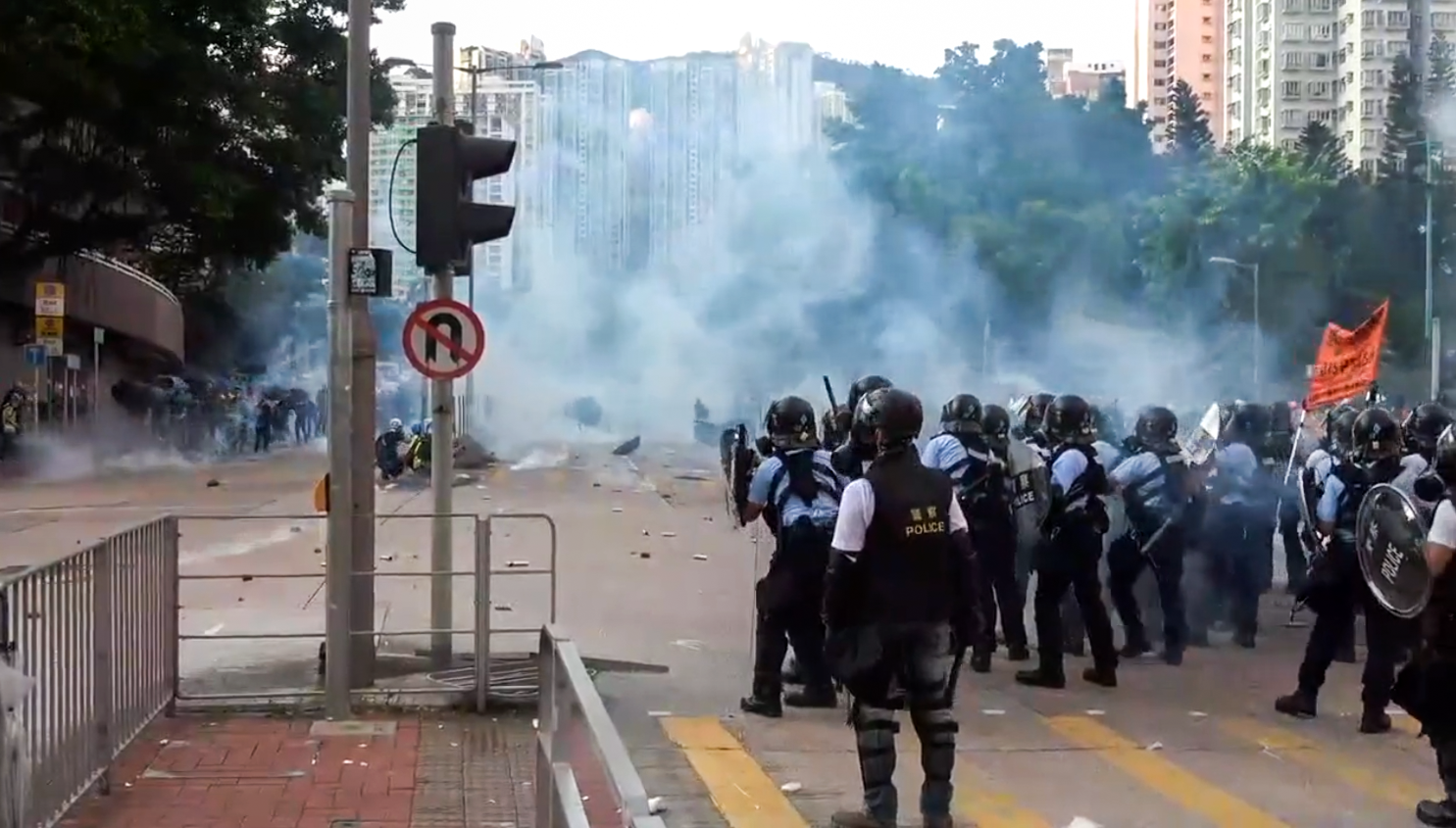
軍裝警員在沙田坳道施放催淚彈驅散

下午2時，集會內示威者開始佔據龍翔道，不久即被警方施放多枚催淚彈清場。示威者退守至黃大仙道等地方，少部份示威者轉到其他地方。警方亦於清場後離開。稍後示威者於下午四時左右重新佔領龍翔道，警方未有重新清場，氣氛短暫回復平靜。之後有部份示威者沿沙田坳道前往衝擊黃大仙警署及鄰近紀律部隊宿舍。示威者塗鴉兩者外牆並向其扔雞蛋和磚頭等雜物。隨後防暴警察於沙田坳道施放催淚彈驅散示威者，示威者後退但未有離開，部分前線示威者撲滅催淚彈或將扔回警方防線。警方之後仍不斷施放多枚催淚彈及舉起橙旗警告開槍，但未能驅散示威者，雙方持續對峙。之後，示威者於警方出現失誤之際開始推進，並用磚頭扔向防暴警察，成功迫使警方退守至警署，示威者一度取得攻勢。示威者重返警署及紀律部隊宿舍門外。示威者繼續塗鴉兩者外牆並以磚頭和丫叉等攻擊宿舍窗戶，5樓以下多個單位窗戶被破壞，亦有示威者在門外放火。警方於警署內持續向睦鄰街施放催淚彈，以圖驅趕門外示威者，但催淚彈被示威者扔回警署。雙方對峙至入黑後。
晚上8時許，防暴警察重返沙田坳道，連同速龍小隊向前快速推進，示威者隨即跑離沙田坳道及龍翔道並返回黃大仙廣場及黃大仙道，原先佔領位置短時間內失守。期間沙田坳道的街燈於防暴警察快速推進期間突然熄滅，使現場環境非常黑暗，記者難以拍攝。之後防暴警察更一度衝入原先已取得不反對通知書的黃大仙廣場，並拘捕多名示威者。立法會議員譚文豪在場理論，指現時仍是不反對通知書的有效時間，警方不應清場。示威者逃往黃大仙中心，黃大仙道，有更部分示威者更向竹園及慈雲山方向逃去。警方於晚上9時左右完成清場並重開路面，大量防暴警察於黃大仙巡邏並截查市民。示威者大致散去，或到其他示威者支援，未有重返。
警方於黃大仙發射多枚催淚彈，有催淚煙飄入民居，更有0歲嬰兒吸入催淚煙不適送院。

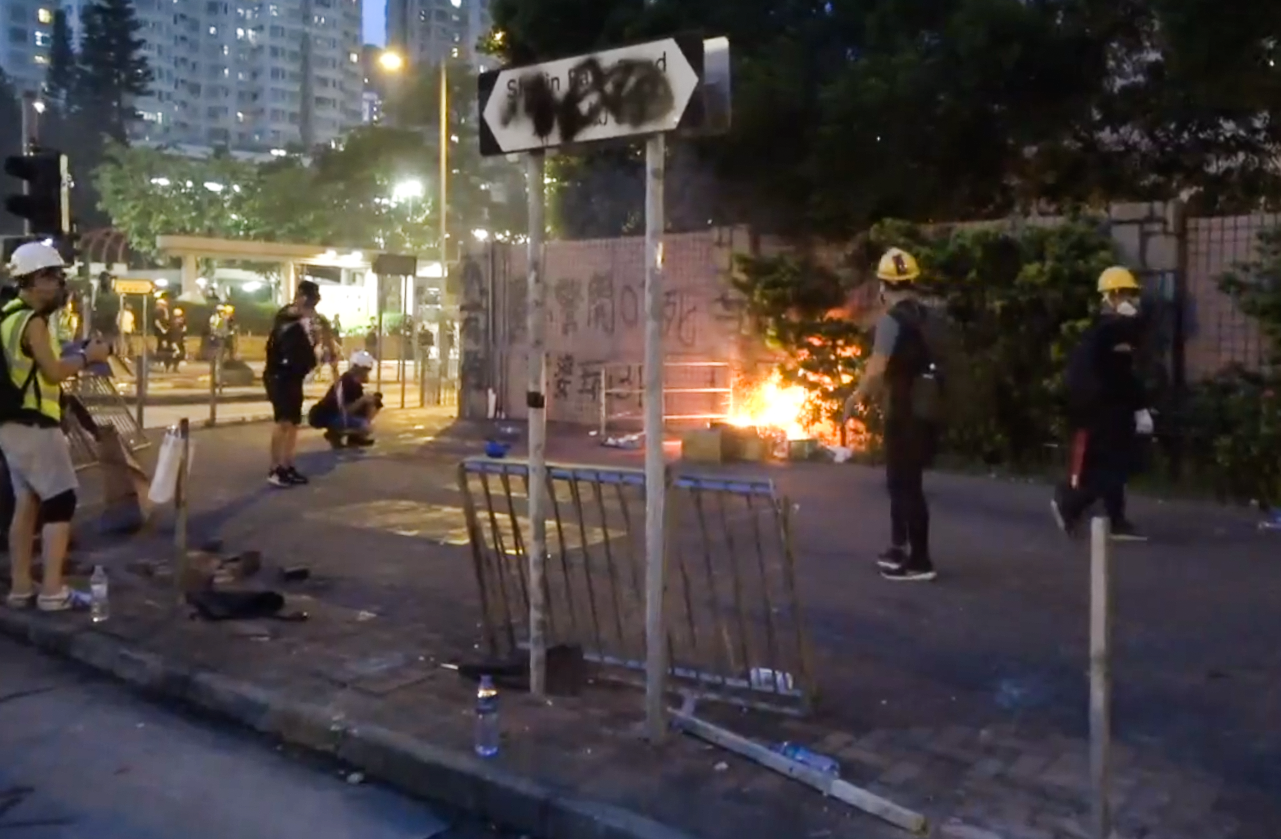
示威者在紀律部隊宿舍門外放火
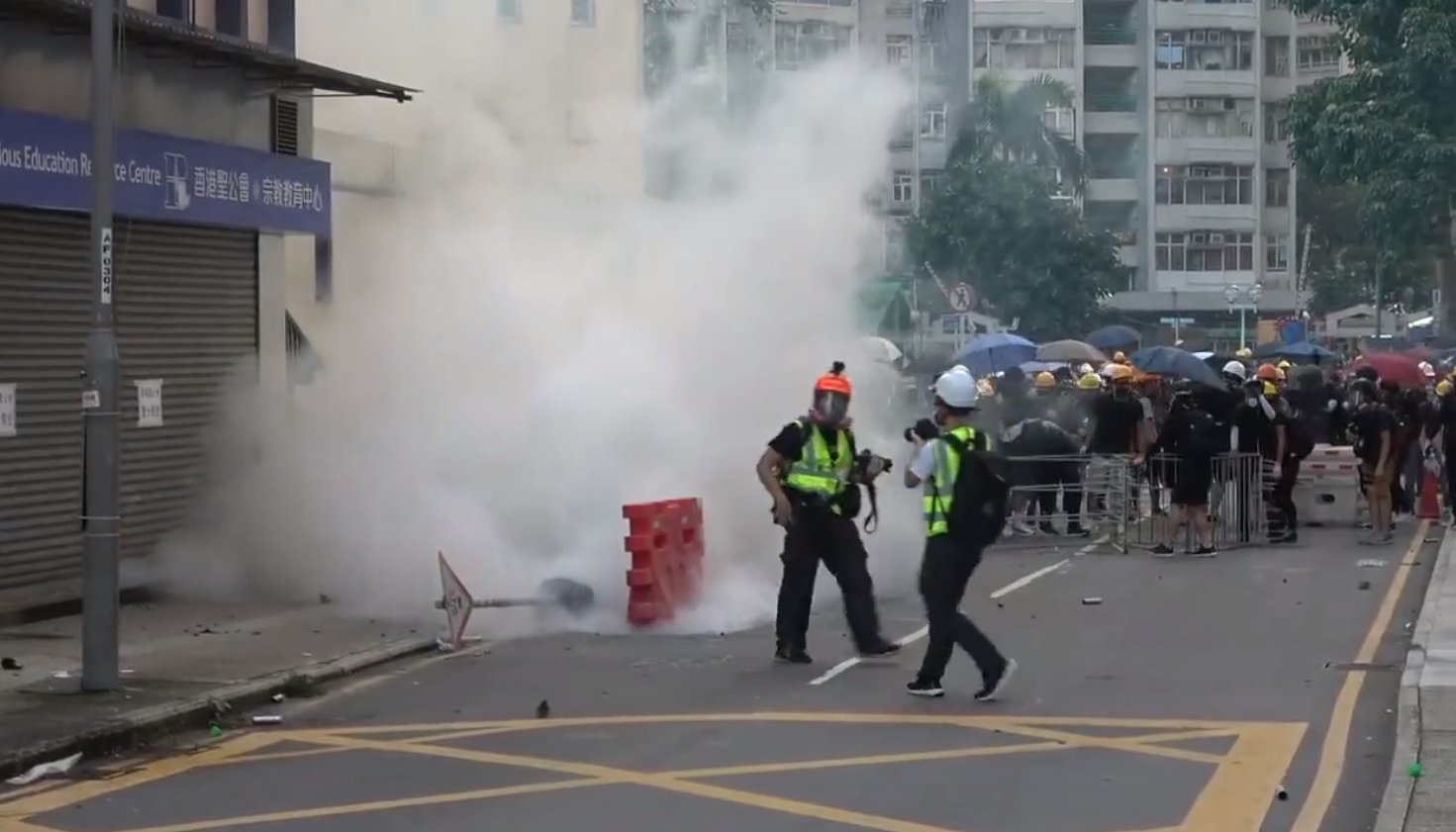
警方在內街發射催淚彈
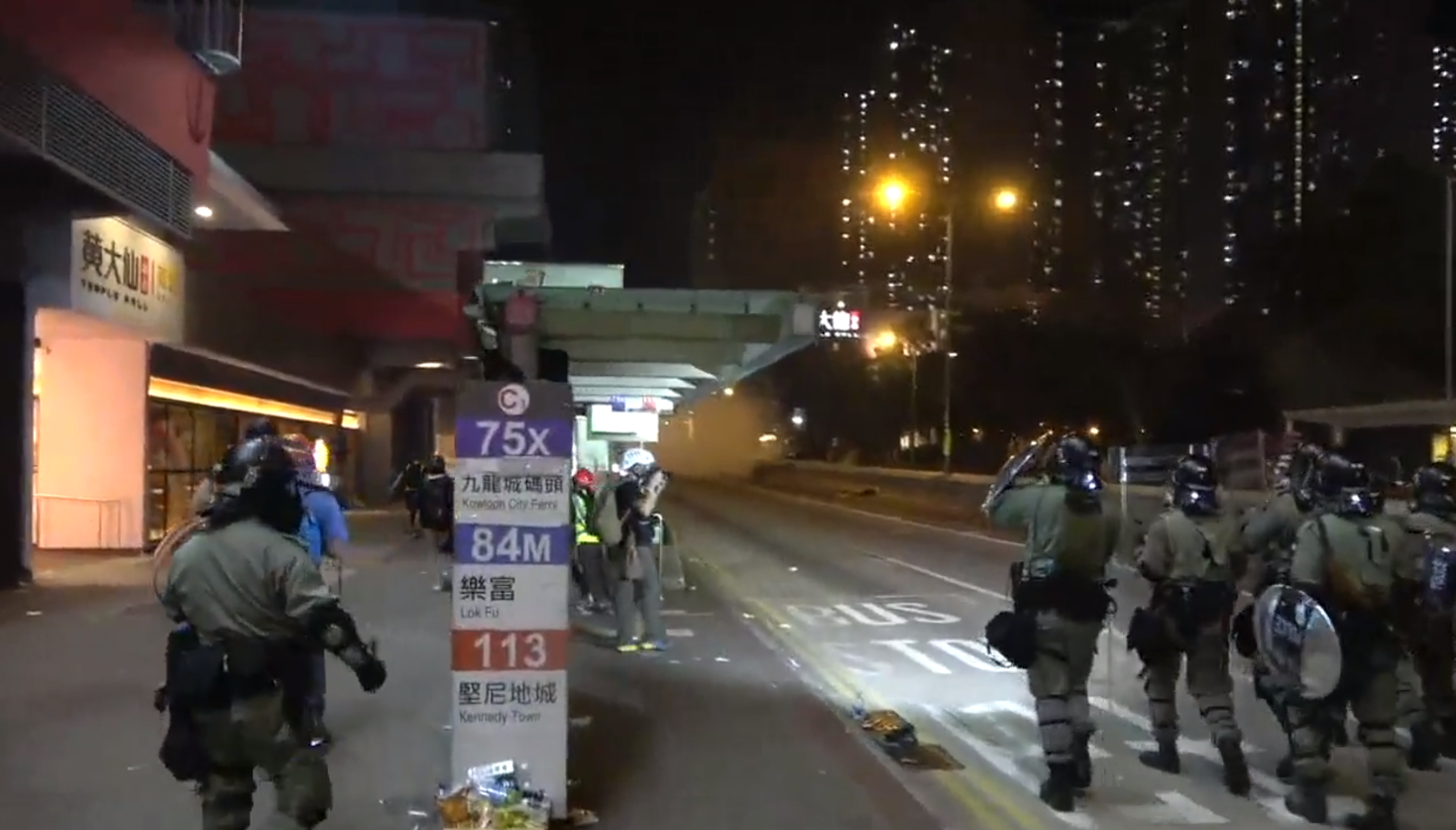
防暴警到龍翔道驅散並發射催淚彈
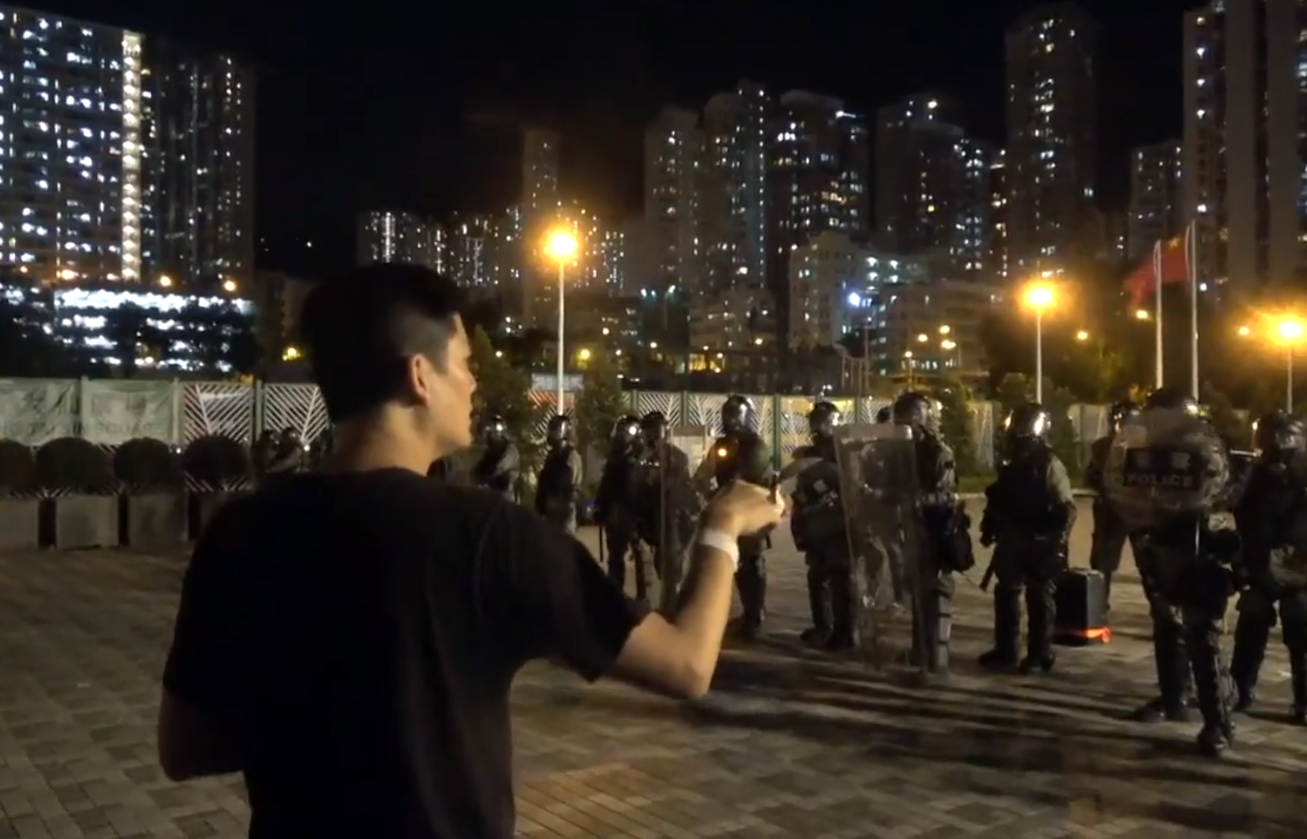
譚文豪在黃大仙廣場與警員理論，指指不反對通知書仍有效
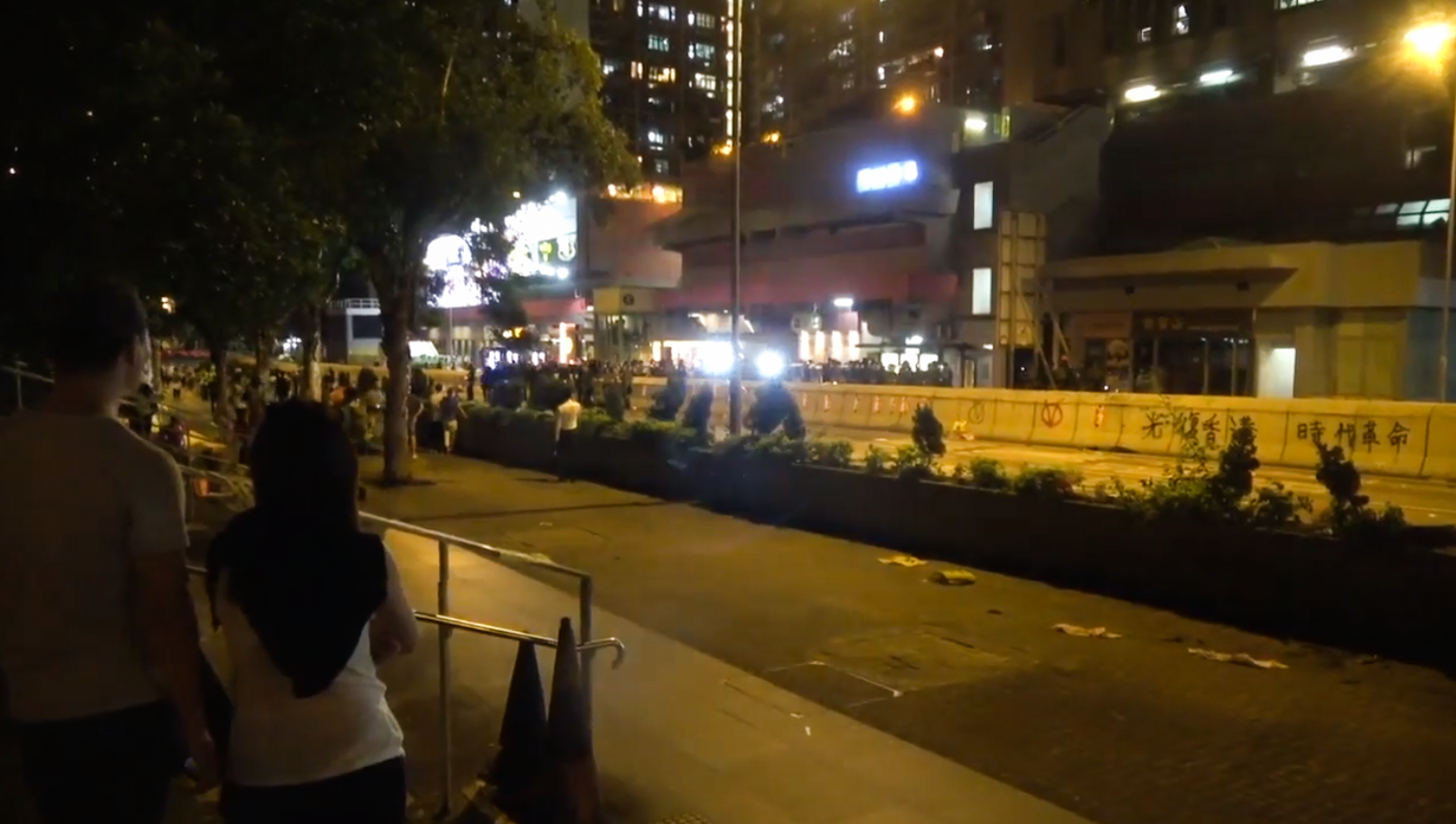
警方於晚上9時左右完成龍翔道清場
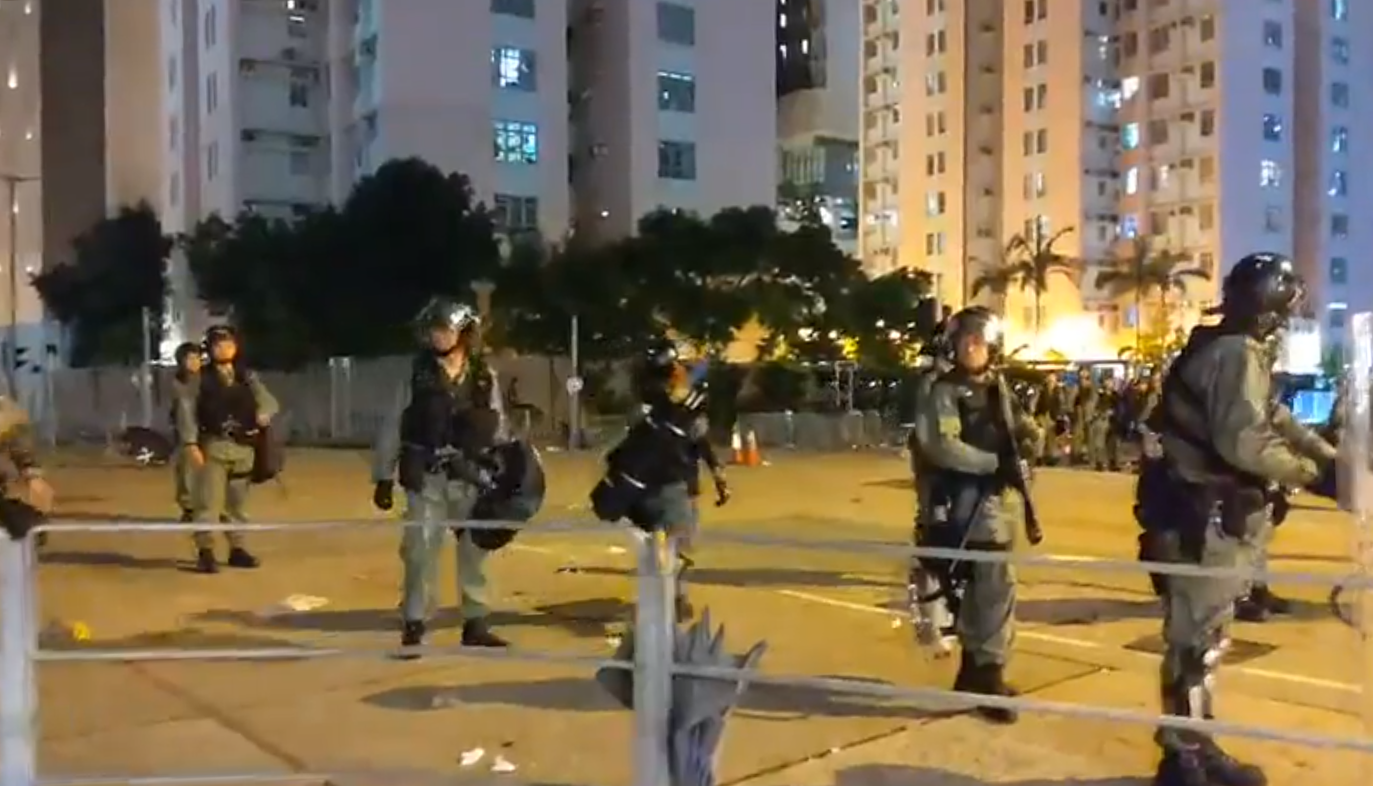
防暴警員在沙田坳道持槍戒備

### 大埔

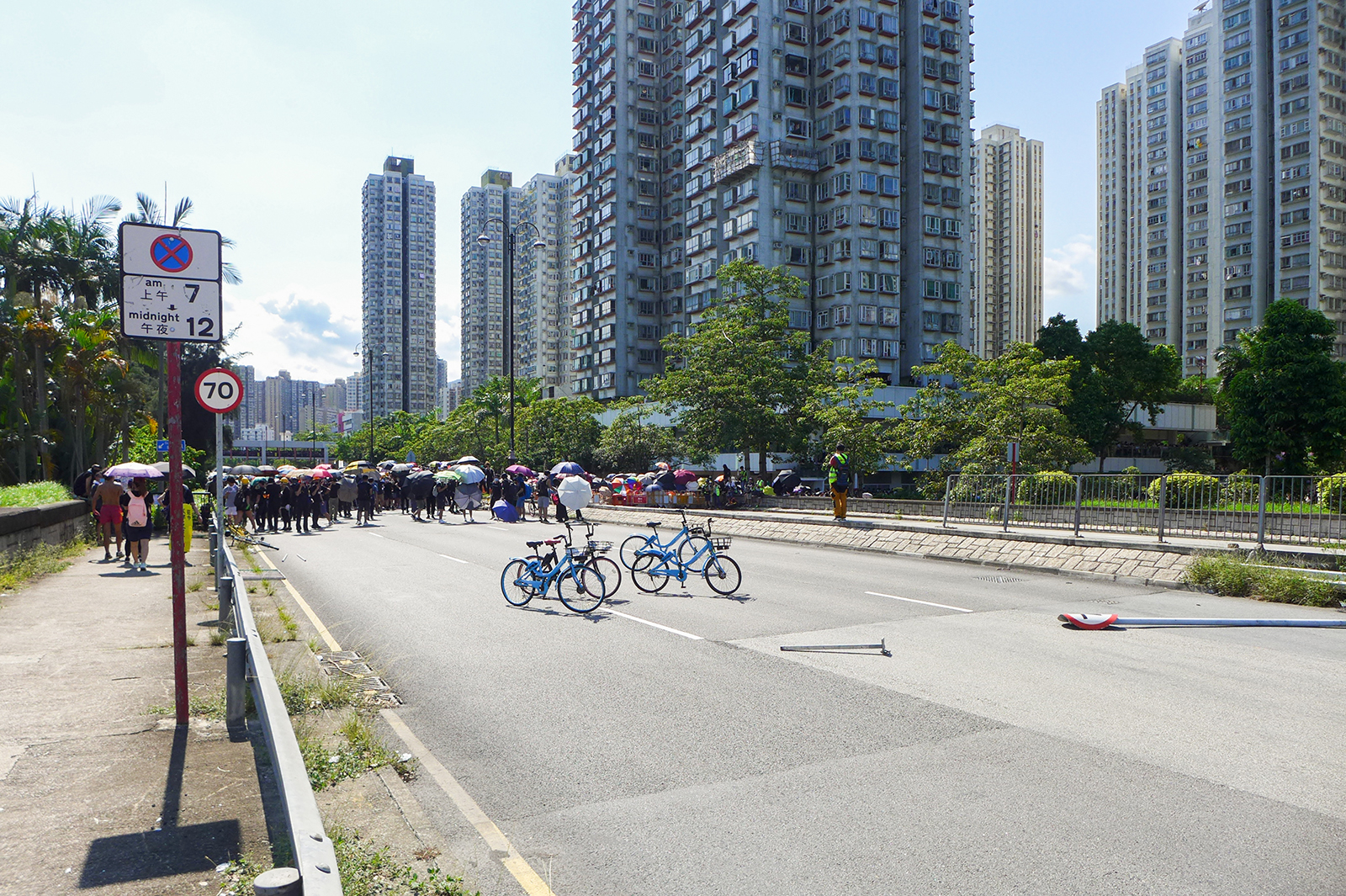
大埔太和路的示威者，擺放單車和拆除鐵欄作為路障

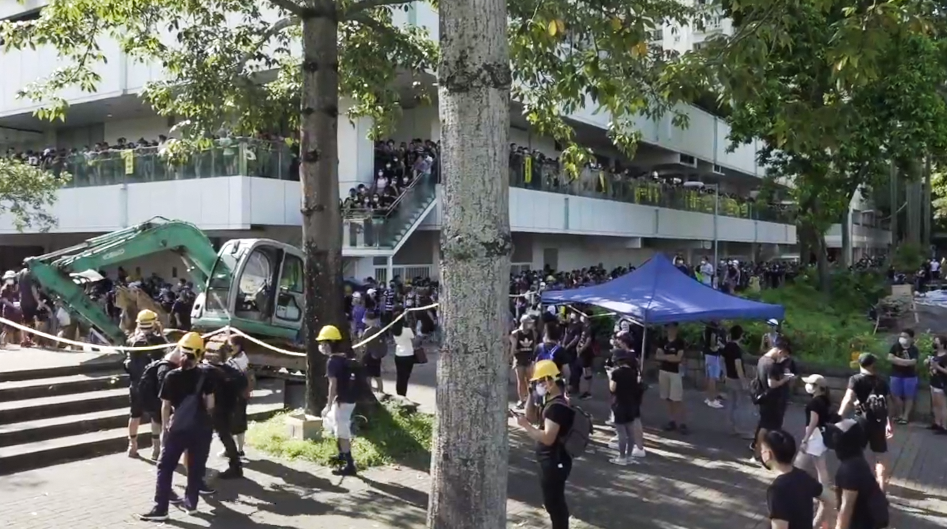
大埔太和路現場有示威人士出動鏟泥車

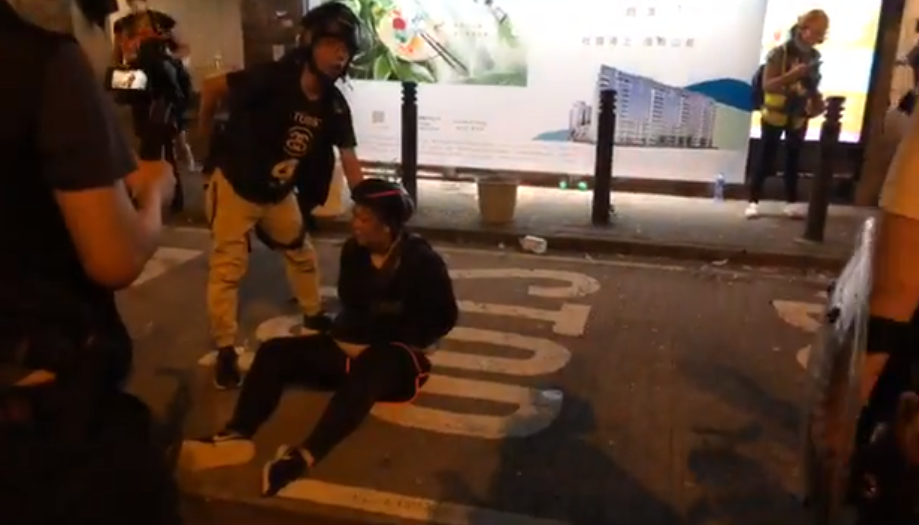
晚上8時43分，警方在大埔太和路突然加速清場，有走避不及的示威者在商場外被捕

下午2時，有人發動上街，逾千名巿民響應，往大埔警署方向遊行。大批身穿黑衣的示威者先佔據埔安慈路與汀角路，並在路邊拆鐵欄和擺放單車作為路障封鎖來回行車線，之後再到太和路攔截車輛，再向警署方向進逼。而20多名防暴警已經在大埔太和路及南運路十字路口戎備，警方在下午3時36分舉黑旗。
接近下午3時，示威者在大埔超級城及警署之間與20多名防暴警察對峙，其間有示威者掘磚，並用巨型丫叉朝警署投射，亦有人向警署射彈珠，現場更首見有示威人士出動鏟泥車，協助大規模挖磚。
下午4時，防暴警在新興花園一條行人天橋下，上下包抄示威者，更一度施放催淚煙，但有巿民拍攝到，催淚煙在防暴警隊中間爆開，未知是走火還是失準，催淚器射到天橋底反彈下來，令警隊自食其果。事後現場有大量市民嘲笑警方「自爆」。
到下午4時50分，防暴警在新興花園往大埔超級城的行人天橋上下包抄示威者。到下午5時到晚上近7時，防暴警在南運路連放逾100枚催淚彈作清場行動。當中晚上近7時，警方一次過施放近40枚催淚彈。現場彌漫大量煙霧。大批示威者後退和慌忙走避，周邊場面非常混亂。而大埔超級城商場內部亦瀰漫大量催淚煙氣味。有市民表示眼睛灼痛，不斷咳嗽。而兩名路過的青年向南運路近新興花園位置離開時，突然被防暴警拘捕並搜身，街坊不滿並高呼「放人」，批評警方胡亂拘捕市民。
晚上約7時，示威者向警方掟磚突襲，原本坐地休息警員立即「彈起身」連發多枚催淚彈，期間有示威者以自製汽油彈擲向警方，汽油彈在警方防線前約10米着地，火光熊熊，燒着地上雜物，其後又有人在超市手推車上放置紙皮並點火，但未有推向警員，無人受傷。
到晚上8時45分，防暴警突然加速清場，有5名走避不及的示威者在商場外被捕。其中一名女子情緒激動，要由救護車接走。到11時，新興花園通往大埔超級城的行人天橋下，市民在叫罵天橋上的警員，大叫「香港警察知法犯法」、「大埔唔歡迎你哋」和「黑警可恥」等口號，以及要求警察「收隊」離開。其後，大埔區議員關永業連同社工到場與警方商議，但市民不滿警方向民居施放多枚催淚彈。凌晨1時，逾百名防暴警清場後在周圍巡邏，當發現有居民在屋苑平台停留和叫囂時，卻被警方要求回家。

### 沙田

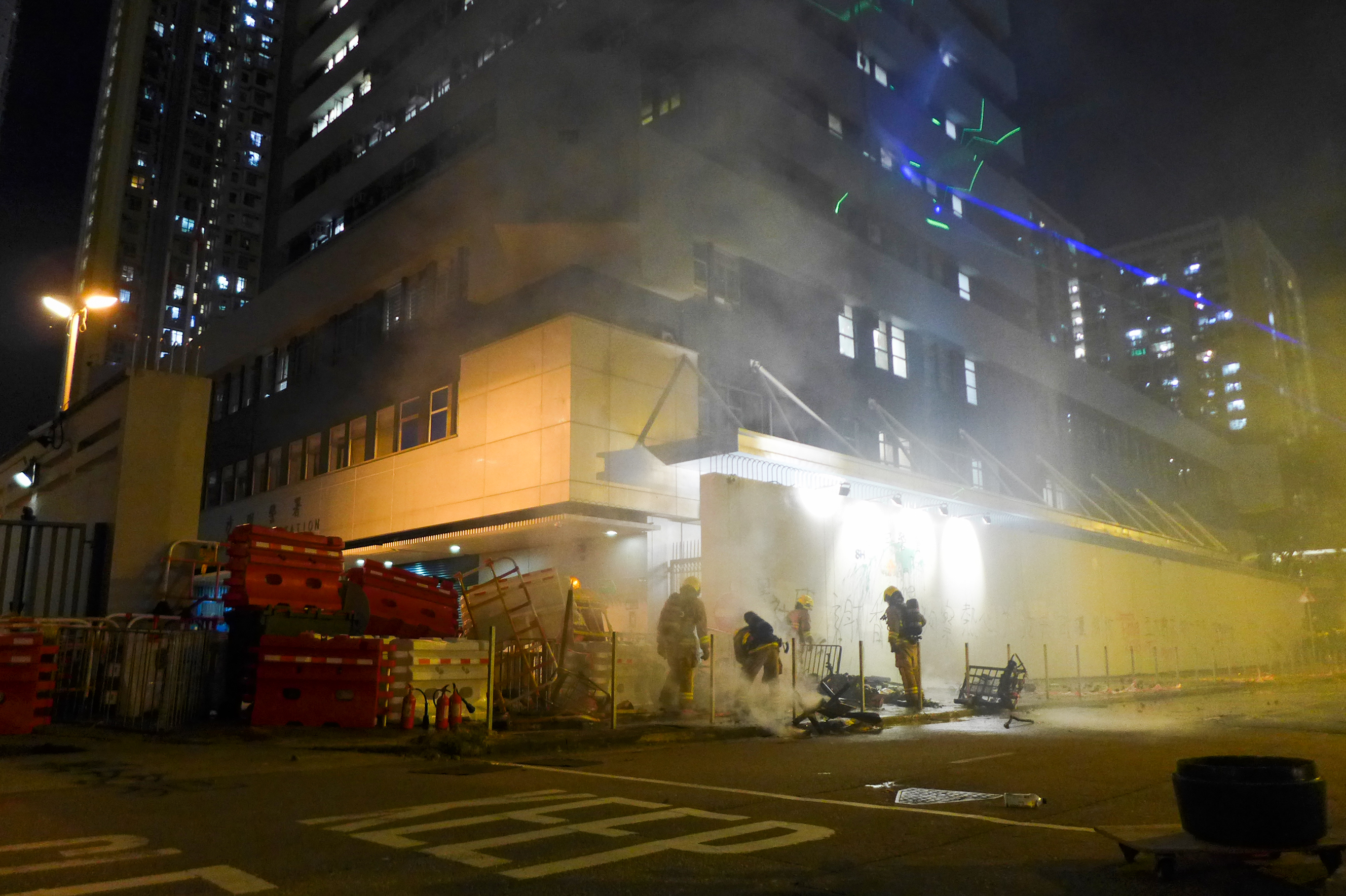
晚上7時，示威者在沙田警署外點燃水馬、鐵馬等堆砌的雜物，消防其後用滅火筒灌救。

下午約3時，有示威者包圍沙田警署，並在警署外牆塗鴉，向警署內掉雞蛋，更有人挖起磚頭以巨型丫叉射向警署。下午近4時，亦有示威者佔據源禾路和沙田鄉事會路，之後在大埔公路沙田段設置路障。下午5時20分，有的士試圖高速衝破路障，並險撞向示威者，幸能及時避開。
到晚上7時，示威者在沙田警署外點燃水馬、鐵馬等堆砌的雜物，期間焚燒的雜物堆中更傳出爆炸聲。消防其後用滅火筒灌救。而源禾路和沙田鄉事會路顯得平靜，示威者在馬路上休息。警方在晚上11時30分清場前，示威者已經離開。

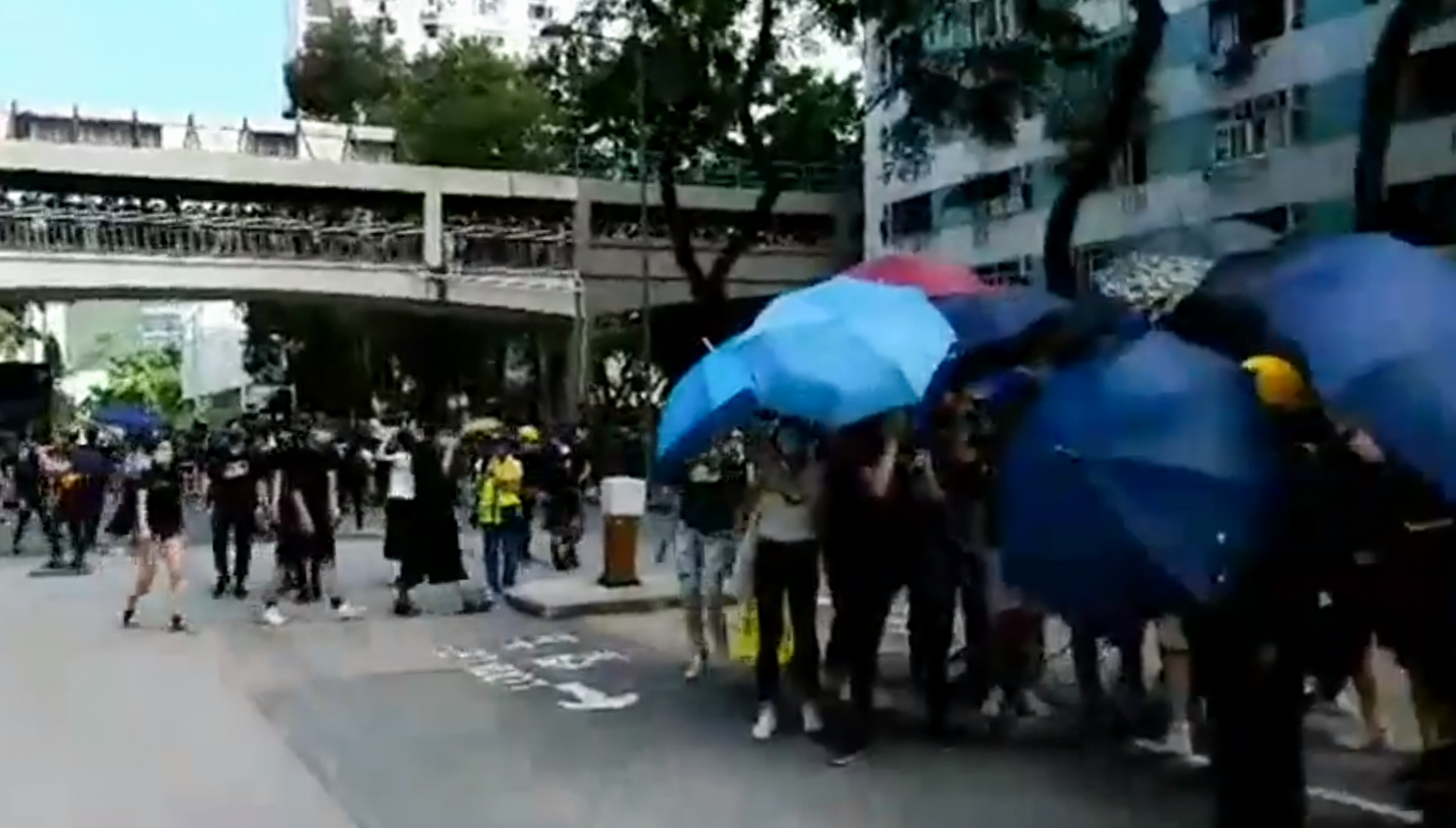
示威者佔據沙田警署外
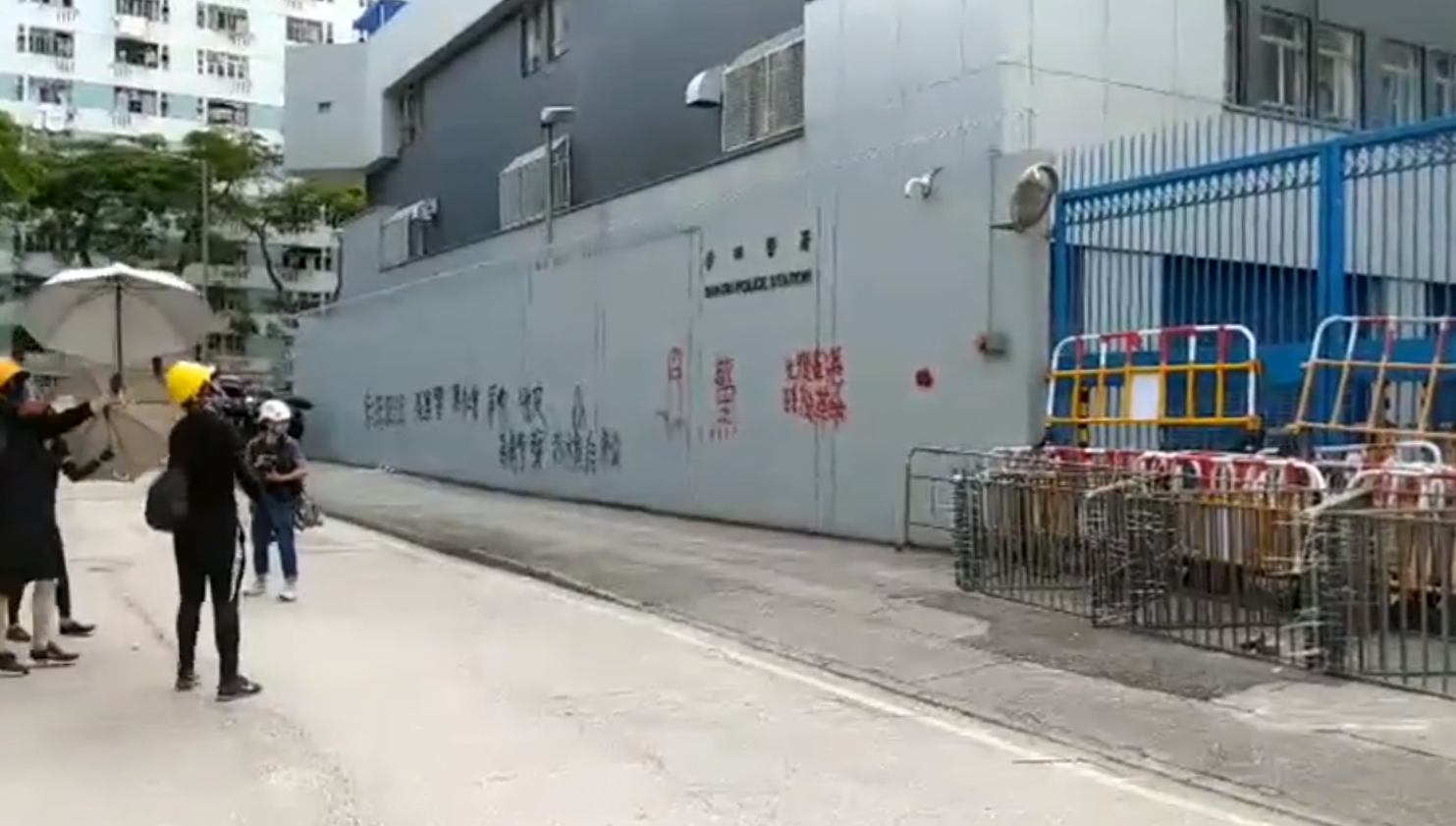
沙田警署外的塗鴉和路障
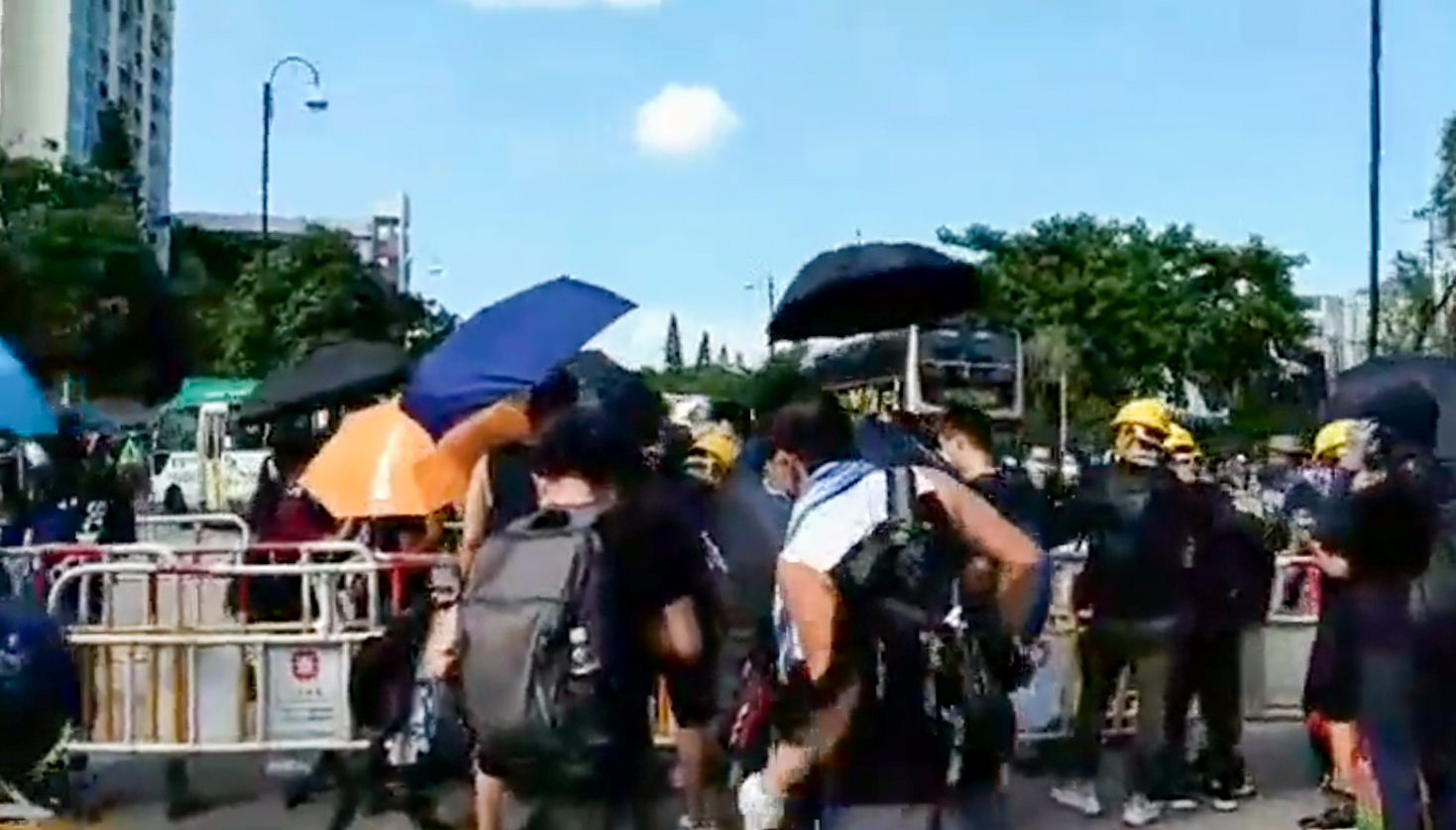
示威者佔據源禾路，並設置路障
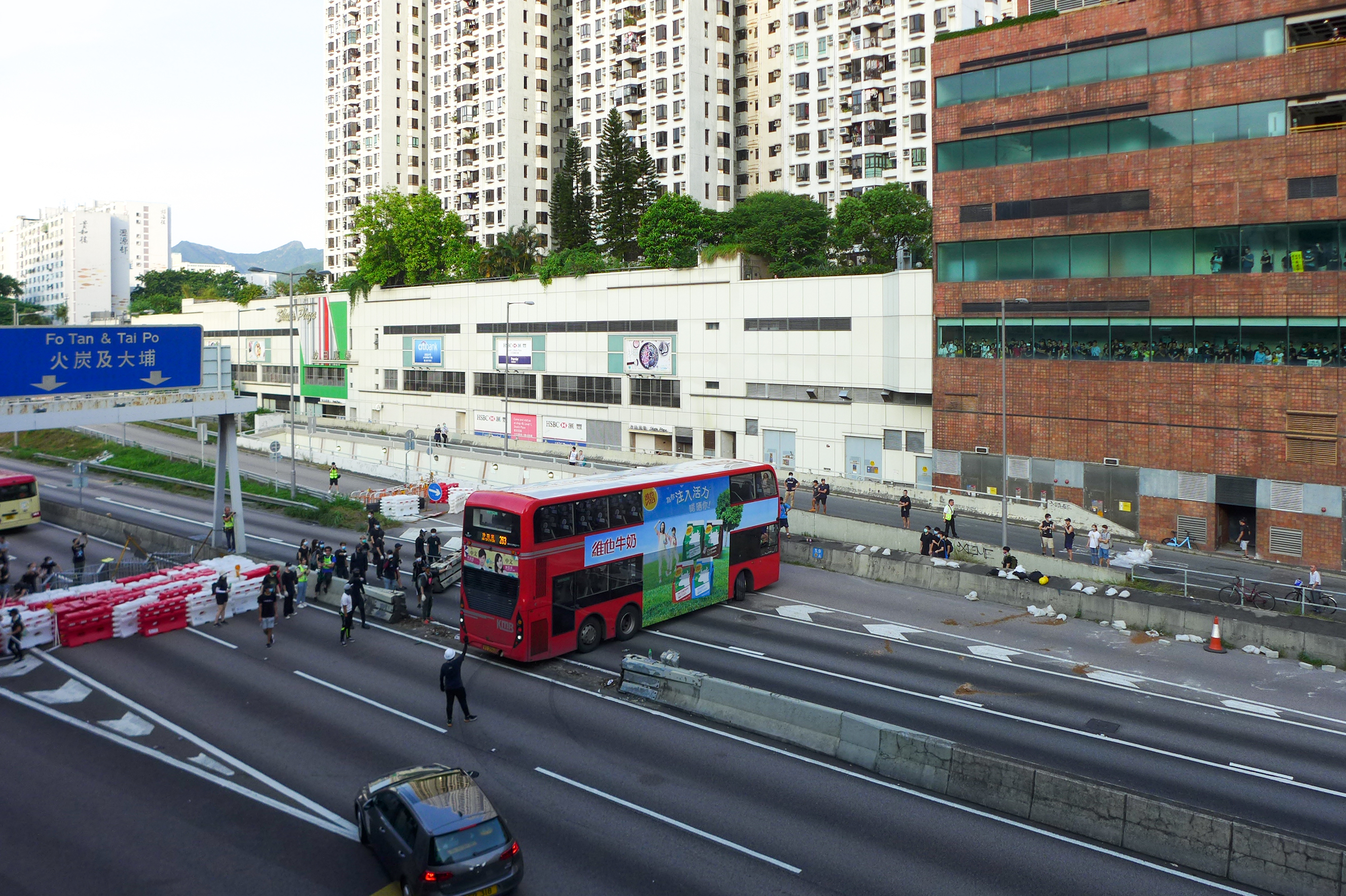
下午5時45分，示威者在大埔公路沙田段利用鐵馬等雜物堆砌路障

### 深水埗
晚上，示威者在深水埗警署附近的荔枝角道及欽州街交界聚集，警方在晚上8時30分起，向示威者和記者發射大量催淚彈，防止靠近警署。有催淚彈更投上行人天橋內，不少市民走入商場。一名在「采風電影」從事兼職攝影師的珠海學院學生遭催淚彈擊中受傷，其左眼角將留下2厘米永久傷痕。警方行動引起警員和市民對罵，其中一名50歲清潔工因阻擋防暴警長截查，而被控阻差辦公罪。

## 天水圍警署外衝突

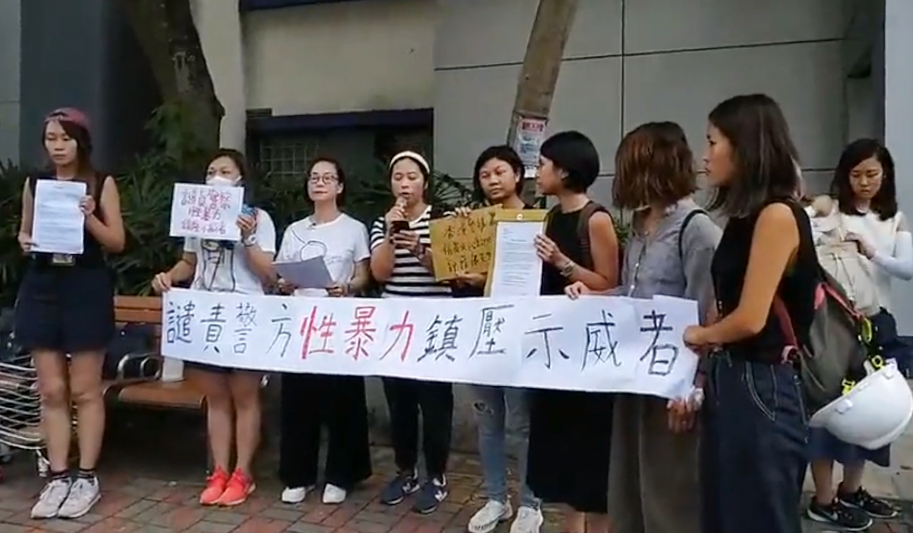
關注婦女性暴力協會到天水圍警署遞交請願信，譴責警方行為牽涉性暴力行徑

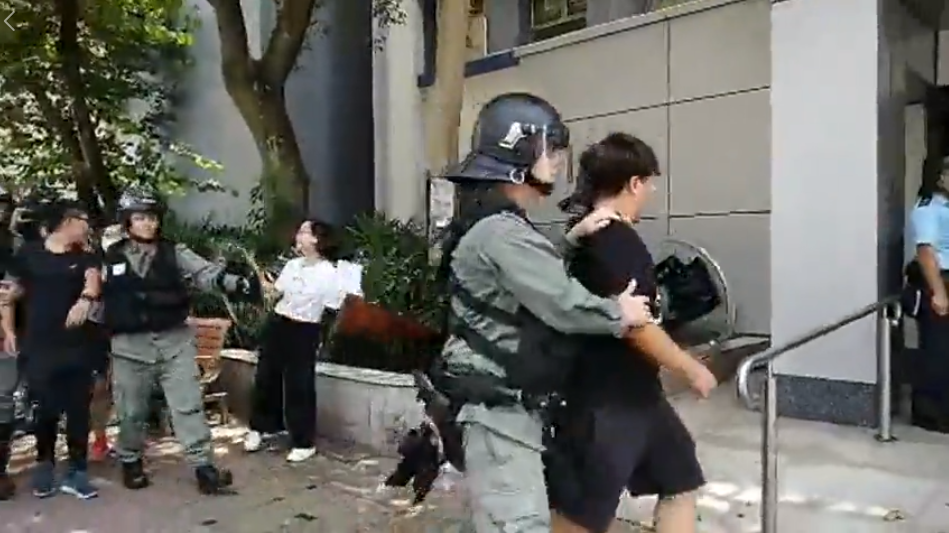
大量在天盛街市外被捕人士被送往天水圍警署

下午1時許，一批示威者到天水圍警署外聚集，聲援昨日在天水圍被捕期間被走光的一名少女。關注婦女性暴力協會到到天水圍警署遞交請願信，批評警方拘捕行動使用不必要的武力及剝奪當事人的身體自主權，認為行為涉及性暴力，期望警方對受害人及公眾致歉。
其後防暴警察突然出動，制服一批示威者並施放催淚彈。期間警員包圍一批示威者，不讓他們離開，押解其他人聚集一起在行人路，要求示威者高舉雙手並除下口罩，之後押進警署內繼續調查，其中一名被捕人士，為13歲女童。其他示威者一直在附近聚集。有76名示威者在天水圍警署門外聲援期間，被防暴警拘捕，有人受傷。
到下午近2時40分，示威者多次向警員投擲磚頭和雜物，警方再次舉起黑旗，在半小時內施放了兩輪的催淚彈，示威者向天耀邨等方向散去。到晚上，警方多次施放催淚彈。

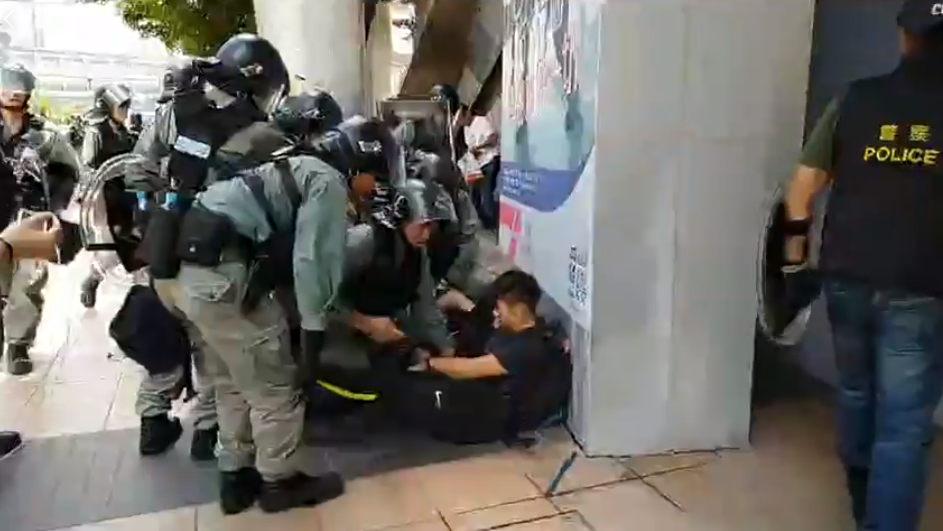
防暴警察突然出動，在天盛街市外制服一批示威者
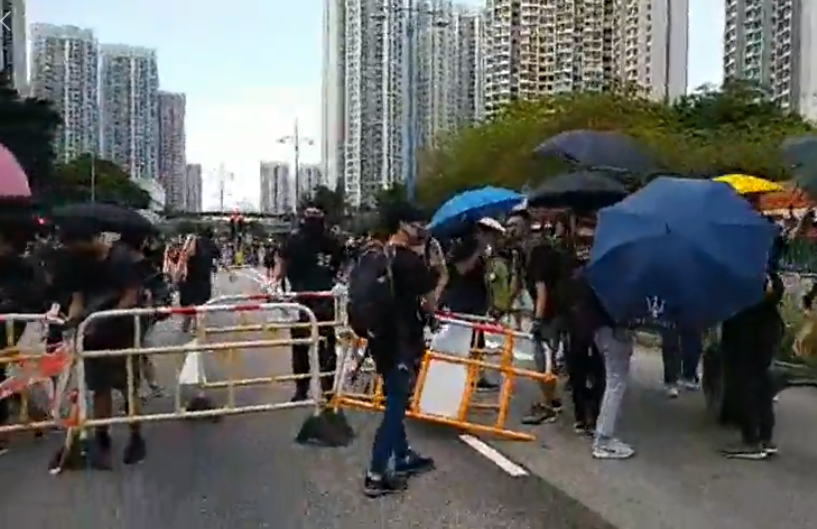
下午1時許，示威者在天耀路築起路障和佔領，但警員很快出動
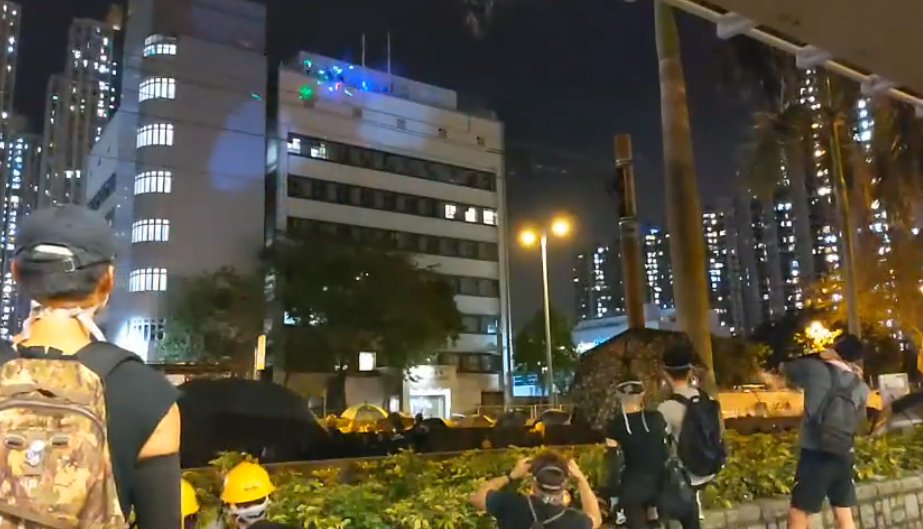
晚上，示威者向警署射鐳射光
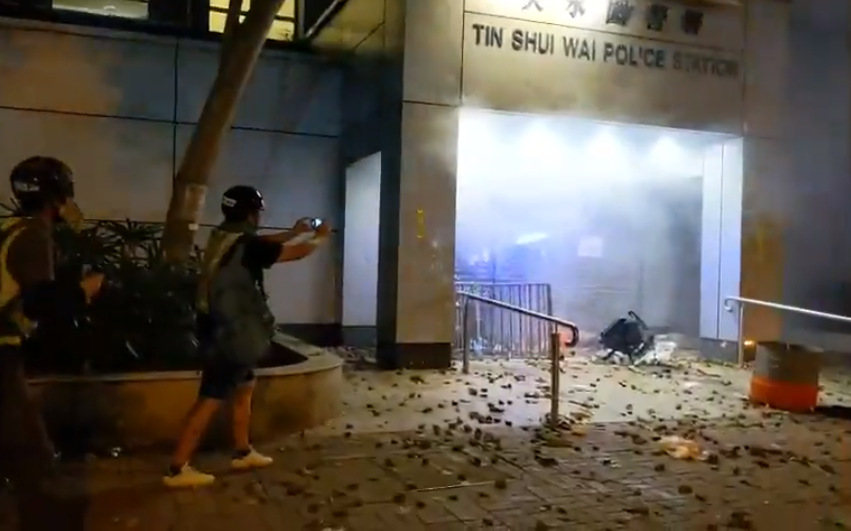
警員在天水圍警署門口發射催淚彈
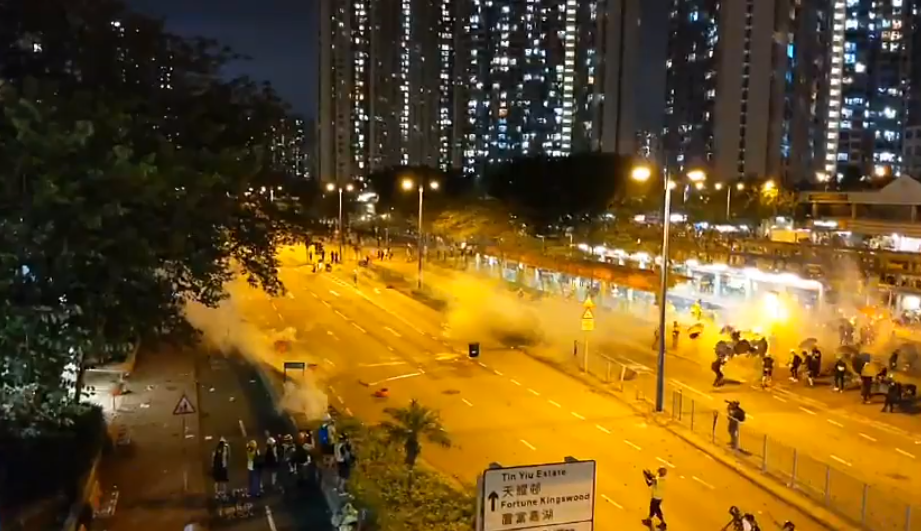
警方多次向天耀路施放催淚彈

## 不同政見人士襲擊事件

### 北角
警方於晚上約7時接報北角發生打鬥事件，但因警署被示威者包圍，直至晚上11時防暴警察才能到場。有傳言指白衣人是來自香港第一青年會義工團。
另外，晚上約8時，十多名藍衣人士嘗試拆毀示威者設置的路障。晚上約11點，多名藍衣及白衣人士持刀、鐵通及木棍追打身穿黑衣的市民，部分人被斬至見骨。對此，工聯會認為上述事件證明若修例風波令法治消失，市民可能要自己保護自己。

### 粉嶺
港鐵粉嶺站對開「連儂牆」行人天橋，一名身穿黃色外套、手持鐵錘的中年漢，突然以雙手捉緊一名身穿白色衫的男子，並惡言相向。期間另一名身穿白衫、手持雨傘男子上前喝止，中年漢揮動鐵錘襲擊，在場人士大叫：「唔好打」。

### 荃灣
夜晚11时左右，民間人權陣線副召集人陳皓桓在眾安街麥當勞餐廳看见约40名中年白衣人追打记者。餐厅多人前往阻止，白衣人转入内街，其中2人捉住一名黑衣男，用刀砍向他的手和脚，头、手和脚。傷者身中3刀，手腳大量流血。众多示威者向白衣人前冲，白衣人四散逃离。而两名白衣人则未有逃离而继续袭击反被包围及被打。事发地二坡坊被指為黑社會聚集的地方。

### 元朗

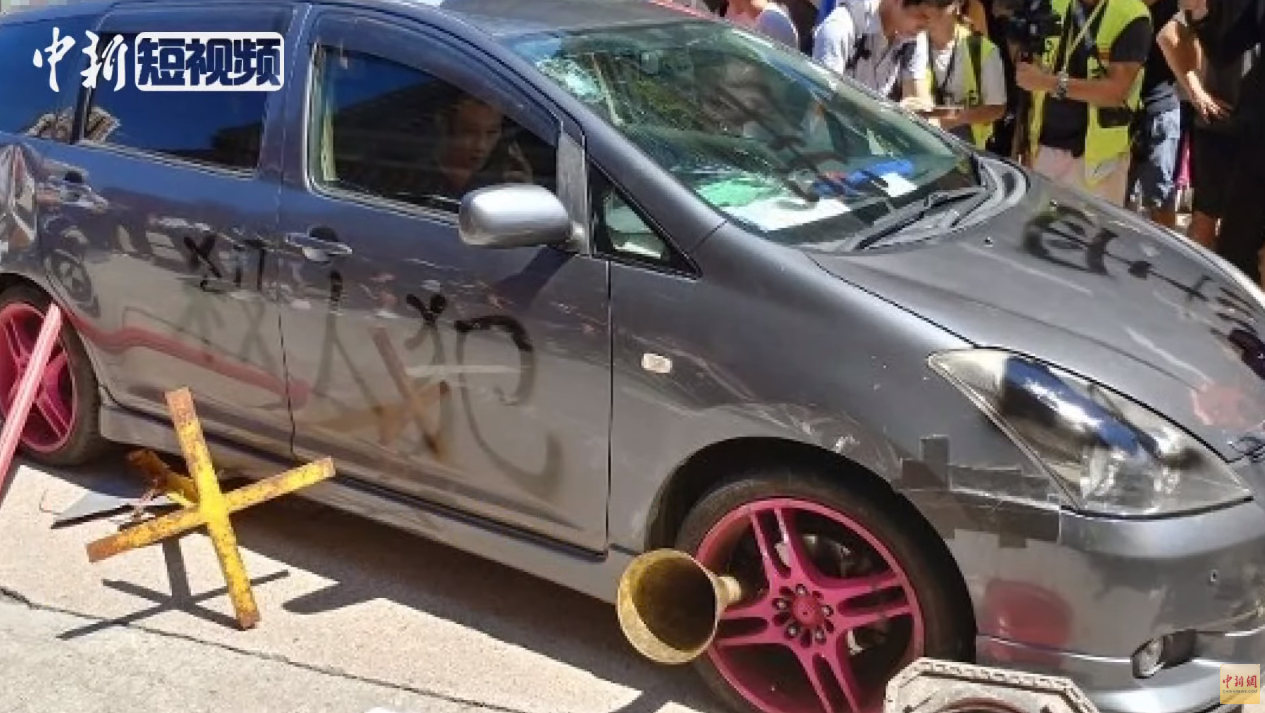
一輪私家車突然衝過示威者架設的路障後，示威者用喷漆在车头和车身上喷上「殺人犯」字句，车窗被破壞

早上10時許，多名示威者在青山公路－元朗段近新元朗中心位置以水馬作路障堵塞道路，期間，一輪私家車駛經該處時不滿被水馬阻礙而開車衝過路障。有示威者表示司機開車衝過路障時撞到人，及後司機被示威者包圍，又以噴漆在車頭上及車身噴上侮辱性字句，並破壞車窗。期後示威者放回他和讓他回車上拿東西，該名司機即嘗試將車退後，然後再高速駛前及撞開路障，以逃離現場。期間有部分示威者以雨傘及行山杖扑打車窗。司機沒有理會和繼續撞開水馬。多名示威者閃避不及跌倒受傷。警方接報到場後，列為交通事故有人受傷肇事後離去。

## 後續及各界迴響

### 警方拘捕及驅散行動
警方公佈，8月5日共拘捕了189名示威者，年齡介乎13至76歲。涉及非法集結、襲警、阻礙警務人員執行職務和藏有攻擊性武器。警方共發射了約20發海綿彈、140發橡膠子彈及約800發催淚彈。

### 譴責示威者
香港中華廠商聯合會批評示威者包圍警署造成混亂，影響香港的營商環境。「廿三萬監察」發言人王國興表示，「大三罷」淪為大破壞、大搗亂、大塞車，影響香港市民，強烈批評支持「大三罷」行動的二十多名民主派立法會議員，認為他們呼籲民眾罷工，不應領取作為立法會議員的薪金。

### 民間記者會
8月6日早上11時，3名市民戴上頭盔及口罩，於旺角的辦公室舉行召開民間記者會。發言人指，記者會是要「反擊」香港政府不盡不實的說法，「以正視聽」，可集合主流媒體未有報道的聲音。發言人在記者會中批評警方在多次清場行動濫權、使用過度武力，令在場市民受到驚嚇；他們同時促請政府回應「五大訴求」，令社會回復穩定。他們同時強調，他們絕非任何運動的大台，並不代表前線抗爭人士。

### 市面破壞
運輸署表示有約200組路口交通燈損毁，包括剪斷交通燈外露的電線和噴黑交通燈。經搶修後，在8月6日下午2時半仍有70多組未能回復運作，主要集中在灣仔軒尼詩道、九龍彌敦道和青山公路－荃灣段一帶，不時出現交通擠塞。而路政署表示有10多區的欄杆和路磚被拆走、安全島標柱損壞和道路設施被人塗污。

## 法庭提堂
- 1名32歲，報稱包裝設計師的李姓被告被控「暴動罪」及「未能出示身分證明文件罪」，2019年8月7日在觀塘裁判法院提堂。控罪指被告於8月5日在黃大仙龍翔道與其他身分不詳的人參與暴動；他另被控一項未能出示身分證明文件罪，指他於同日同址未能在身穿制服的警務人員規定下，出示身分證明文件以供查閱。控方申請押後審訊，讓警方進一步調查，且不反對被告申請保釋。裁判官批准被告准以5000元保釋，其間不得離開香港，並須定期到警署報到和遵循宵禁令。案件押後至10月2日再訊。[92]10月2日第2次提堂，控方指警方須重看大量相關影片，申請押後案件讓警方作進一步調查。辯方指被告從事設計，須到灣仔及中環參加展覽和搜索材料，一星期到警署報到三次為他工作帶來不便，最後獲准以原有條件保釋外出，到警署報到次數改至一星期兩次。案件押後至11月27日再訊。[93]到2021年3月22日，被告在區域法院承認控罪。法官認為當日的暴動是預先計劃，並有大量人士參與，形容當時警方是「有點以寡敵眾」。而被告身材高大，當時在前線與警方對峙，並向他們投擲頭盔，用黃色的雨傘襲警，以及撿起催淚彈彈殼試圖擲向警方。法官讀出被告家人多篇求情信後，指犯罪者的家人也要一同承擔，最後被判囚3年9個月。[94]

- 1名38歲，曾任地產經紀的蘇姓被告在秀茂坪管有卡片刀、在住所藏有大量摺刀、在警署接見室內損壞5張會面紀錄等，被控管有違禁武器、管有攻擊性武器、刑事損壞等4罪，2019年8月7日在觀塘裁判法院提堂。控罪指他於8月5日，在秀茂坪紀律部隊宿舍地下管有攻擊性武器，即一把黑色咭片刀、一把銀色多用途刀、一把剪刀、意圖將其作非法用途使用。另外也於本年8月6日在秀茂坪警署接見室內，無合法辯解而損壞屬於香港警察的5張會面記錄，意圖損壞該財產或罔顧該財產會否被損壞。控方表示警方須作進一步調查，包括化驗被告家中檢取的氣槍、3部在現場搜獲的電話。裁判官應控方要求將案押後至10月2日再訊，被告准以2000元保釋外出，須住在報住地址，每周二、三到觀塘警署報到，不得離港，亦須遵守晚上12時至翌日早上7時半的宵禁令，以及禁足令，不可進入秀茂坪紀律部隊宿舍100米範圍。[95]10月2日第2次提堂，控方申請押後讓警方將證物交由化驗所做測試，包括其手提電腦和手機、所獲氣槍的發射能力和刀是否為違法刀具。辯方另指，被告已辭退上一份工作，改為提供急救服務，惟警方將其拘捕時，檢取了被告的聖約翰救傷隊及鄧肇堅醫院發出的急救證書，影響其工作，遂向控方表示要求警方交還。控方指已致電警方，亦要求辯方自行去信警方。案件押後至11月13日再訊。[93]其後裁定管有違禁武器、管有攻擊性武器、刑事損壞等4罪罪成，判處監禁32個月及罰款港幣1000元。被告之後不服其中3項罪名的定罪及判刑而提出上訴，到2022年1月4日，李運騰法官認為原審裁判官莫子聰未有充分考慮事發當天的環境和被告當時是回家，裁定管有攻擊性武器罪是不安全及不穩妥的。法官亦指原審裁判官未有充分考慮被告在家中搜出的物品早在2017-2018年已經放在網站發售，而網頁瀏覽人次和物品能否成功出售也是無法控制，指出其中一個合理的可能性物全部打算放售，故裁定第二項管有攻擊性武器罪是不安全及不穩妥的。不過管有違禁武器罪的上訴遭到駁回，需維持原判，判囚18個月。[96]

- 一名28歲報稱無業的男子被控8月5日在龍翔道黃大仙廟附近與其他人參與暴動。他亦被控在7月14日和8月25日分別在沙田新城市廣場和荃灣楊屋道與禾笛街交界處參與暴動，案件轉介區院後，在2022年7月26日首次提堂，押後9月20日再訊，被告獲准繼續保釋。[97]
- 2019年8月7日，警方在深水埗警署衝突中以涉嫌「阻差辦公」拘捕沙田區議員黃學禮。其後拒保候查，獲暫時釋放。直至2020年5月8日，深水埗警區重案組第2隊經進一步調查及徵詢法律意見後，在沙田區再將黃學禮拘捕，並正式落案控以1項「阻礙警務人員執行職務」，指他用身體阻擋警員追捕一名人士以彈珠攻擊警員。案件於同年5月22日在西九龍裁判法院提堂。[98]到3月29日，裁判官劉淑嫻指事發片段無法找到警員所指「彈珠人」的身影，只看到事發期間警方正進行驅散行動。而黃學禮在逃跑期間沒有回頭看，不知道後方警員的行動，可能是停步時遇到涉案警員，裁定罪名不成立。結果公佈後，庭上旁聽者則拍掌約10秒。[99]

- 一名22歲男廚房工和26歲女註冊社工否認當日在大埔太和路參與非法集結。辯方求情時表示，22歲被告因此案件承受巨大精神壓力，而26歲被告因案件而未獲公司錄取。[100]不過粉嶺裁判法院主任裁判官蘇文隆質疑他們戴上手套是與非法集結者同流合污，加上沒有穿反光衣和提供記者證，裁定二人罪成，判入獄9個月。判決公佈後，庭內傳出啜泣聲。[101]
- 兩名分別17歲和19歲青年被控在黃大仙近公共輸交匯處位置與其他不知名人士參與非法集結，他們在案發當日被捕。不過到一年後的6月9日早上，他們再次被捕。觀塘裁判法院裁判官屈麗雯指出警員的證供有疑點及不合理，同時迴避問題，無法說出被告受傷經過。而片段亦沒有拍攝到兩名被告有參與，最後裁定兩人罪名不成立。兩名辯方大律師指出二人曾被警方濫暴。首名被告的嘴唇有血塊及血痕，一隻門牙崩掉，質疑他曾經被警員襲擊臉部。而次被告後腦有3厘米創傷，片段顯示被告當時「一頸血」。[102]
- 一名22歲演藝學院學生被控在當日晚上8時在黃大仙紀律部隊宿舍外的沙田坳道涉淋熄催淚彈，之後被控暴動和因藏催淚彈殼而被控的無牌管有彈藥罪。到2022年5月30日，被告承認暴動罪。法官游德康判刑時指雖然被告沒有直接暴力行為，但認為用水淋熄催淚彈頭或將其覆蓋是令暴動升溫，認為他有積極參與。而當日媒體錄像拍攝到被告曾多次蹲下拾起物件。最後被判監禁2年4個月。無牌管有彈藥罪則由法庭存檔不起訴。[103]
- 1名24歲男子，於2019年8月5日在將軍澳警署外欣景路，連同其他人參與暴動；及在同日同地，無合法權限或合理辯解，而損壞屬於香港警務處的玻璃窗，意圖損壞該財產或罔顧該財產是否會被損壞。被控暴動及刑事毀壞2罪，2022年12月5日在區域法院承認暴動罪，另被控的刑事毀壞罪則存檔法庭。

區域法院法官姚勳智判刑指，本案由多人聚集升級至暴動，相信非早有預謀，惟案發歷時不短，而且規模較大，使用的暴力程度高，並以警署為目標，須判處阻嚇性刑罰，最後以54個月為量刑起點。考慮被告的身體狀況，減刑至判囚45個月，加上被告認罪獲得進一步扣減，最終判處被告監禁32個月，另需賠償3000元。姚官判刑後指，望被告如求情信所言能在獄中反思；又指被告過往努力讀書，沒有氣餒，期望他不要放棄，將來報答雙親。被告回應稱「多謝法官閣下」。

### 方仲賢案
2019年8月6日，浸會大學學生會會長方仲賢在深水埗購買鐳射筆被截查，因涉嫌藏有攻擊性武器被警方拘捕。其後拒保候查，已獲暫時釋放。警方保留檢控權利，案件繼續由有組織罪案及三合會調查科人員跟進調查。2020年12月2日，警方正式拘捕方仲賢，被暫控以公眾地方管有攻擊性武器、抗拒在正當執行職務的警務人員及妨礙司法公正等3罪，案件於12月8日上午在西九龍法院提堂，控罪指被告於2019年8月6號在深水埗鴨寮街及桂林街一帶管有攻擊性武器，即10個能發射雷射光束的裝置；及抗拒警長52338；以及在偵緝警員8702檢取被告手提電話前，被告重設手提電話。裁判官將案件押後至12月29日再訊，以待轉介區域法院審訊文件，准被告以1萬元保釋，期間不得離港及須每星期到警署報到1次，並須遵守宵禁令及不准騷擾控方證人。方仲賢否認控罪，經審訊後，2022年2月9日，區域法院法官游德康指方買10支鐳射筆「非常令人懷疑」，但由於難以定奪他必然意圖傷人，藏有攻擊性武器罪脫。但他裁定警員有合理懷疑截查方仲賢，認為方明知其身分卻逃跑，又反覆要求警員出示委任證，是純粹「刁難警員」；又指方重設電話，刪除資料阻礙調查，因此拒捕及妨礙司法公正兩罪罪成。方仲賢須還柙至3月3日求情及判刑，以待索取背景報告。其後因疫情押後至4月7日判刑，區域法院法官游德康判方仲賢即時入獄9個月。2022年8月11日刑滿出獄，方仲賢表示未來將遠赴英國倫敦的倫敦大學修讀國際關係。

### 清潔工涉張臂攔警助示威者
1名49歲，曾任清潔工人的何姓被告在深水埗欽州街與長沙灣道交界阻礙警員執行職務，被控「阻差辦公罪」。8月7日在九龍城裁判法院提堂，被告毋須答辯，獲准以現金1000元擔保外出候訊，被告須遵守由凌晨12時至早上6時實行的宵禁令，期間不能離港。案件押後至10月2日再訊以待警方進一步調查及索取法律意見。10月2日第2次提堂，控方提出修訂被告的控罪，由原來《簡易程序治罪條例》下的「阻礙警務人員執行職務」罪，改為《侵害人身罪條例》下「意圖犯罪而襲擊或襲警等」罪，惟指控內容不變。根據法例，原有控罪最高被罰款1000元及監禁6個月，新的控罪最高可處監禁兩年。辯方則申請將押後案件10星期，表示需時向控方索取案發時的照片，以及容量逾500GB的影片。裁判官決定將案件押後7周至11月20日再訊，屆時被告會答辯；另外被告保釋條件不變，包括每晚12時至翌日6時要守宵禁令。最後他被裁定阻差辦公罪成，被判160小時社會服務令。被告其後就定罪提出上訴，但遭到駁回，反而批評上訴人動作匪夷所思。

### 海員在深水埗襲警案
1名25歲，報稱海員的韓姓被告因在8月6日於深水埗欽州街與長沙灣道交界襲擊警員，被控「襲警罪」，12月18日在九龍城裁判法院提堂。裁判官將案件押後至2020年1月29日再訊，以待辯方向控方索取文件等，期間被告獲准繼續保釋。被推跌的警署警長作供稱，被告倒地時以為是「同事間碰撞」。到2020年7月22日被判罪成，監禁3星期。法官不接納被告穿過警方防線找女友的說法，認為是蓄意行向警長並施襲。

### 荃灣交通燈破壞案
4男1女被控刑事損壞罪及未能在規定下出示身分證文件罪，2019年8月7日在東區裁判法院提堂。
32歲劉姓女商人及22歲陳姓男子被控1項刑事損壞罪及1項未能在規定下出示身分證明文件罪，控罪指兩人於2019年8月5日，在荃灣楊屋道及聯億街交界南行線，損壞行人過路線的綠色交通指揮燈。
而26歲冼姓科技大學學生，26歲黃姓車輛維修員及22歲羅姓餐廳水吧職員各被控1項刑事損壞罪，控罪指3人在同日損壞在荃灣大河道及沙咀道交界的3個行人或交通燈的綠燈。
劉姓女被告及冼姓被告因警方拘捕時受傷仍在醫院留醫，因此只有3人出庭，3人暫毋須答辯，裁判官批准以1000元現金保釋，但必須交出旅遊證件，不得離港，定期到警署報到，以及遵守宵禁令。控方表示本案事發於荃灣區，本應於西九龍裁判法院提堂，基於行政錯誤，才於東區裁判法院提堂，裁判官將案押後至10月2日及轉介回西九龍裁判法院提堂。而劉姓女被告及冼姓被告押後至8月9日在西九龍裁判法院提堂。
其後冼姓被告於8月9日出院後往西九龍裁判法院提堂。劉姓女被告仍然留院未能出庭，裁判官押後至8月13日再訊。被告獲批准以1000元保釋，不得離開香港、並須定期到警署報到及守宵禁令。10月2日和其他被告一起再提堂。劉姓女被告則在10日出院，隨即被帶往九龍城裁判法院提堂，獲准以現金1000港元保釋，期間需遵守一系列保釋條件，包括不得離開香港、每周到警署報到一次，及每晚凌晨12時至翌晨6時遵守宵禁令等。10月2日和其他被告一起再提堂。
10月2日第2次提堂，控方申請押後案件，等待警方就66項證物的調查結果，包括油桶、油漆、衣物校對結果，另要檢取各被告的手機及對講機通話紀錄，以確認各被告是否有聯繫。控方續說，陳姓被告及冼姓被告涉保釋期間，再干犯9月15日金鐘及灣仔一帶大型集會的案件。
各被告代表均反對控方押後申請，認為控方上次提堂至今，仍沒有向辯方披露調查進展，並要求若再押後一段長時間，應撤銷各被告宵禁令及不准離港限制，以免對被告造成不合比例的不便。
陳姓被告及冼姓被告各自的代表律師均澄清，冼迪當日有不在場證據，在近日往警署更改保釋條件時被捕，警方只是向冼迪播放9月15日集會的片段，然後問有何看法，但沒有指出他曾在集會出現，控方指控並不公平，陳祖澤代表律師有同樣看法。
總裁判官聽罷陳辭，批准押後案件至12月11日，並撤銷各人宵禁令，但保留不准離港限制。
12月11日第3次提堂，控方新增無牌管有無線電通訊器具等控罪，令眾被告面對控罪增至共10項，案件押後至2020年2月3日，屆時被告將需就控罪答辯，期間被告獲准繼續保釋。
其段5人承認刑事損壞等罪，2021年8月16日在西九龍裁判法院判刑。無牌管有無線電器具罪及串謀刑事損壞罪則獲撤控。
裁判官黃士翔以本案眾人手持無線電，有規模地進行損壞為理由，從嚴判刑。劉姓女商人，冼姓科大學生，黃姓車輛維修員及羅姓餐廳水吧職員判監禁4個月；陳姓男子被判入勞教中心，他另涉無出示身份證，判罰款700元。另五位被判須各賠償清潔費296元及444元。

### 屯門非法囚禁他人案
一名23歲攝影師被控在屯門新都大廈近屯門公路（往九龍方向），連同其他身份不詳人士，將一名電單車司機非法及損害性禁錮約22分鐘，並違反其意願而將他羈留。事後司機送往屯門醫院。他的左手肘關節骨折和脫臼、右手肘瘀傷、左大腿壓痛及左膝多處擦傷等。他3天後出院，事後接受 6 個月的物理治療及針炙。而警方於2020年2月18日拘捕被告。被告承認控罪。辯方求情稱被告為拍攝到場，未有參與激烈衝突，控方亦未控更嚴重罪名，冀法庭判刑時不會考慮當時現場發生的激烈行為。法官李慶年直言「某程度上被告要感恩，有風險㗎喎，有暴動嘅風險」。而他判刑時稱被告夥同他人犯案是加重罪責因素，又指雖然事主所受的傷害似乎比「機場付國豪被非法禁錮暴動案」較嚴重，但禁錮時間較短下，認為兩案的嚴重性相若，最後判處監禁8個月。

## 爭議

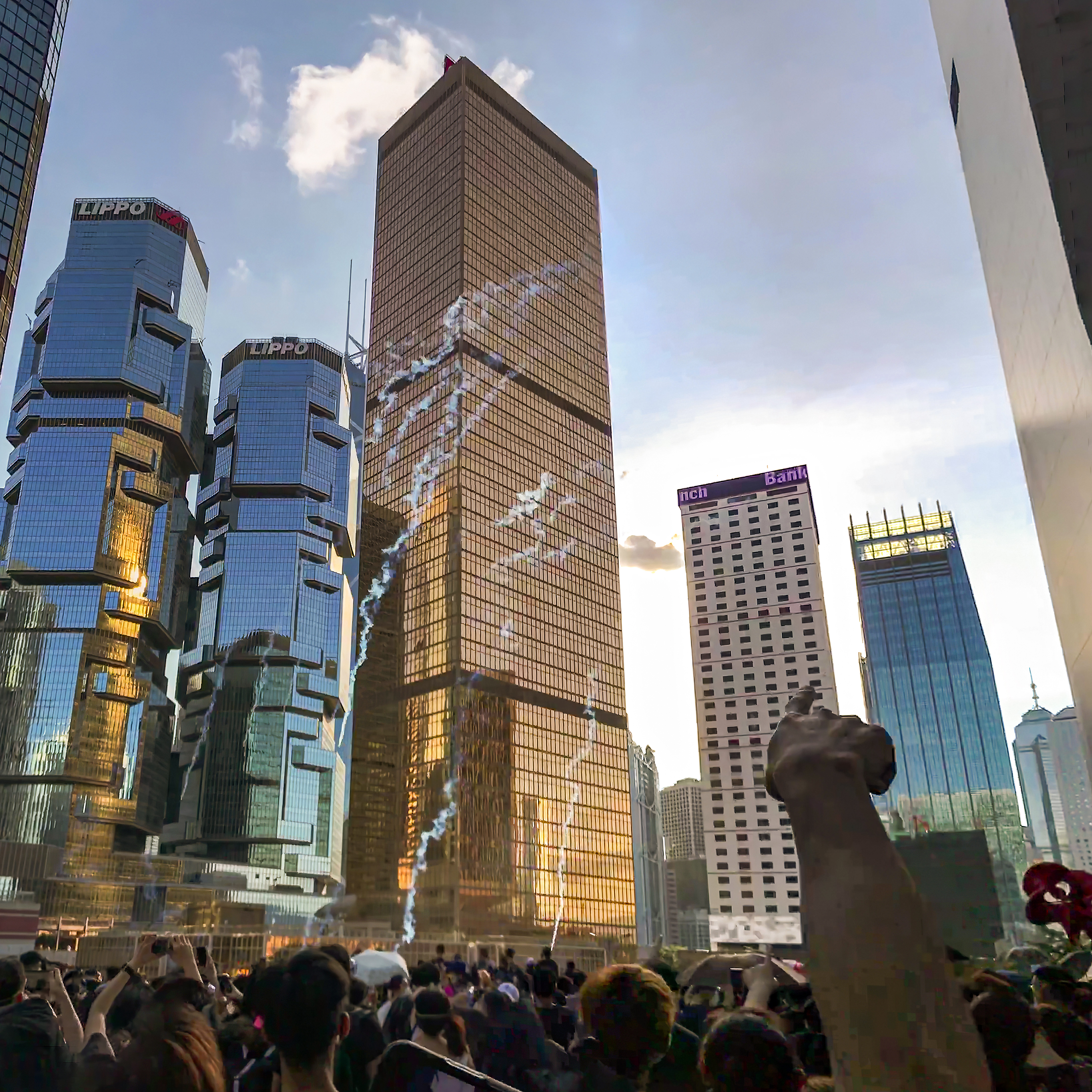
警方疑從遠東金融中心和政府總部天台高處投下催淚彈，引起爭議

### 示威者襲擊駛向示威者的司機
在示威期間，多名示威者故意堵塞馬路。在北角，有私家車突然衝到英皇道示威者佔據的地方，遭示威者攔下。而他因不滿道路堵塞無法通行，下車與示威者理論。期間遭到部分示威者襲擊及圍毆，相关车辆車窗也被示威者破坏。司機指他自己是支持示威者的，又叫大家不要暴力。有部分示威者叫司機為安全著想，快點離開，後來司機把車駛走。

### 政府「秋後算帳」爭議
公務員事務局在「三罷」行動後要求各部門提交缺勤名單，被議員質疑局方收集資料是為了罷工人士秋後算帳。

### 解放軍疑混入警察
在大埔的衝突中，多名示威者撤退至大埔超級城商場。防暴警察一度想進入商場，卻遭職員阻止。其後，有片段拍攝到一名防暴警察向同僚以普通話說「同志們」三字。事件令人猜測有解放軍混入香港防暴警察。
警務處在8月6日下午作出澄清，表示有關說法全屬謠言，警方称该警员当其时带着防毒面具，所以说話未必清楚。

### 警方疑從大廈投下催淚彈
有網上片段顯示，警方疑從遠東金融中心和政府總部天台高處投下催淚彈，其後跌落佔據夏慤道的示威人群。信和置業發言人表示沒有收到警方徵用遠東金融中心的要求，而當日並沒有警員駐守大廈。

### 記者被催淚彈擊中受傷
在深水埗，一名在「采風電影」從事兼職攝影師的珠海學院學生黎家威，在拍攝示威場面時遭催淚彈擊中頭部。現場的救護員為他急救，其後把他送院治理。該名傷者表示，醫生指其左眼角將留下2厘米永久傷痕，左眼角兩處傷口要縫三針。而「采風電影」表示將會承擔相關醫療費用。

### 記者一度被捕
在深水埗，一名《大公報》記者保護受傷的學生記者期間，突然被防暴警察以盾牌推撞及以「懷疑襲警」為由帶返警署，相隔約15分鐘後後獲釋。他事後雖然表示沒有受傷，但媒體所拍攝的照片顯示，他的頭部及頸部均有傷痕。